# Renault 4 (1961)
Pour les articles homonymes, voir R4.
La Renault 4  (populairement appelée 4L quel que soit le modèle) est une petite voiture populaire de grande diffusion de conception simple et pratique. C'est aussi la première application de la traction sur une voiture de tourisme de la marque Renault après que cette technique a été adoptée sur l'Estafette en 1959. Les R4 changent d'appellation commerciale à partir de l'année-modèle 1966 pour devenir Renault 4, Renault 4 Export, puis Renault 4, Renault 4L, Renault 4 TL, Renault 4 GTL, au gré des années et des versions commercialisées.
La Renault 4 fut désignée ainsi parce qu'elle était équipée d'un moteur de quatre chevaux fiscaux ; la Renault 3, une version très peu produite équipée de la même carrosserie, avait un moteur de trois chevaux fiscaux.
Elle est construite d'août 1961 à décembre 1992 dans 28 pays, initialement avec la Dauphine sur l'île Seguin à Boulogne-Billancourt ainsi qu'à l'usine Renault de Flins, en Espagne (par Fasa-Renault), en Argentine par IKA-Renault, en Italie par Alfa Romeo (sous licence), au Maroc, à Madagascar, en Afrique du Sud, puis à partir de 1969 en Yougoslavie, (l'usine Renault de Novo Mesto sera d'ailleurs la dernière, en 1992, à assembler ce modèle).
La R4 connut un grand succès auprès des PME, des artisans, de la gendarmerie (c'est l'une des voitures françaises de l'époque qui pouvait être conduite avec un képi sur la tête), mais également auprès des PTT, de France Télécom ou EdF dans sa version fourgonnette ; ces contrats lui donnèrent une très grande visibilité sur les routes.
En France, la R4 fut en tête des ventes de 1962 à 1965 (succédant à la Renault Dauphine), puis en 1967 et 1968. Elle est la deuxième voiture française la plus vendue de l'histoire avec 8 135 424 exemplaires, derrière la Peugeot 206.

## Historique

### Conception et développement

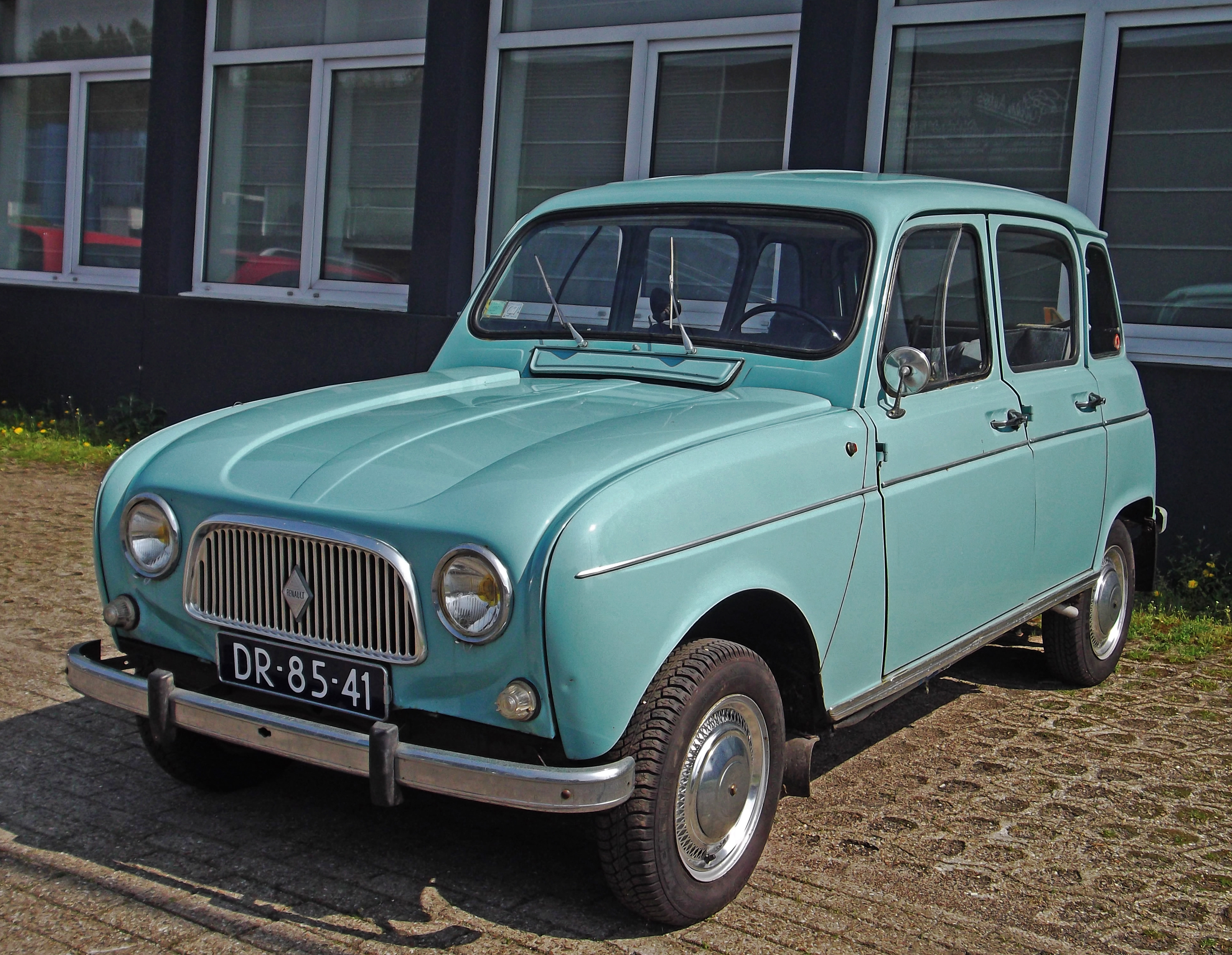
Une Renault 4L 1963.

La Renault 4 est la réponse de Renault à la Citroën 2 CV, sortie en 1948. À l'époque, celle-ci est depuis plus de dix ans l'automobile de choix des personnes à faible revenu en France, tout particulièrement des agriculteurs et des milieux ruraux en général. La 2 CV s'était également taillé une clientèle chez les citadins recherchant un moyen de transport abordable et économique.
Début 1956, le président de Renault, Pierre Dreyfus, souhaitant ne pas laisser Citroën seul sur ce marché, lance donc le projet d'une voiture économique, destinée à plaire au plus grand nombre en reprenant et en améliorant les qualités de la 2 CV. L'auto remplacera également la 4CV, vieillissante. C'est le projet 112, surnommé « 350 » en interne en référence au prix imposé par le cahier des charges (350 000 francs). La nouvelle voiture est baptisée « Renault 4 ». Sa présentation à la presse a lieu en août 1961, en Camargue.
La Renault 4 partage de nombreux traits de conception avec la 2 CV : elle est dotée de la traction avant — une première pour Renault — et de suspensions indépendantes très souples et à grand débattement, elle présente également de grandes qualités pratiques, avec une carrosserie logeable et polyvalente, et enfin, son prix est bas, bien que légèrement supérieur à celui de la Citroën.
Toutefois, la voiture de Renault apporte de nombreuses améliorations par rapport à la 2 CV. Elle offre notamment de bien meilleures performances, avec un plus gros moteur quatre cylindres refroidi par eau qui lui permet de dépasser les 100 km/h, quand la 2 CV plafonne encore à 85 km/h. De plus, elle se montre encore plus pratique, d'abord grâce à sa forme plus carrée, mais aussi et surtout à son hayon, une grande nouveauté pour l'époque. Ce type d'ouverture était alors cantonné aux breaks et aux utilitaires, et inédit sur une voiture de tourisme. La Renault 4 est aussi beaucoup plus moderne par son apparence, à la fois par rapport à la 4CV qu'elle remplace et à la 2 CV, dont les ailes non intégrées au capot sont déjà archaïques.
Enfin, à sa sortie, la R4 est en phase avec la hausse progressive du niveau de vie en France depuis l'après-guerre. Plus cossue que la très rustique 2 CV, elle est à même de se hisser au-dessus de sa fonction utilitaire et de séduire également une clientèle, notamment urbaine, à la recherche de plus de confort. Cela passe notamment par ses versions les plus haut de gamme, dénommées Renault 4 L (pour Luxe), d'où le surnom par lequel la voiture est le plus souvent désignée : « 4L ».

### Présentation, lancement et améliorations

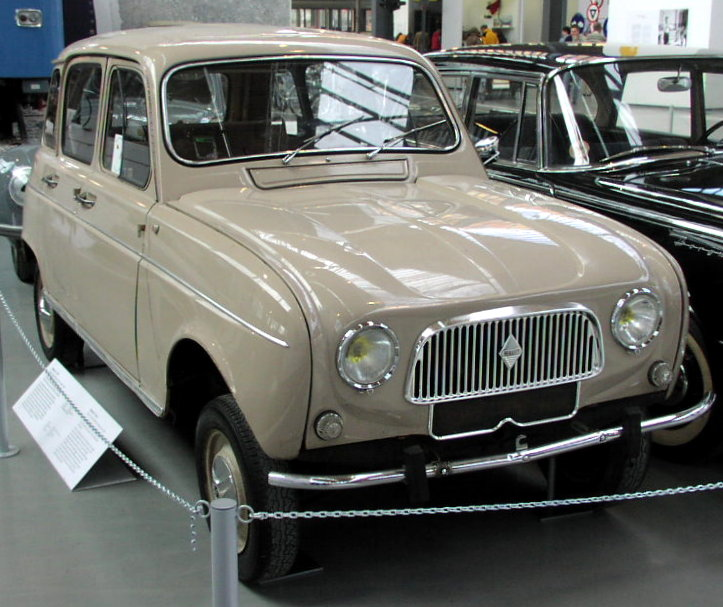
Calandre du modèle 1962.

La R4 fête sa première mondiale officielle le 21 septembre 1961 au Salon international de l'automobile de Francfort. Elle est initialement commercialisée en quatre versions : la R4, la R4 L, la R4 L Super Confort et la R3 à l'équipement minimal. Un gala en l'honneur des nouvelles « quatre » suivra le 4 octobre au Palais de Chaillot à Paris, le salon de l'automobile de Paris ouvre ses portes le 6 octobre à la suite. Ceci marque les débuts officiels de la R4 en France.
En 1962, les ventes de la nouvelle R4 commencent en Allemagne. Le prix au lancement du marché est de 3 830 marks. Ce lancement sera suivi, à l'automne, de la commercialisation du R4 Transporter en tant que break et fourgon. En France, la R3 est abandonnée, tandis qu'à l'autre extrémité de la gamme de modèles, la R4 Super complète la série. En plus d'un équipement amélioré, elle dispose d'un moteur plus puissant, qui développe désormais 26 ch pour une cylindrée de 845 cm3. Un an plus tard, le moteur à quatre cylindres plus puissant a également été introduit dans la R4 Standard et la R4 L.
Durant sa longue carrière, la R4 ne change pas fondamentalement ; cependant, plusieurs améliorations sont apportées au fil des ans. En septembre 1963 (modèles 1964), les pare-chocs à lames sont généralisés, remplaçant avantageusement le fragile modèle tubulaire et l'aération des passagers arrière est revue grâce à des vitres coulissantes sur les portes arrière entraînant en contrepartie la suppression du pivotement des glaces de custode. En 1964 elle est également dotée d'une transmission intégrale : la R4 « Sinpar 4x4 » — le nom du fournisseur — est également adaptée aux terrains difficiles.

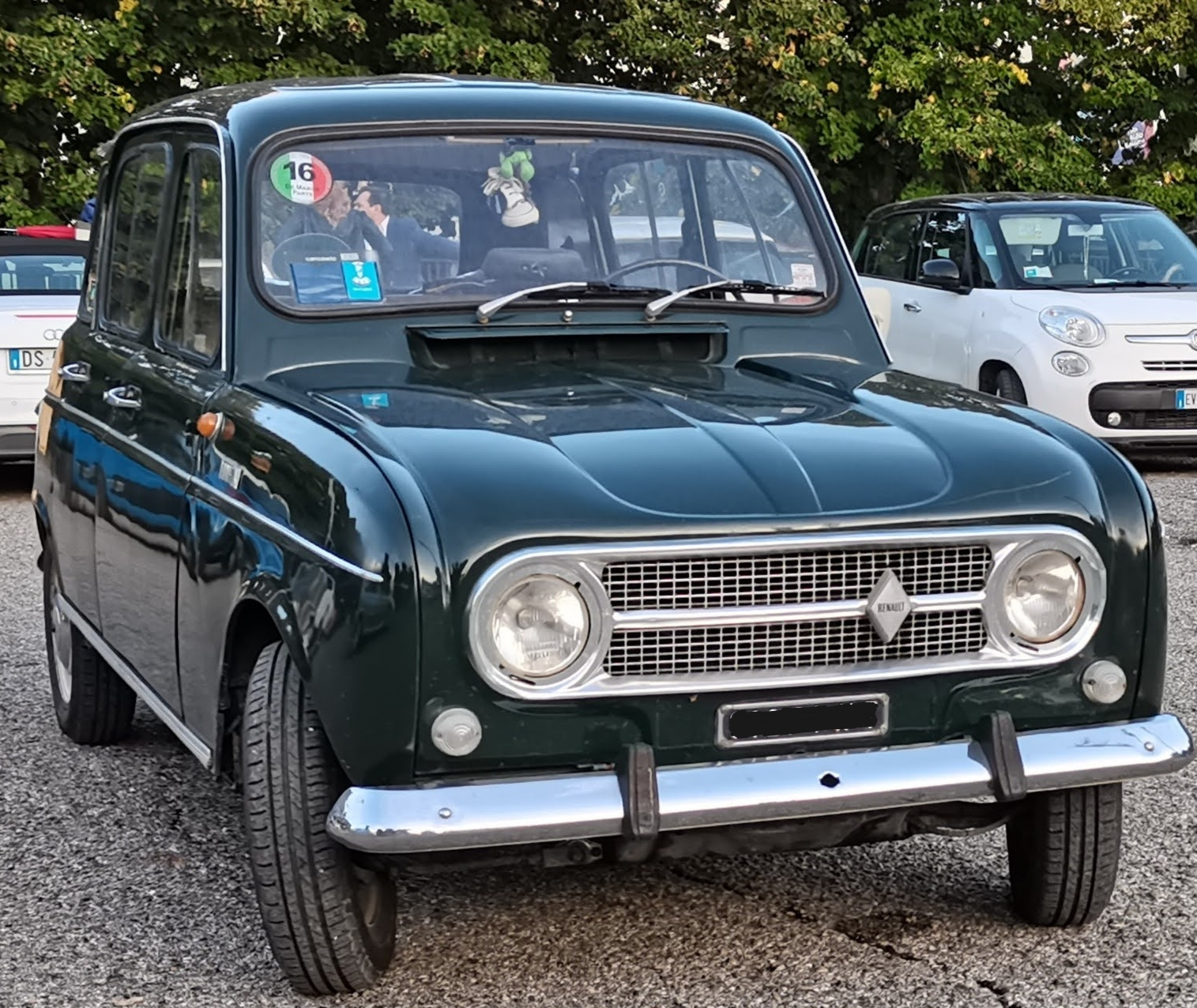
Calandre du modèle 1968.

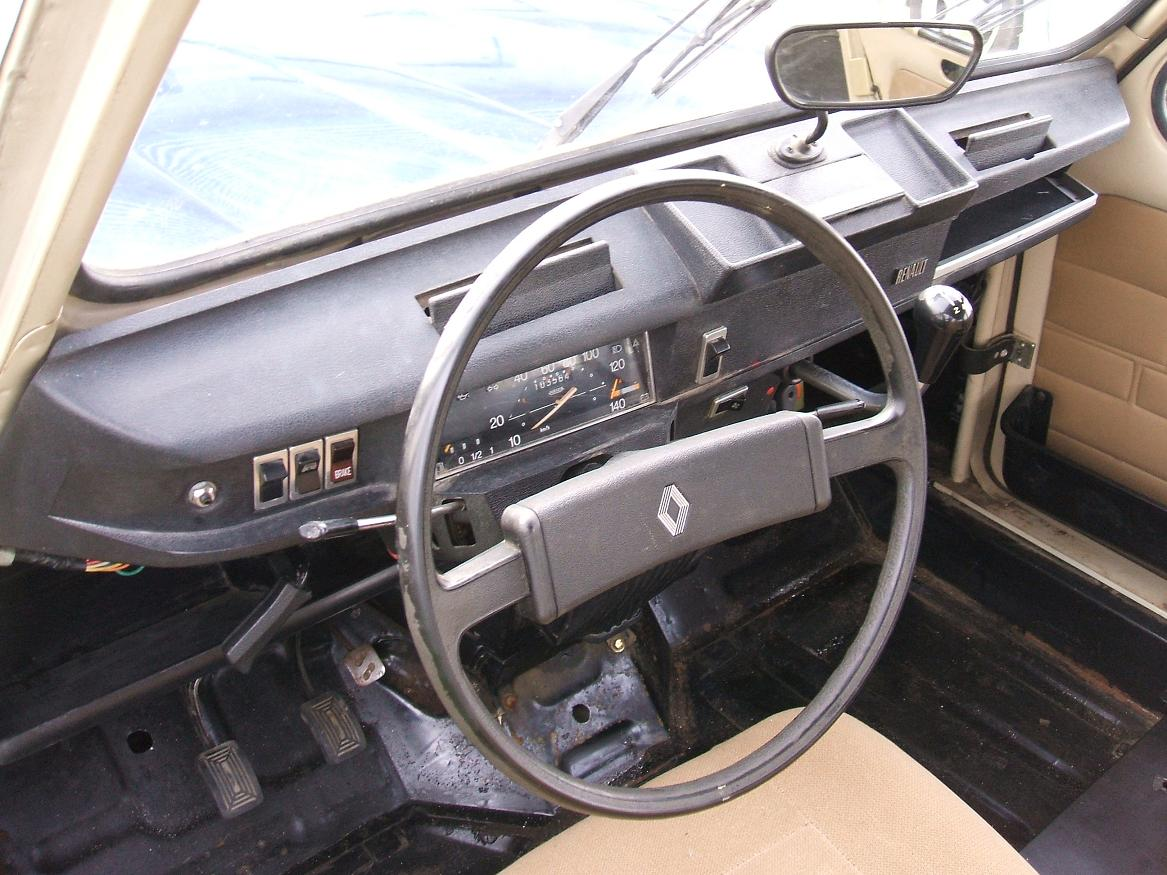
Planche de bord de 1976 à fin 1982.

Les modèles 1967 reçoivent une nouvelle planche de bord avec un vide-poches intégré côté passager ainsi qu'une boîte de vitesses à quatre rapports entièrement synchronisée. Pour 1968 (1969 pour la fourgonnette), une nouvelle calandre chromée élargie intègre les phares. Des butoirs en caoutchouc ornent les pare-chocs avant et arrière, qui sont également redessinés. Les portes reçoivent une nouvelle garniture intérieure. Ce qui permet à la R4 d'aborder les années 1970 avec une nouvelle physionomie. En 1970 le moteur du démarreur est équipé d'un verrouillage de répétition et le système électrique est converti d'un fonctionnement de 6 à 12 volts. Toutes les versions de Renault 4 sont équipées de ceintures de sécurité avant. En 1973 les versions allemandes de la Renault 4 reçoivent une puissance nettement supérieure avec 34 au lieu de 26 ch. La vitesse de pointe passe ainsi de 110 à 120 km/h. La boîte de vitesses à quatre rapports de la Renault 6 TL est adoptée sur la Renault 4 en 1974.

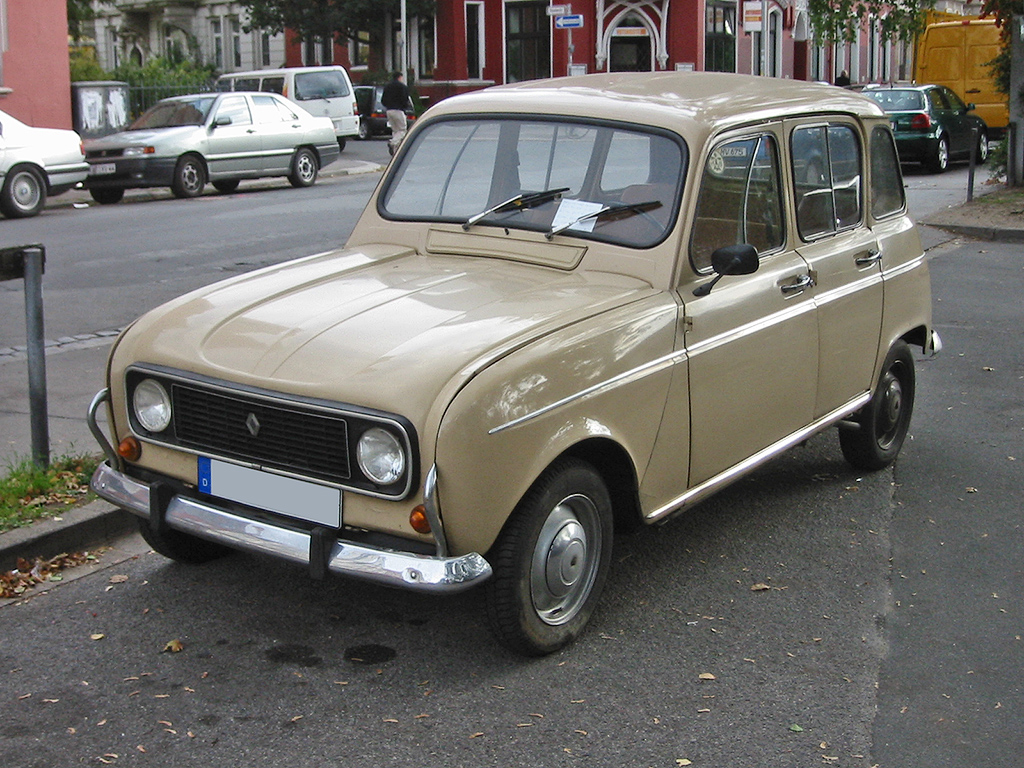
Calandre du modèle 1975.

En septembre 1974 (année-modèle 1975), une calandre noire en plastique remplace la calandre en aluminium montée jusqu'alors. Pour l'année-modèle 1977, la Renault 4 perd également ses petits clignotants ronds à l'avant, ainsi que les feux de position placés sur les ailes avant, au profit de clignotants rectangulaires intégrant les feux de position et adopte une grille d'aération noire en plastique sous le pare-brise.

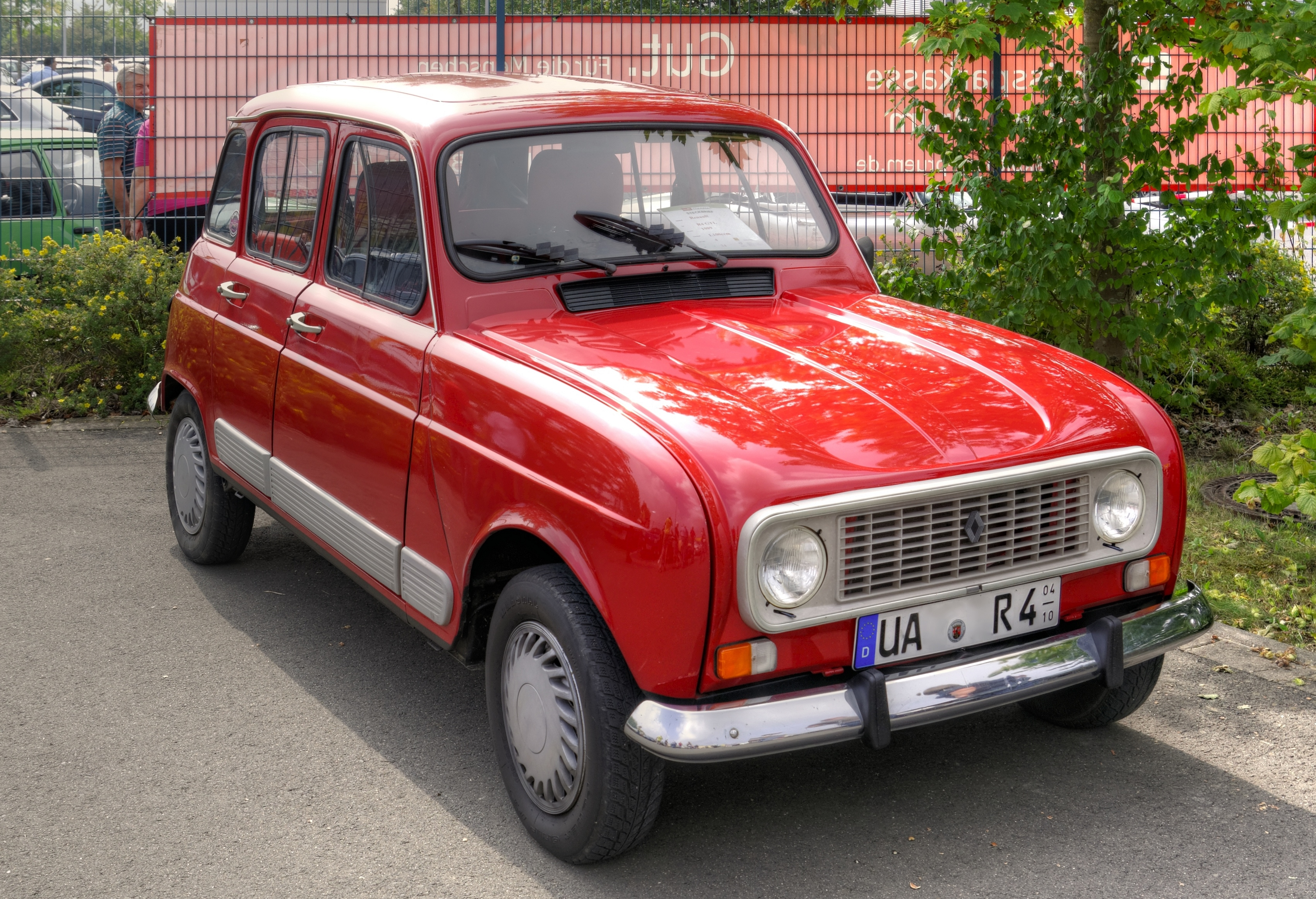
Dernière calandre du modèle 1983.

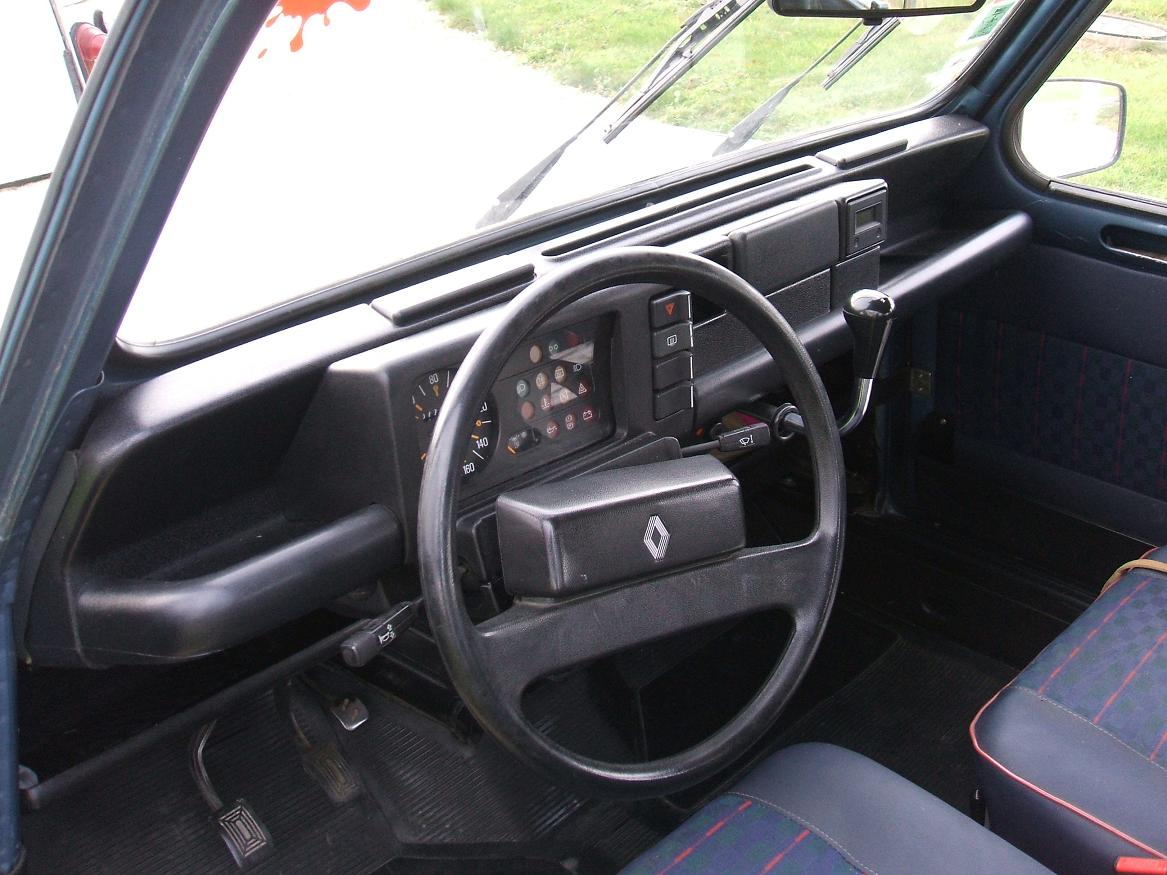
Planche de bord à partir de 1983.

La voiture n'entre dans les années 1980 qu'à partir du millésime 1983 quand la nouvelle planche de bord accueille un combiné plus grand et bien plus lisible (issu de la Renault 5). À l'extérieur, la calandre grise en plastique est généralisée à toute la gamme (auparavant, elle était réservée au seul modèle GTL apparu en 1978). À cette occasion, la R4 perd également son plancher totalement plat.
Dans les années 1980, tout comme sa concurrente historique la 2 CV — elle aussi toujours en production —, les ventes de la R4 s'essoufflent. La voiture, très vieillissante, ne reste au catalogue que grâce à son prix très bas, mais peut-être aussi à son immense présence dans l'inconscient collectif, qui continue d'en faire un choix par défaut pour la clientèle à la recherche d'un véhicule pratique et économique. Les ventes sont maintenues à flot par quelques séries spéciales : « Jogging » en 1981, « Sixties » en 1985, puis plus tard la « Carte Jeunes » en 1991. De même, en 1986, les deux versions TL et GTL sont renommées Savane et GTL Clan, avec des différences de jantes et de sellerie.

### Arrêt et succession
Au début des années 1990, le modèle est obsolète et ne réalise plus que des ventes modestes. Par ailleurs, à cause de ses procédés de fabrication anciens, la R4 est relativement coûteuse à produire. L'annonce des premières normes antipollution européennes, qui imposeraient des modifications techniques, sonne le glas de la R4. En mars 1992, la production en France s'arrête lors de la fermeture de l'usine de Billancourt, et passe en Slovénie. Les ventes continuent encore quelques mois sur le territoire national, avant de cesser pour de bon le 21 décembre 1992. Les mille dernières GTL Clan produites en Slovénie sont numérotées et vendues en France sous la série spéciale « Bye-Bye ».
Elle sera encore produite à 156 exemplaires en janvier 1994 dans l'usine de Valladolid en Espagne, où la Renault 4 prendra définitivement sa retraite. Quelques exemplaires seront assemblés jusqu'au printemps 1995 au Maroc. 8 135 424 exemplaires ont été construits, ce qui en fait à l'époque la voiture française la plus produite de l'Histoire (deuxième aujourd'hui, derrière la Peugeot 206).
Début 2020, les 33 années de production de la Renault 4 étaient considérées comme la dix-septième voiture monogénération la plus longue de l'histoire.
En janvier 2021, Renault évoque un possible retour de la 4L en électrique,. Le constructeur officialise le projet par la présentation d'un concept car, sous forme de SUV électrique, au Mondial de l'automobile de Paris 2022, avec le concept 4Ever. La commercialisation de ce futur modèle est prévue pour 2025. La Renault 4 E-Tech Electric partagera sa base technique avec la Renault 5 E-Tech Electric, basée sur la Plate-forme Renault CMF / AmpR.

## Les différentes versions

### Finitions

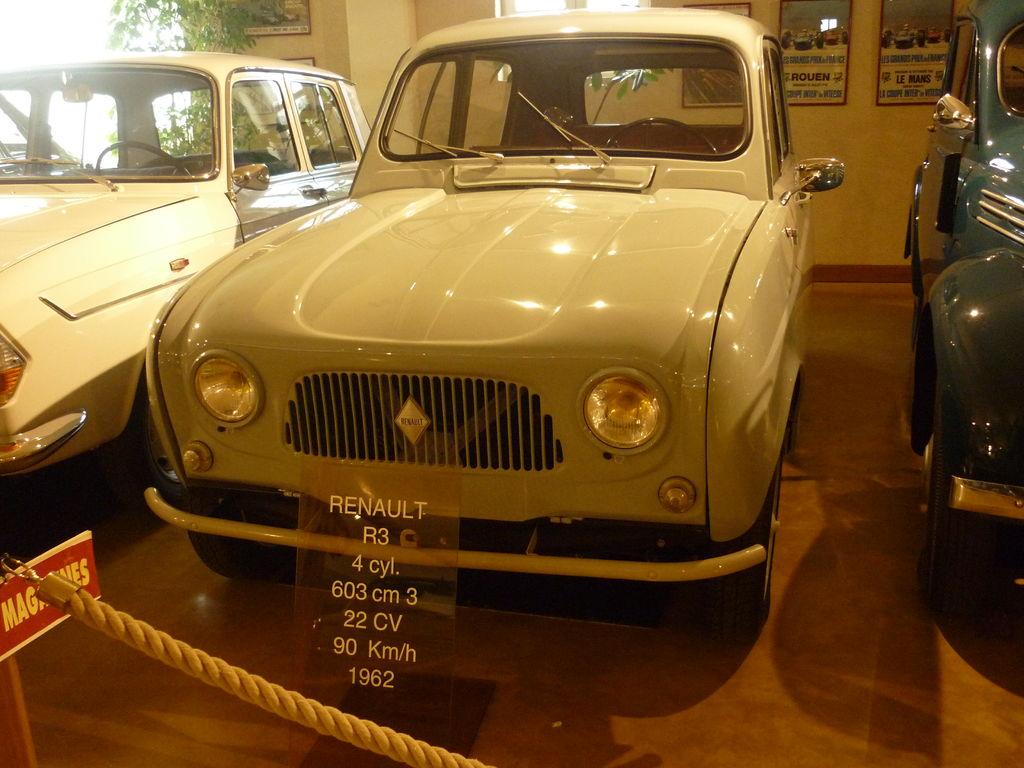
Renault 3.

#### Renault 3
La R3 est une déclinaison économique avec le petit « moteur Billancourt » de 603 cm3 « sous-alésé » dérivé de celui de la 4CV. Version d'entrée de gamme, la Renault 3 est la jumelle de la Renault 4, et ne propose strictement aucune différence d'un point de vue finition et carrosserie, comme l'indique la rubrique « Carrosserie et Habitabilité » du magazine L'Auto-Journal lors de l'essai officiel de la Renault 3 du 8 février 1962 en ces termes : « Absolument aucun changement ne peut être constaté en ce domaine par rapport à la R-4 standard de notre précédent essai ». Comme sa sœur jumelle R4, elle est dépouillée à l'extrême : aucun chrome sur la carrosserie, pare-chocs en tubes peints, pas de grille de calandre chromée, pas d'enjoliveurs de roues. L'intérieur est également très sommaire : volant trois branches en bakélite noire, pas de garnitures de portes, banquettes de type « hamac ». Elle n'est produite qu'en 1961 et 1962, le nombre total d'exemplaires construits varie selon les estimations entre 2 526 et 2 571, ce qui en fait un modèle extrêmement recherché aujourd'hui par les collectionneurs.
Les seules différences se situent au niveau du moteur : un Billancourt de 603 cm3 et 3 CV fiscaux (type 690-01), reconnaissable à un petit autocollant représentant trois diablotins noirs sur fond rouge, entouré par un liseré jaune, une boîte de vitesses à trois rapports spécifique dérivée de la Renault 4 (trois rapports elle aussi) et portant le type 313-01. Les deux autres différences concernent le monogramme de hayon : « 3 » pour la Renault 3 et « 4 » pour la Renault 4 et enfin la plaque ovale informant du type spécifique de la Renault 3 : R1121. Ce sont les seules différences entre les deux modèles de base, le reste étant strictement identique.

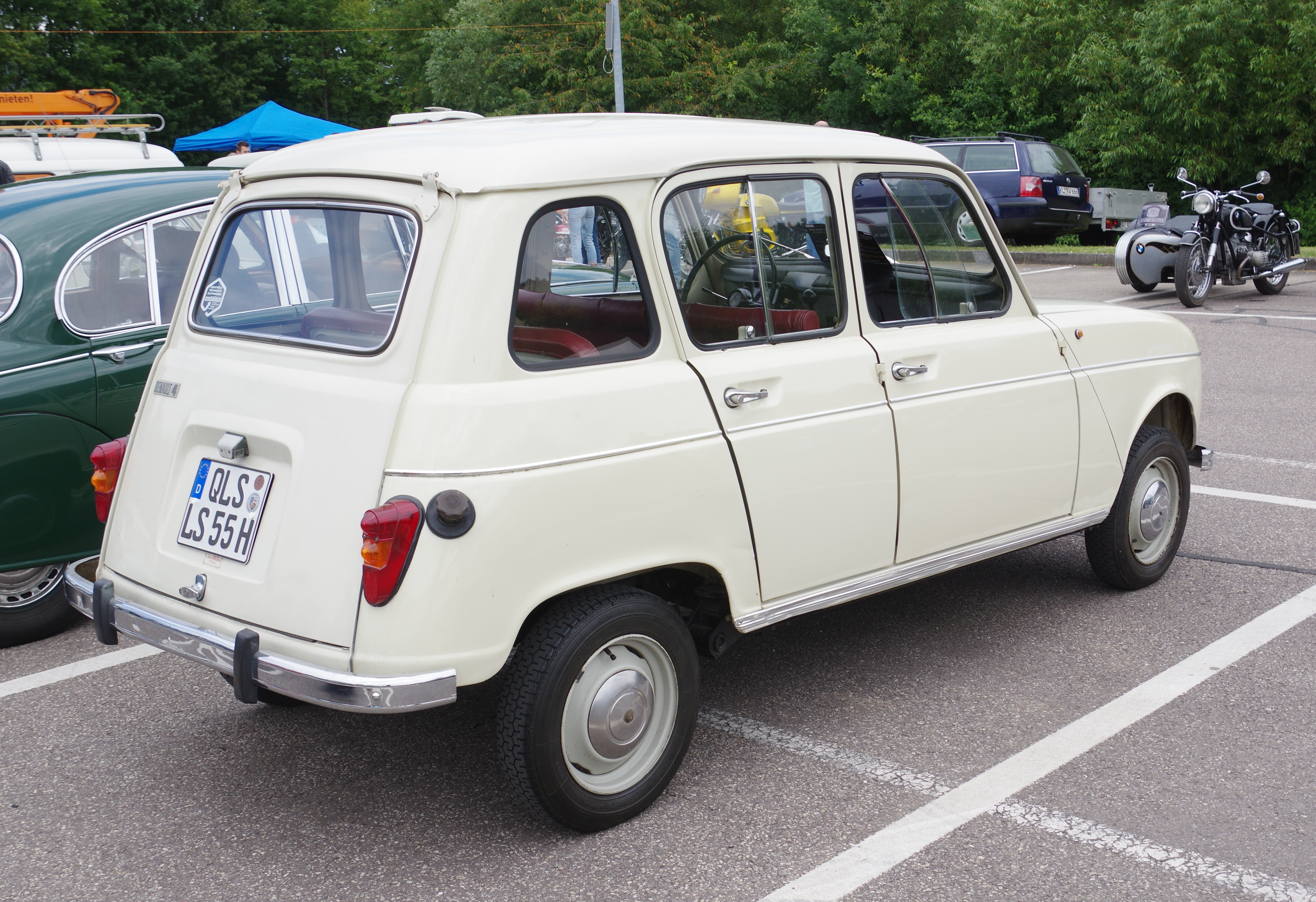
Renault 4 L.

Elle coute 4 800 F en 1961 (soit environ 8 640 euros constants en 2023).

#### Renault 4 L
À côté des R3 et R4 de base — identique à la R3 dans sa présentation — c'est la déclinaison « Luxe » dite R4 L qui connut le plus de succès, elle se caractérise par sa troisième vitre latérale (le « L » pouvant également signifier « Limousine ») et différents accessoires et joncs chromés, qui la rendent plus luxueuse. Cette version, qui s'appela ensuite R4 L Export, fut la plus vendue, à tel point que l'appellation générique de la Renault 4 deviendra progressivement 4L. Par rapport à la version de base, qui possède des banquettes de type « hamac » (suspendus) de même type que la Citroën 2 CV, la R4 L Export possède des sièges plus élaborés et plus confortables (séparés à l'avant) et une banquette arrière rabattable.

#### Renault 4 Fourgonnette

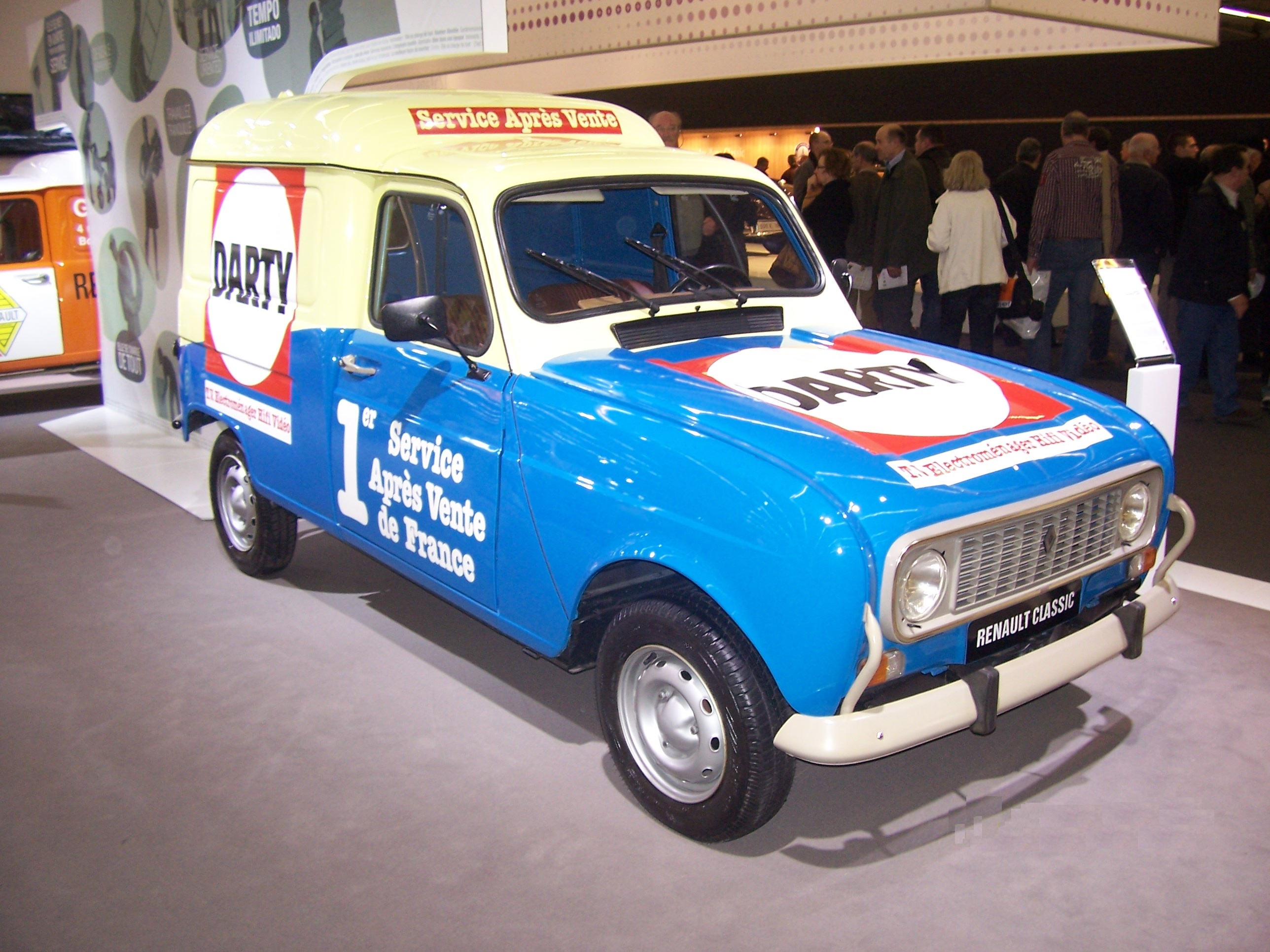
Une Renault 4 Fourgonnette.

La R4 Fourgonnette, qui concurrence les fourgonnettes Citroën 2 CV, remplace la Dauphinoise (ex-Juvaquatre fourgonnette). Comme cette dernière, elle existe en version vitrée avec une banquette à l'arrière, ou en strict utilitaire tôlé.
À partir de la fourgonnette 300 kg du début caractérisée par une option trappe de toit (appelée girafon) à l'arrière, Renault déclina la fourgonnette 400 kg surélevée pour 1972 à « moteur Cléon-Fonte » (vilebrequin à cinq paliers) de 852 cm3, produite en Espagne par Fasa-Renault, il s'agit du premier « moteur Cléon-Fonte » monté sur la Renault 4 (en France, le « Cléon-Fonte » apparaît sur la R4 pour la première fois avec le 1 108 cm3, en 1975, sur la fourgonnette R4 F6). Elle fut remplacée pour 1976 par la fourgonnette longue 400 kg à empattements rallongés de 12 cm, caisse plus carrée de 2,35 m3 et pare-brise agrandi dans sa partie supérieure. Dans tous les cas, la plate forme est renforcée en particulier au niveau des barres de suspensions et du train arrière qui recevait une barre antiroulis. Pour 1978, les R4 Fourgonnette normale et longue s'appellent respectivement R4 F4 (4 CV) et R4 F6 (6 CV). Sur la base de la F6, Renault propose en 1979 un pick-up fabriqué par Teilhol (également constructeur de la Renault Rodéo sur châssis R4). Le Renault Express remplace la R4 F6 en 1985, la F4 continue d'être produite jusqu'en 1988.

#### Renault 4 Super (R1124)

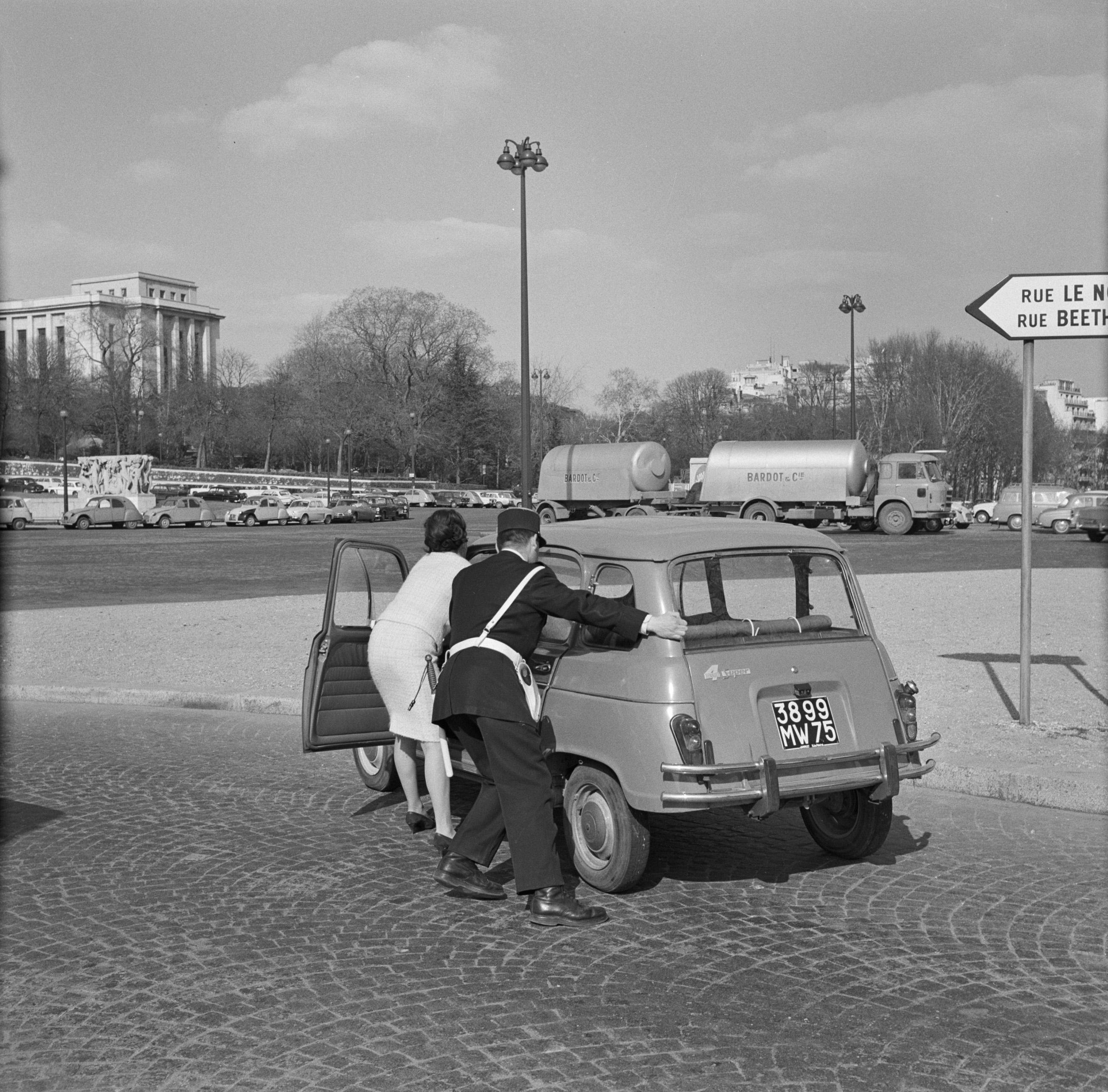
R4 Super

Pour les années-modèles 1962 et 1963, sur la R4 Super les pare-chocs tubulaires chromés sont doubles et superposés tandis que le hayon est spécifique et à double ouverture inversée, le battant inférieur s'ouvrant à la mode des breaks américains et des breaks Simca 1300-1500. La grande lunette arrière coulisse donc vers le bas et disparaît à l'intérieur du hayon. La moitié inférieure du hayon bascule alors vers l'arrière et vers le bas. Elle est articulée juste au-dessus du pare-chocs double qui bascule lui-même vers le bas. Les vitres de custodes sont ouvrantes. Pour la seule année-modèle 1962, comme sur la R4 L, les enjoliveurs de roues portent une étoile à trois branches, les cabochons des feux arrière et des clignotants avant sont entourés de plastique d'aspect « chromé » et les plaques d'immatriculation arrière — sauf en bas — et avant — sauf en haut — sont entourées d'enjoliveurs chromés. En septembre 1962 (pour 1963) le moteur 747 cm3, 32 ch SAE réels, 4 CV est remplacé par le moteur de la Dauphine 845 cm3, développant la même puissance mais plus de couple, de 5 CV la rendant plus chère à l’usage à cause de la vignette. En 1964 après la disparition des pare-chocs et hayon spécifiques, la R4 Super fait place dans la gamme à la R4 Export Super de 5 CV.

#### Renault 4 Parisienne (1963)

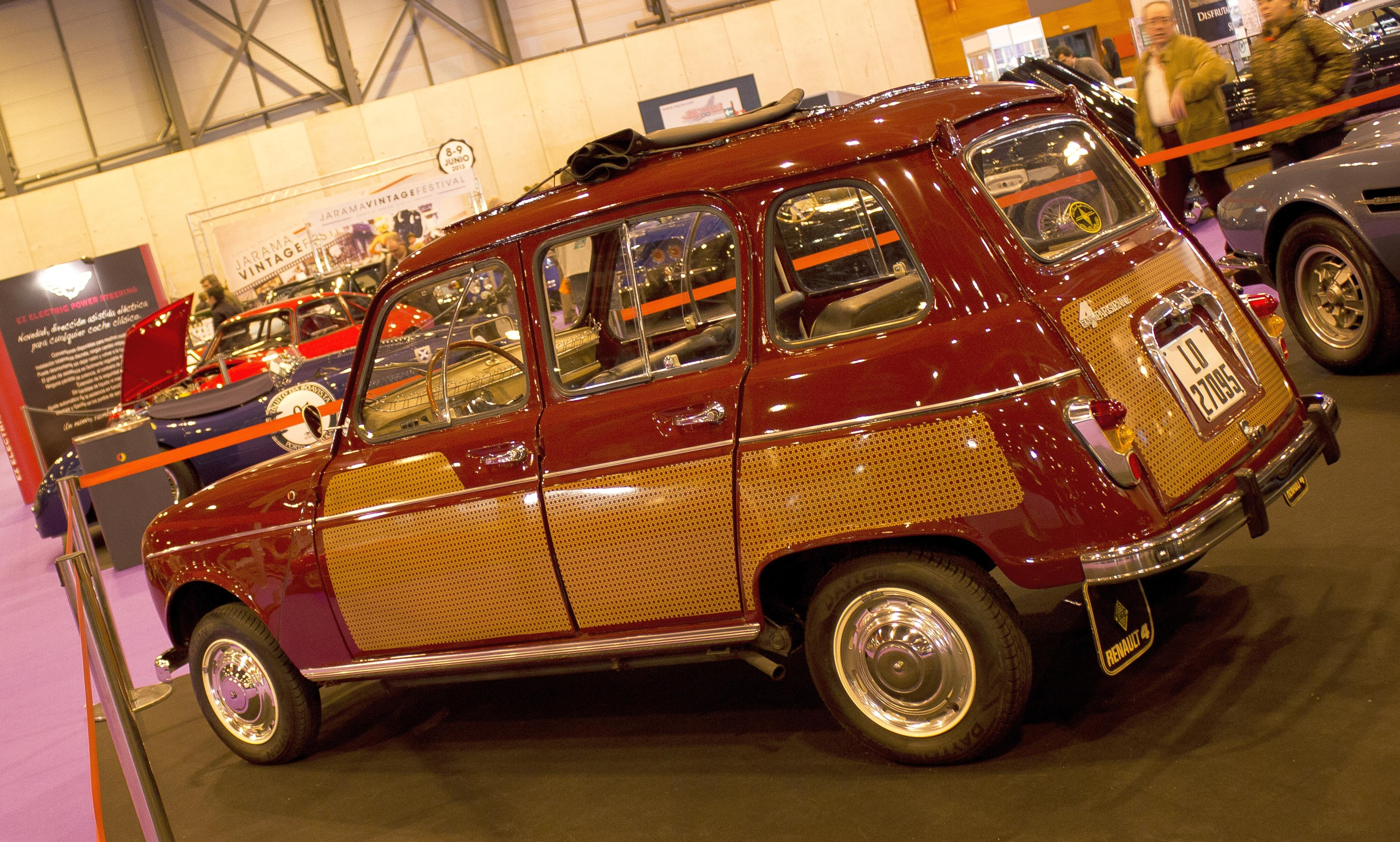
Renault 4 Parisienne 1963.

En 1963, Renault souhaite attirer la clientèle féminine vers la R4. Pour ce faire, l'opération est menée avec le magazine Elle. Le journal prend d'ailleurs pour l'occasion le nom d'« Elle prend le volant ». Plus de 4 000 lectrices essaient ce modèle R4 Parisienne. Il se distingue par un habillage aussi exclusif qu'original : un dessin de cannage de couleur paille, sur le noir de la carrosserie, ou encore des motifs écossais, habillent portières, ailes arrière et hayon. À cela s'ajoutent des éléments chromés, pour une distinction encore plus prononcée.

#### Renault 4 Export, TL (R1126)

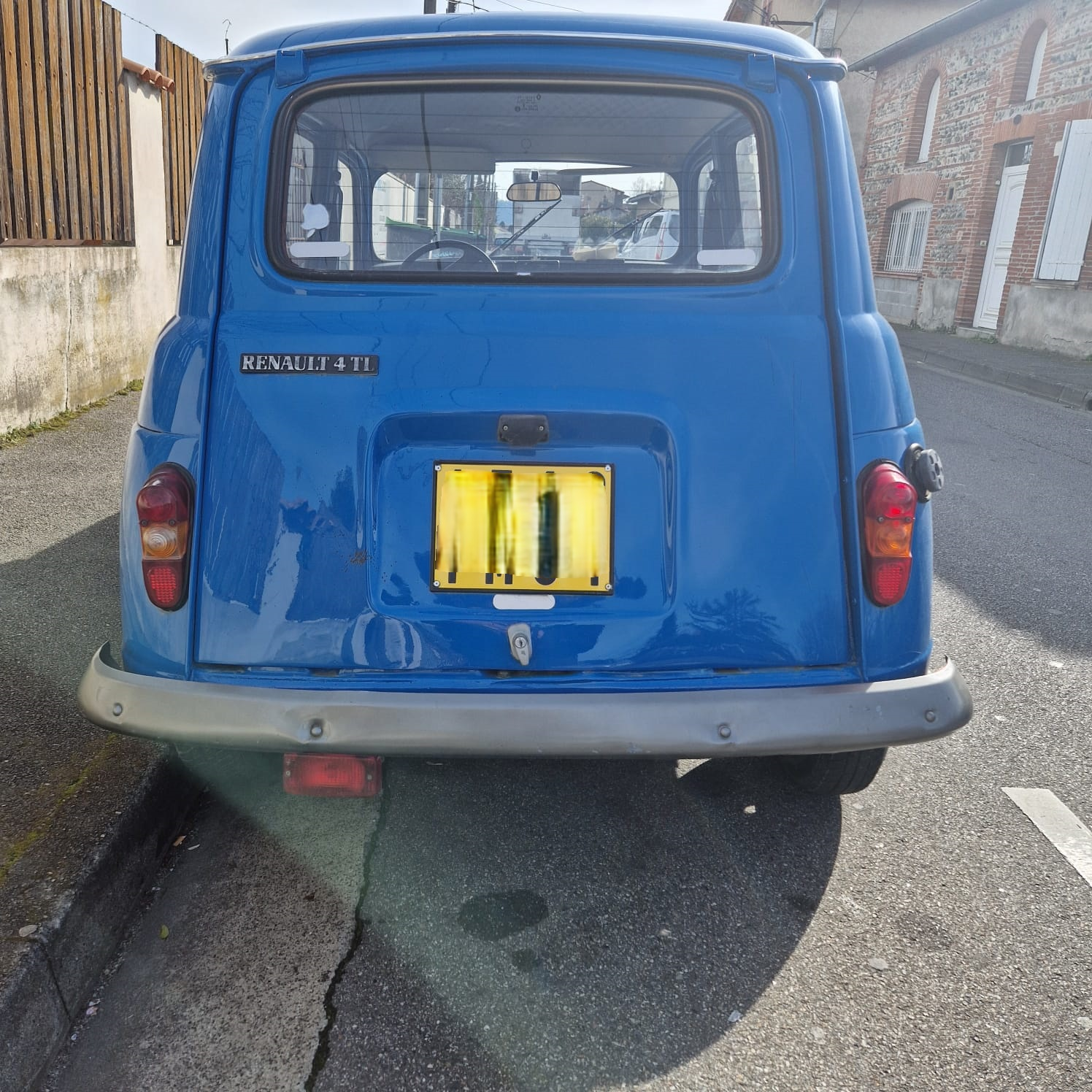
Renault 4 TL (vue arrière)

Hormis le modèle de base, la R4 traverse la fin des années 1960 et les années 1970 sous la forme de R4 « Export », qui devint la 4 TL pour 1976. Ces modèles se distinguent du modèle de base par leur finition plus poussée, procurée par l'ajout d'accessoires chromés ou encore de butoirs de pare-chocs.

#### Renault 4 GTL (R1128)

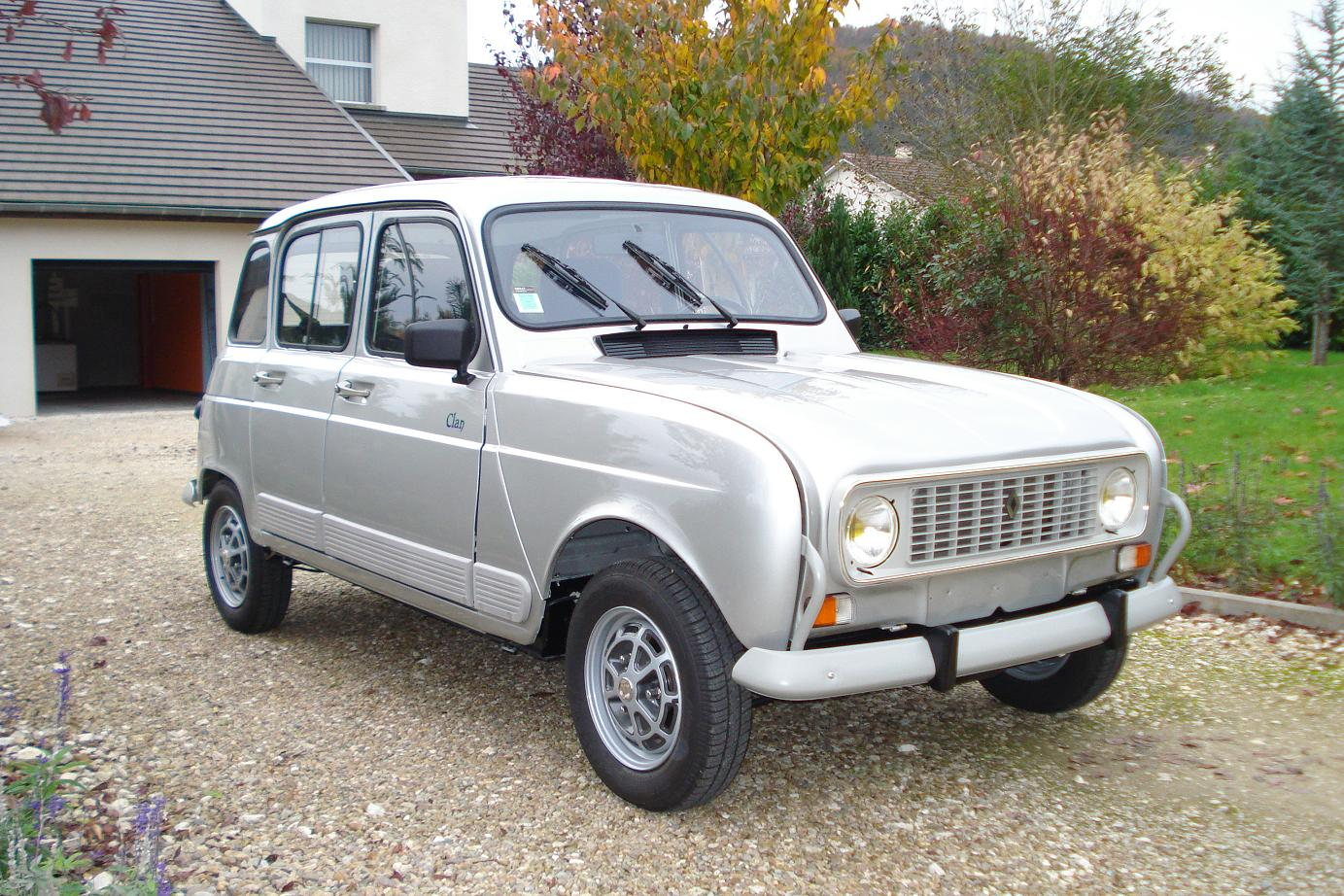
Renault R4 GTL Clan 1987

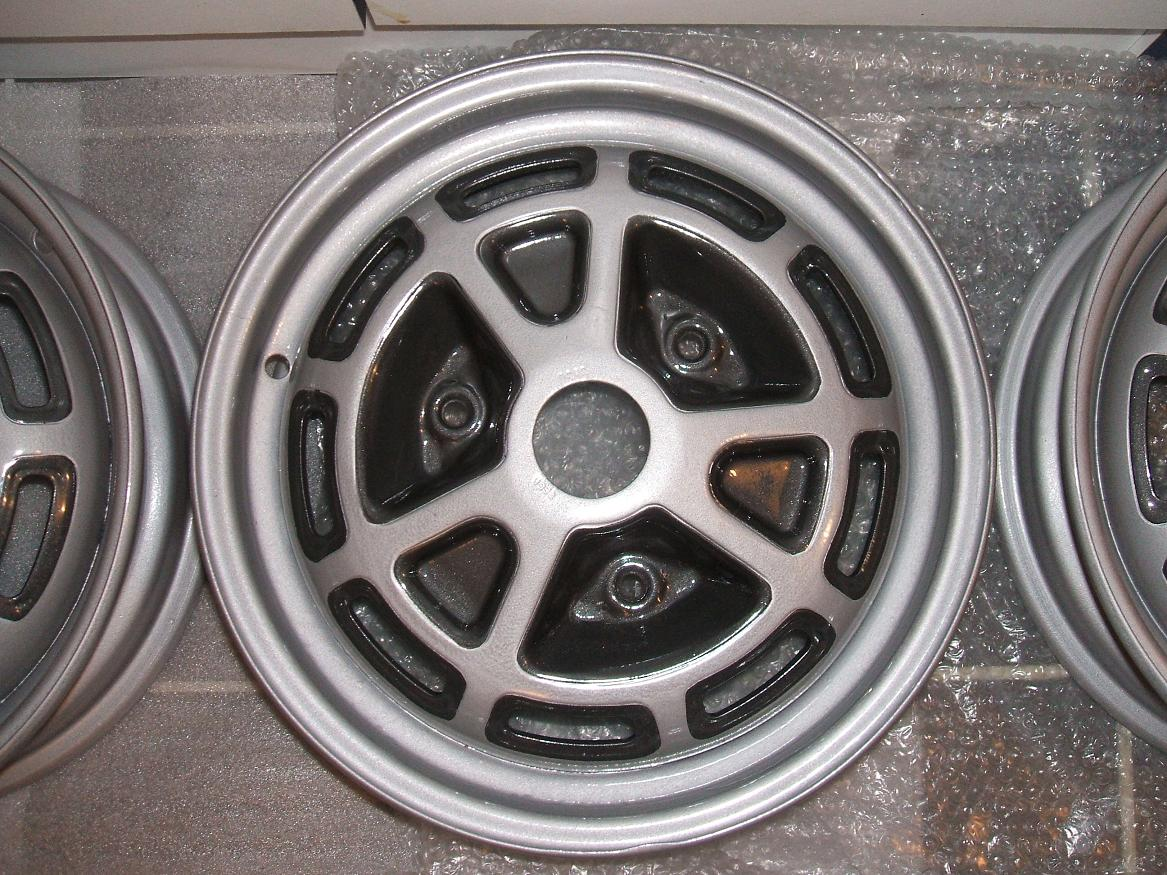
Jante Fergat des modèles GTL Clan.

Début 1978, la 4 GTL reprend la formule qui a fait le succès de la Renault 5 GTL : un gros « moteur Cléon-Fonte » de 1 108 cm3 retravaillé pour consommer moins (5,4 litres aux 100) et des protections latérales en plastique gris avec pare-chocs et crosses avant assortis. La version GTL supplantera rapidement la TL. En 1983 une nouvelle planche de bord plus moderne apparaît sur toute la gamme, avec un compteur plus complet hérité de la R5 décliné les premières années en marron, gris et noir. La TL est équipée elle aussi de la calandre grise. Le pare-brise en verre trempé est remplacé par un pare-brise feuilleté à partir de 1984.

#### Renault 4 Clan
En 1984 apparaît également pour les GTL, la série « Clan » caractérisé par une sellerie à motifs écossais. Devant le succès de la série, Renault généralise la finition « Clan » à toutes les GTL à partir de 1986.

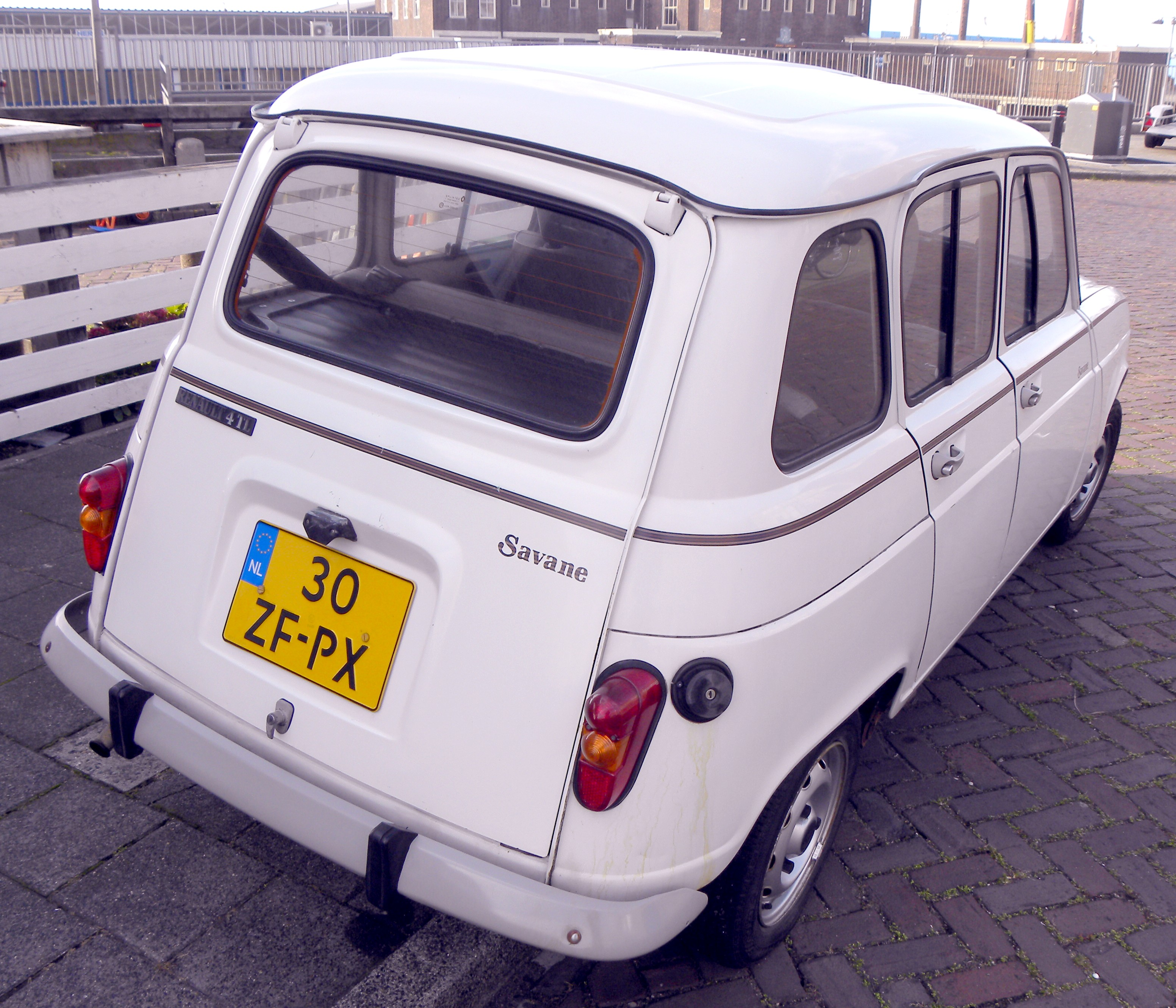
Renault 4 TL Savane

#### Renault 4 TL Savane (R112C)

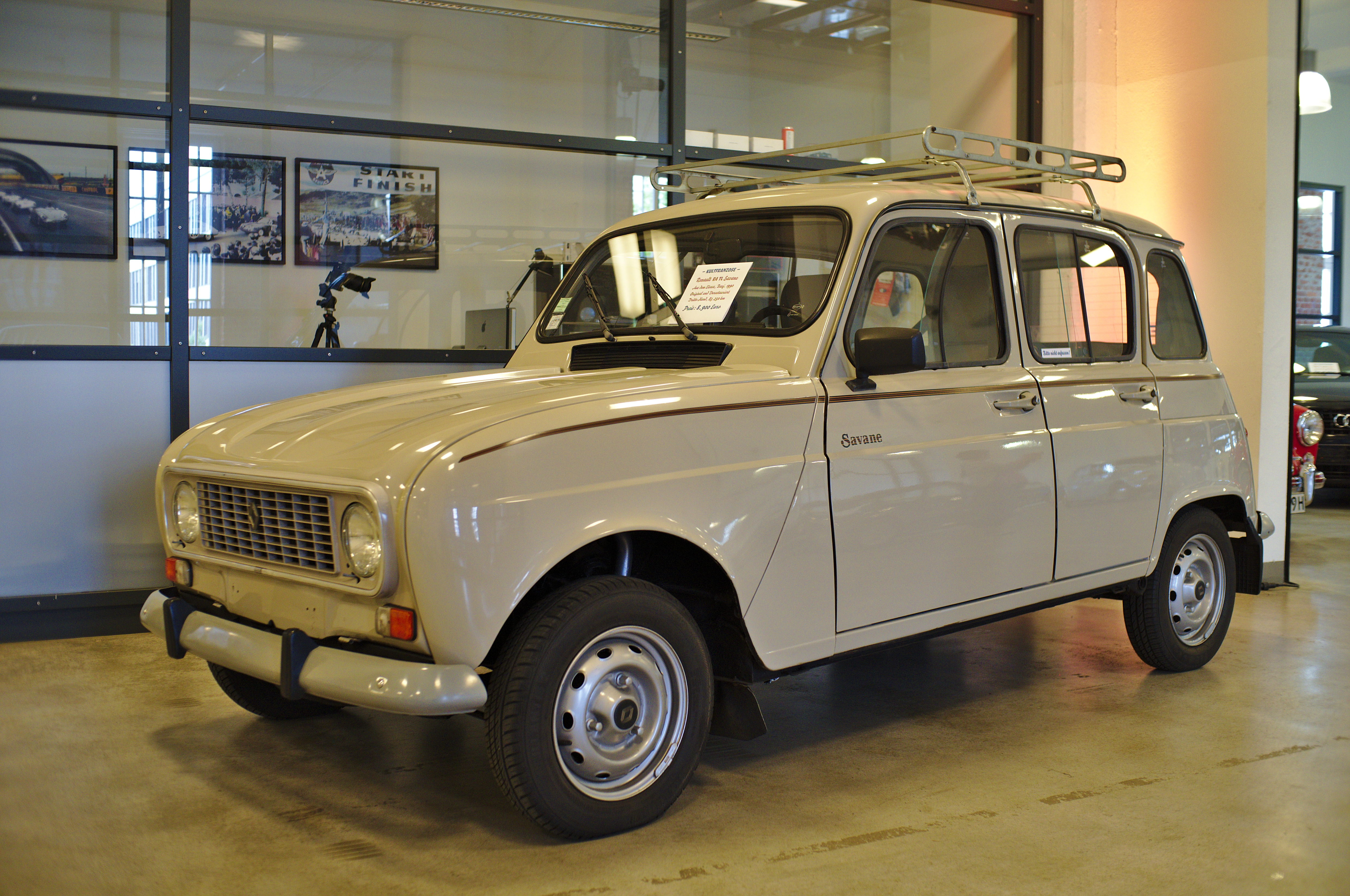
Renault R4 Savane.

En 1986, la R4 TL est rebaptisée « TL Savane » équipé d'un « moteur Cléon-Fonte » de 956 cm3 et bénéficie de quelques équipements pour la distinguer : bandes décoratives adhésives, roues de style, sellerie nouvelle. En 1989, Renault équipe ce modèle du « pack sécurité » (appuie-têtes avant, feux de recul intégrés dans le hayon arrière, deuxième rétroviseur extérieur et un feu antibrouillard sous le pare-chocs arrière qui n'étaient seulement que des options auparavant).

### Séries spéciales
Au cours de la carrière de la R4, Renault propose différents modèles à diffusion limitée, afin de relancer les ventes, ou encore rajeunir l'image de la voiture. Plusieurs séries spéciales sont ainsi créées : la « Safari » (1976), la « Jogging » (1981), la « Sixties » (1985) avec sa sellerie colorée et ses deux toits ouvrants, la « Carte Jeune » (1991), etc. Durant les années 1960, d'autres modèles spéciaux nettement plus rares ont été produits, tels que la décapotable « Plein Air » modifiée par Sinpar, la « Parisienne » ou encore des adaptations 4×4 également équipées par Sinpar[réf. nécessaire].

#### Renault 4 «Safari»
Produite sur les millésimes 1976 à 1978, la Renault 4 Safari est réalisée sur la base de la R4L avec moteur de 782 cm3. Il s’agit d’une petite version qui développe 27 ch accolé à une boite à quatre rapport et qui affiche une vitesse de pointe à 110 km/h. Les éléments chromés sont remplacés par des pièces de couleur noire comme les pare-chocs, les poignées de portes, entourages de vitre, rétroviseurs. Des protections latérales sont également de couleur noire et posée sur les portières et ont un dessin spécifique à cette version. Les modèles du millésime 1976 reçoivent en plus un filet latéral au-dessus de cette protection, avant de l’abandonner pour les années 1977 et 1978. la voiture peut se choisir dans sa teinte Daim 111, Turquoise 411, bleu foncé 460, gris métal 602 et vert 946 puis orange andalou 318 en 1979. Cette version spéciale est vendue 13 400 francs à sa sortie en 1976. Le modèle évolue en 1977, le prix qui passe à 15 960 francs et la safari se dote de clignotants rectangulaires, d’un double circuit de freinage, et des ceintures à enrouleurs à l’avant. Pour 1978, le prix passe à 17 100 francs avec une lunette dégivrante de série, les vitres arrière coulissantes et la grille d’aération noire.

#### Renault 4 «Jogging»

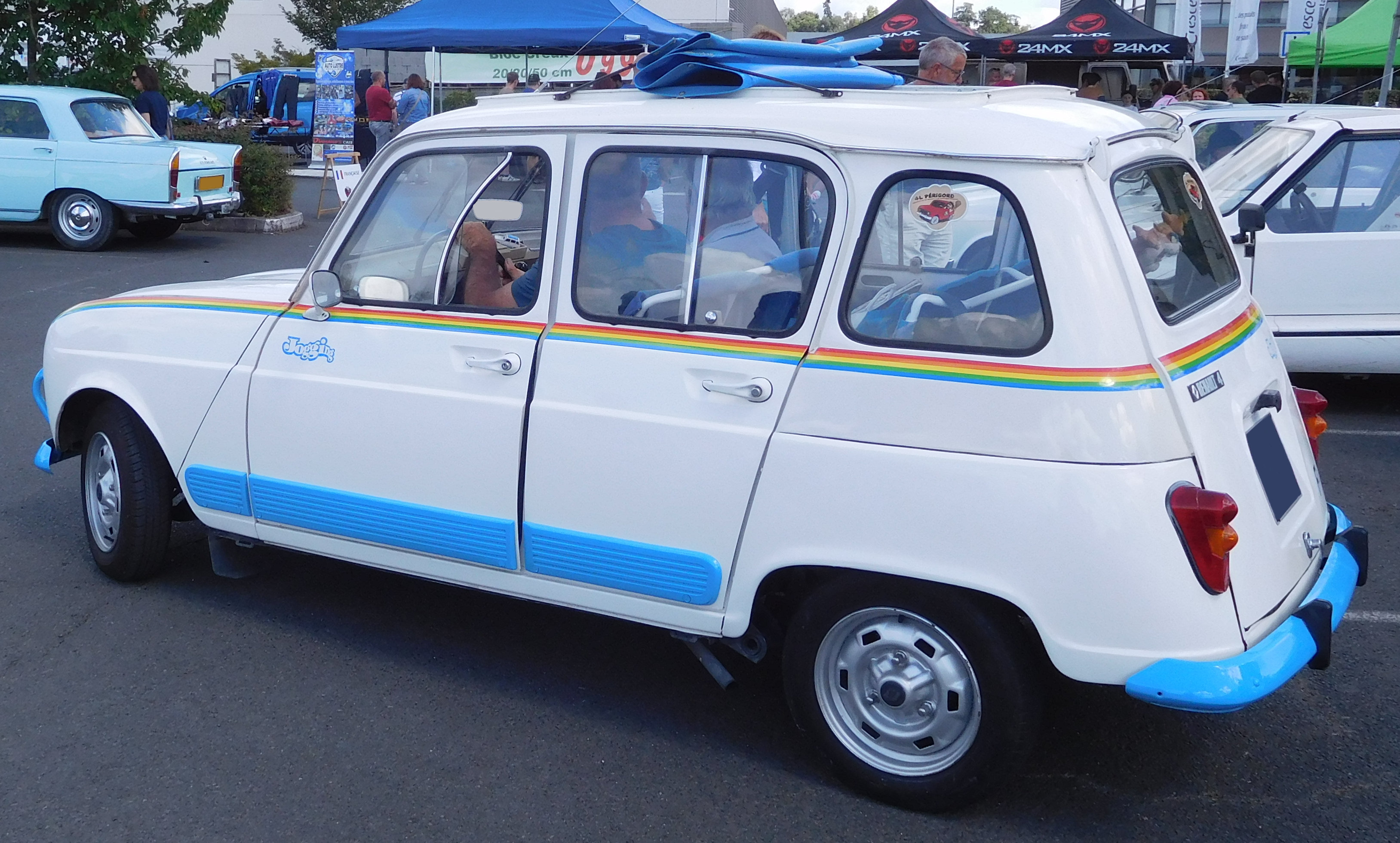
Renault 4 Jogging.

En 1981, la Renault 4 fête ses vingt ans et la série jogging apparaît pour lui donner un coup de jeune à l’occasion de cet anniversaire. Produite à 5 000 exemplaires sur la base de la GTL, dotée du moteur 1 108 cm3, un quatre cylindres en ligne de 34 ch qui permet à la voiture de rouler un peu au-dessus de 120 km/h en vitesse maximale. Renault opte pour le coloris blanc (Blanc Cie Satiné, code 319) et des éléments extérieurs spécifiques de couleur bleue : pare-chocs, rétroviseurs, et le jonc de calandre, cette dernière étant blanche sur la Jogging. La carrosserie reçoit un filet arc-en-ciel pour rehausser la ligne de la voiture, sans oublier les autocollants « Jogging » sur le capot et le hayon, et un toit ouvrant en toile qui couvre toutes les places. Les fauteuils sont recouverts d’un tissu bleu uni, lesquels sont décorés de quelques filets jaunes et rouges ; le même tissu qui est repris pour les panneaux de portes. Le tableau de bord et le rétroviseur intérieur spécifiques sont blancs. Renault offrait un sac de sport assorti au tissu des fauteuils à chaque client. Commercialisée au prix de 29 860 francs, soit 2 200 francs plus cher que la GTL.

#### Renault 4 «Sixties»
Sortie le 20 mars 1985, la série limitée Sixties sera fabriquée en 2 200 exemplaires. Elle est construite sur la base d'une GTL avec moteur de 1 108 cm3 et freins à disques à l'avant. La 4L Sixties existe en trois coloris : jaune Tournesol avec filet latéral bleu, rouge avec filet latéral bleu et jaune, ou bleu Azur avec filet latéral jaune et rouge.
Sur les trois modèles, tous les éléments extérieurs sont noirs. Sa caractéristique principale est qu'elle est équipée de deux toits ouvrants entrebâillant teintés en verre athermique.
On retrouve le sigle « Sixties » sur les panneaux d'auvent ainsi que sur le hayon. La sellerie est composée de bandeaux de simili noir encadrant un tissu mixte jaune, bleu et rouge.
La Sixties était vendue 41 000 francs. Pour comparaison, la GTL était vendue 39 200 francs la même année.

#### Renault 4 «Plein Air»

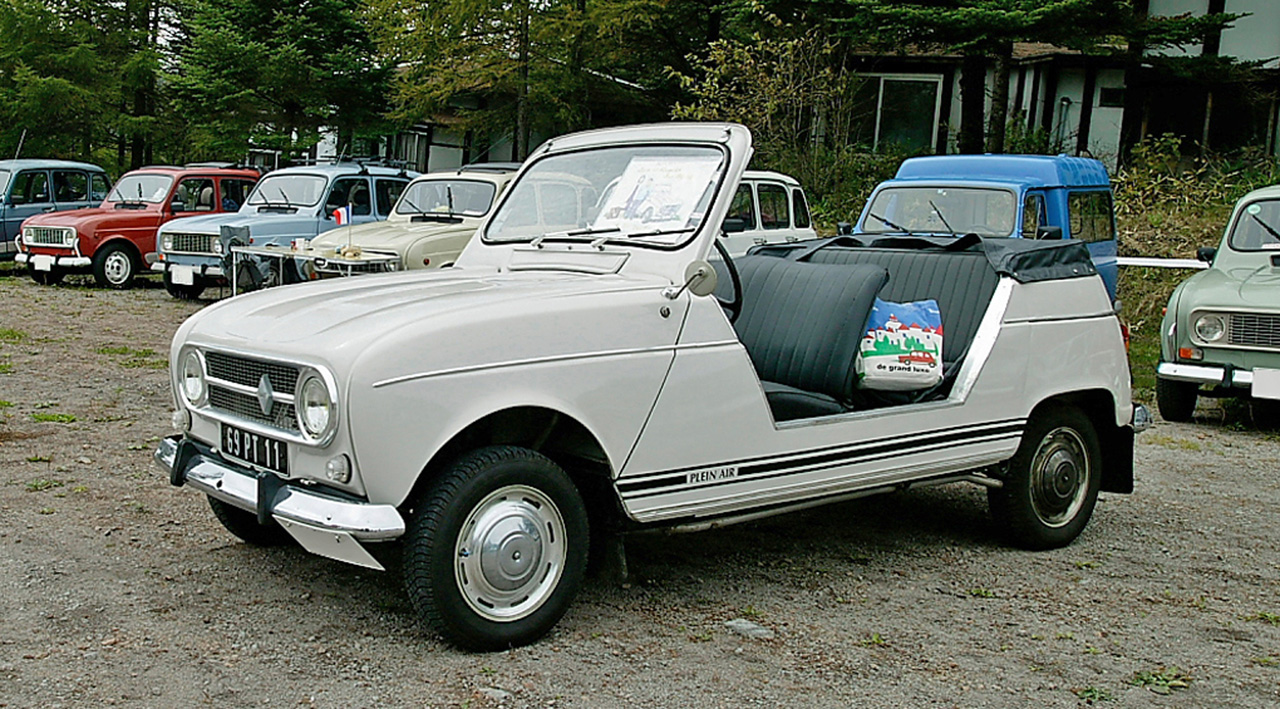
Renault 4 Sinpar Plein-Air.

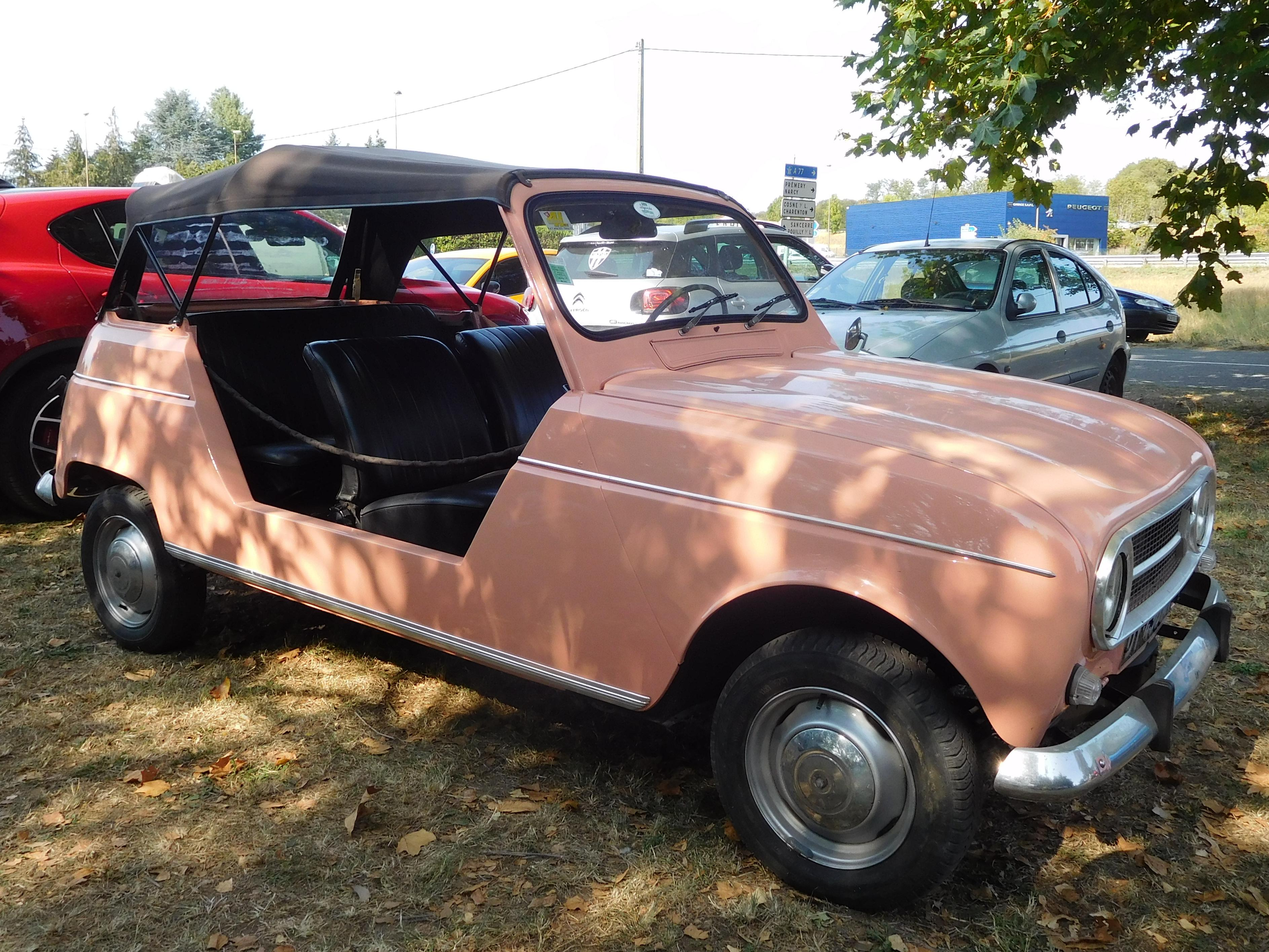
Renault 4 Sinpar Plein Air.

Dès l'apparition de la Renault 4 en 1961 et de sa malheureuse sœur la Renault 3 qui ne rencontra aucun succès, Sinpar, société spécialisée dans la modification de véhicules utilitaires en version quatre roues motrices, s’attaque à la R4 pour en proposer une version 4 × 4, berline ou fourgonnette, destinée aux administrations ou aux sociétés spécialisées, la R4 Sinpar Torpédo. C'est aussi l'époque des « Buggy » et de la Mini Moke, dont les ventes explosaient. Renault se rendit vite compte qu’un marché du véhicule de loisir existait bien aussi en France. Renault confia à Sinpar la conception puis la production d'un modèle « loisir » dérivé de la R4, baptisé Plein Air. La voiture sera présentée officiellement le 15 mai 1968, un jour avant la Citroën Méhari. Les événements de Mai 68 éclipseront un peu la sortie des deux voitures dans les médias souvent en grève. La mécanique est celle de la R4 de base avec son moteur quatre cylindres de 845 cm3 développant 27 ch. La voiture est plutôt plaisante mais n’obtiendra jamais le succès escompté. Face aux ventes ridicules, Renault décide d’arrêter sa production en mars 1970 après seulement trois millésimes et 563 exemplaires produits. Une centaine ont été offertes à titre publicitaire, dont 20 pour l'Exposition Universelle de Montréal en 1968. Le concept a été repris par Car Système avec la JP4, qui comporte des modifications supplémentaires : châssis raccourci, levier de vitesse au plancher, sièges baquets.

#### Renault 4 «Carte Jeune»
À l’été 1991, Renault présente une série spéciale à destination des jeunes en simultanée sur la Supercinq afin d’offrir une offre la plus étendue possible. la série « Carte Jeunes » se base sur une R4 TL Savane avec le quatre cylindres en ligne de 956 cm3 proposant 34 ch avec une boite manuelle à quatre rapports, le tout permettant d’atteindre les 118 km/h en vitesse de pointe. C’est uniquement par la présentation que la Carte Jeune se distingue, avec un double liseré bleu et vert parcourant les côtés de la voiture, accompagné de logos « Carte Jeune » sur les portes avant et le hayon. Les ailes arrière reçoivent quant à elle un liseré spécifique. La R4 Carte Jeune est disponible en quatre coloris, le blanc glacier (code 389), le rouge vif (code 719), le vert séquoia (code 996) et le jaune pamplemousse (code 376). Vendue au prix de 44 900 francs, soit 300 francs de plus que la Renault 4 TL Savane.

#### Renault 4 «Bye-Bye»
Trop âgée pour pouvoir respecter les normes antipollution qui doivent arriver en 1993 (pot catalytique obligatoire), la production de la R4 est arrêtée fin 1992 avec une série « Bye-Bye » de R4 GTL Clan, des modèles qui ne présentent pas de spécificité particulière mis à part une petite plaque rivetée numérotée de 1 à 1 000 sur le tableau de bord.

### Prototypes
- Un exemplaire unique de prototype à deux portes fut conçu par l'ingénieur Jean Bertin (l'inventeur de l'aérotrain) et le projet abandonné[32].

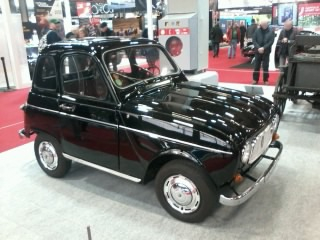
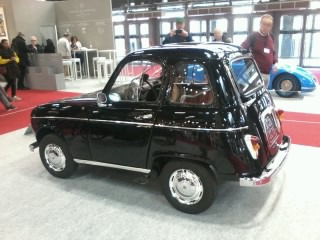

- Renault a construit une série de quatre Renault 4L électriques en 1972 à Maubeuge à la demande d'EDF en 1971[33] pour la présenter au président Georges Pompidou pour les 25 ans de la nationalisation d'EDF.

La vitesse maximale était de 60 km/h, l'autonomie de 110 km sur autoroute, 70 km en ville.
Ces prototypes n'avaient pas de boite de vitesses, la carrosserie était en plastique, les vitres latérales étaient en plexiglas.
EDF n'ayant pas trouvé de partenaires industriels pour fabriquer une voiture de série, l'aventure s'arrêta.

## Caractéristiques

### Chaîne cinématique

#### Motorisations
Le moteur est du type longitudinal avant, quatre cylindres en ligne chemisés, bloc en fonte, refroidi par eau, avec arbre à cames latéral (avec culbuteurs et tiges de culbuteurs), une culasse en aluminium et huit soupapes en tête. Les quatre premiers moteurs à équiper la R4 avaient une cylindrée de respectivement 603, 747, 782 et 845 cm3, ils étaient à trois paliers (« moteurs Billancourt »). Les derniers modèles reçurent des « moteurs Cléon-Fonte » de 956 et 1 108 cm3 à cinq paliers. Ces moteurs tournent dans le sens horaire (côté distribution), tandis que le sens de rotation des moteurs de type Billancourt est anti-horaire. Pour obtenir le même sens de rotation aux roues, le différentiel de la boîte de vitesses est retourné. Le refroidissement à eau du moteur est assuré par un circuit scellé avec vase d'expansion ; le radiateur (placé au-dessus de la crémaillère sur les premiers modèles - type Billancourt - à cause des renforts internes du capot) fut ensuite placé juste derrière la calandre sur la traverse avant avec l'arrivée des moteurs à cinq paliers. Pour la maintenance, l'accès aux pièces mécaniques est bien plus simple qu'avec les « berlinettes » Renault à moteur arrière (4CV, Ondine, Dauphine, Alpine, Renault 8 et 10, Floride et Caravelle), nécessitant l'extraction totale du groupe motopropulseur arrière, lors de gros travaux mécaniques.
Au cours de son évolution, la Renault 4 est équipée de plusieurs moteurs. Les premiers modèles sont équipés du moteur Billancourt, de différentes cylindrées. Un moteur de 747 cm3 offrant entre 27,6 à 30 ch de puissance est installé à partir de la première Renault 4, en 1961. En 1972 est introduit le moteur de 782 cm3 développant 30 ch de puissance. En 1964, le moteur 845 cm3 de 30 ch est disponible sur la R4L avec l'option « 5 CV », puis devient de série pour 1983. La gamme des Renault 4 évolue également avec l'utilisation de moteurs Cléon-Fonte, notamment un moteur de 956 cm3 fournissant 34 ch, monté sur les derniers modèles TL Savane à partir de mai 1986. Le moteur de 1 108 cm3, avec une puissance également de 34 ch, équipe de série la 4 GTL à partir du début 1978,.
| Modèle et boîte           | Construction   | Moteur                                  | Cylindrée         | Performance                        | Couple                | 0 à 100 km/h | Vitesse maximale | Consommation et émissions de CO2 |
| ------------------------- | -------------- | --------------------------------------- | ----------------- | ---------------------------------- | --------------------- | ------------ | ---------------- | -------------------------------- |
| Renault 3 (boîte méca. 3) | 1961 - 1962    | 4 cylindres en ligne Billancourt 690-01 | 603 cm3           | 16 kW (22,5 ch SAE) à 4 700 tr/min | 43 N m à 2 400 tr/min |              | 90 km/h          |                                  |
| Renault 4 (boîte méca. 3) | 1961 - 1967    | 4 cylindres en ligne Billancourt 680-01 | 747 cm3           | 20 kW (27,6 ch) à 4 500 tr/min     | 55 N m à 2 500 tr/min |              | 106 km/h         |                                  |
| Renault 4 (boîte méca. 4) | 1967 - 1971    | 4 cylindres en ligne Billancourt 680-02 | 747 cm3           | 22 kW (30 ch) à 4 700 tr/min       | 50 N m à 2 600 tr/min |              | 109 km/h         |                                  |
| Renault 4 (boîte méca. 4) | 1972 - 1980    | 4 cylindres en ligne Billancourt        | 782 cm3           | 20 kW (27 ch) à 5 000 tr/min       | 51 N m à 2 500 tr/min | 43,3 s       | 110 km/h         |                                  |
| Renault 4 (boîte méca. 4) | 1964 - 1985    | 4 cylindres en ligne Billancourt 800-02 | 845 cm3           | 25 kW (34 ch) à 5 000 tr/min       | 59 N m à 2 500 tr/min |              | 115 km/h         |                                  |
| Renault 4 (boîte méca. 4) | 05/1986 - 1992 | 4 cylindres en ligne Cléon-Fonte C1C-08 | 956 cm3           | 25 kW (34 ch) à 5 000 tr/min       | 64 N m à 2 500 tr/min |              | 120 km/h         |                                  |
| Renault 4 (boîte méca. 4) | 1978 - 1986    | 4 cylindres en ligne Cléon-Fonte C1E-18 | 1 108 cm3 (1,1 L) | 25 kW (34 ch) à 4 000 tr/min       | 72 N m à 2 500 tr/min |              | 122 km/h         | 5,9 L/100 km 140 g/km            |
| Renault 4 (boîte méca. 4) | 1978 - 1986    | 4 cylindres en ligne Cléon-Fonte C1E-14 | 1 108 cm3 (1,1 L) | 25 kW (34 ch) à 4 000 tr/min       | 75 N m à 2 500 tr/min |              | 122 km/h         | 5,9 L/100 km 140 g/km            |

#### Boîtes de vitesses

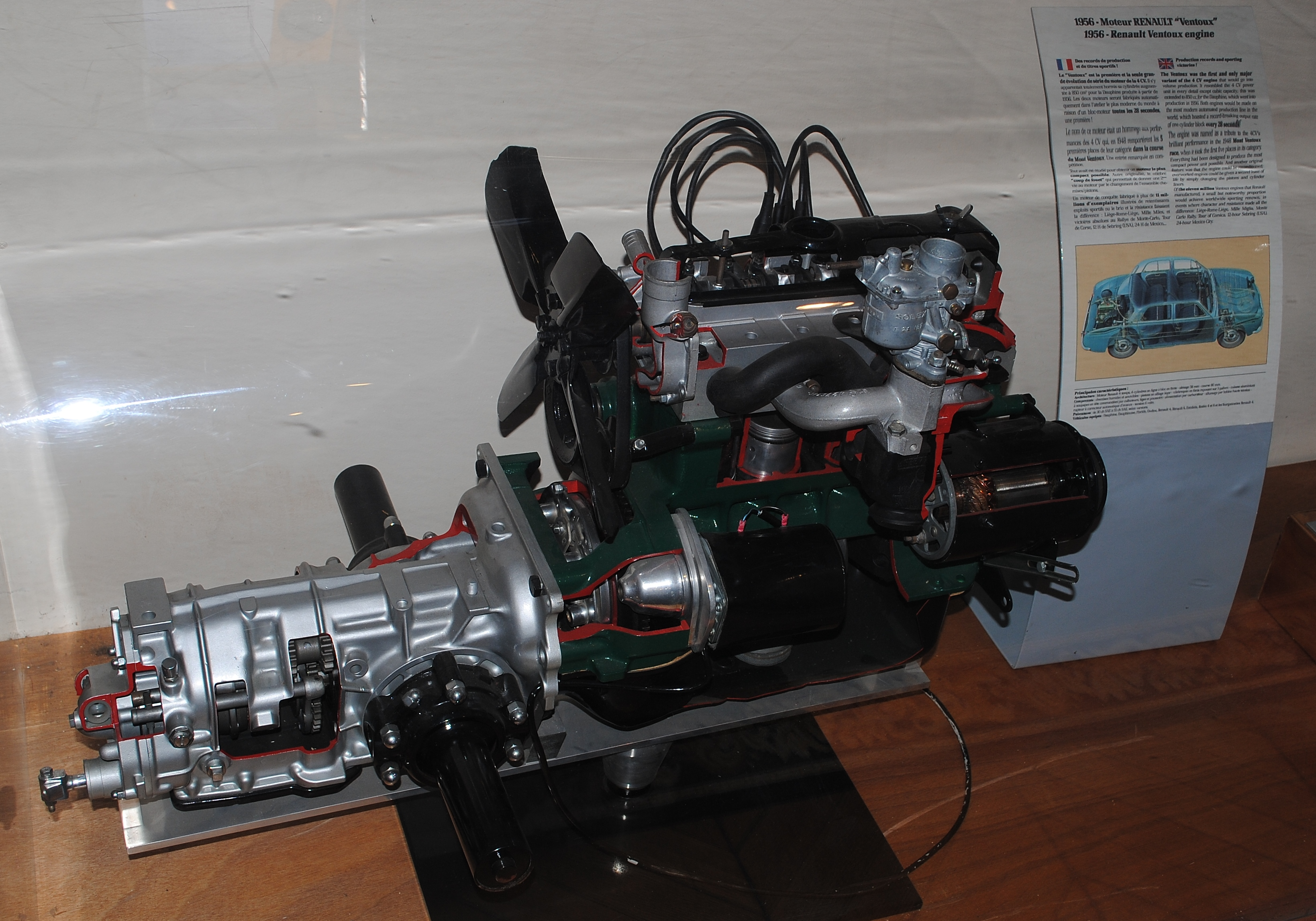
Moteur Renault Billancourt (1956).

La boîte de vitesses est située devant le moteur à l'extrême avant du véhicule. Elle comporte initialement trois rapports, les premiers modèles (type 334) présentant une traverse avant parfaitement droite. Sur les modèles 1968 restylés, un quatrième rapport de boîte de vitesse est ajouté, imposant un nouveau dessin de la traverse avant du châssis pour permettre le passage de cette nouvelle BV qui équipe également les Renault 6 TL (type 354). Le levier de vitesses est situé au tableau de bord, la commande est du type « coulissante ». D'autre part, le nez de BV des premières R4 est rond, tandis que les boîtes à quatre rapports sont qualifiées de « boîtes carrées », du fait de la forme du carter de nez de boîte. L'architecture de la transmission est spécifique : la boîte de vitesses est disposée devant le moteur, le levier de vitesses, au tableau de bord, est une longue barre passant au dessus du moteur et arrivant au-dessus de la boîte.

Boite de vitesses de la Renault 4
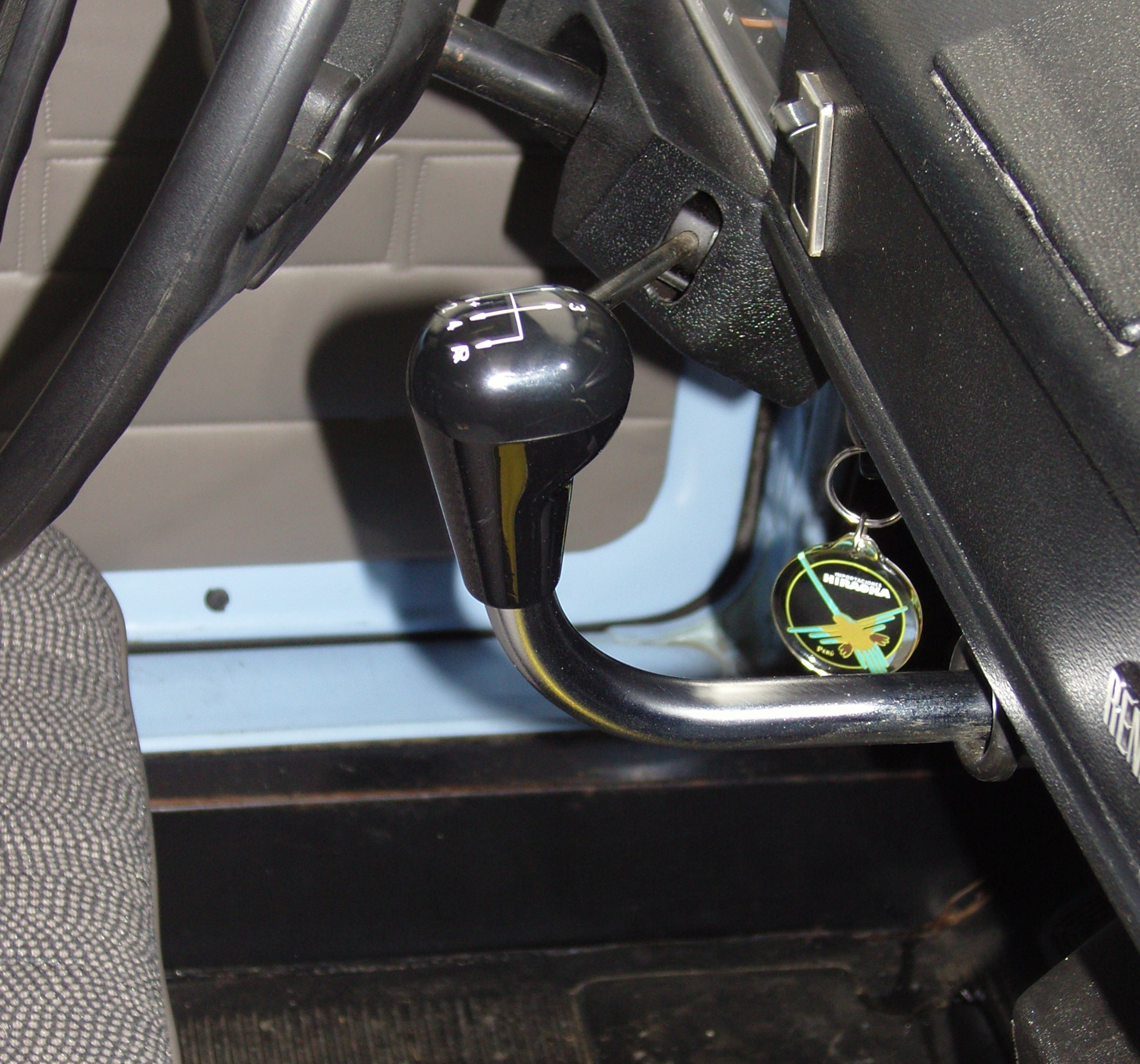
Levier de vitesses
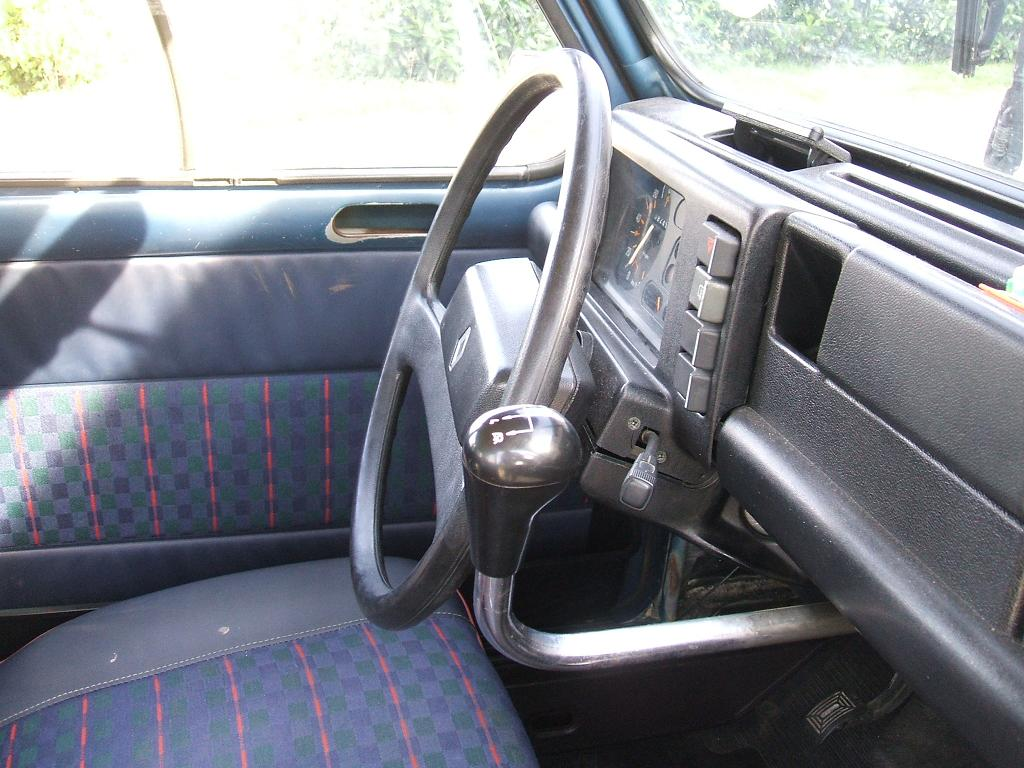
Nouveau modèle
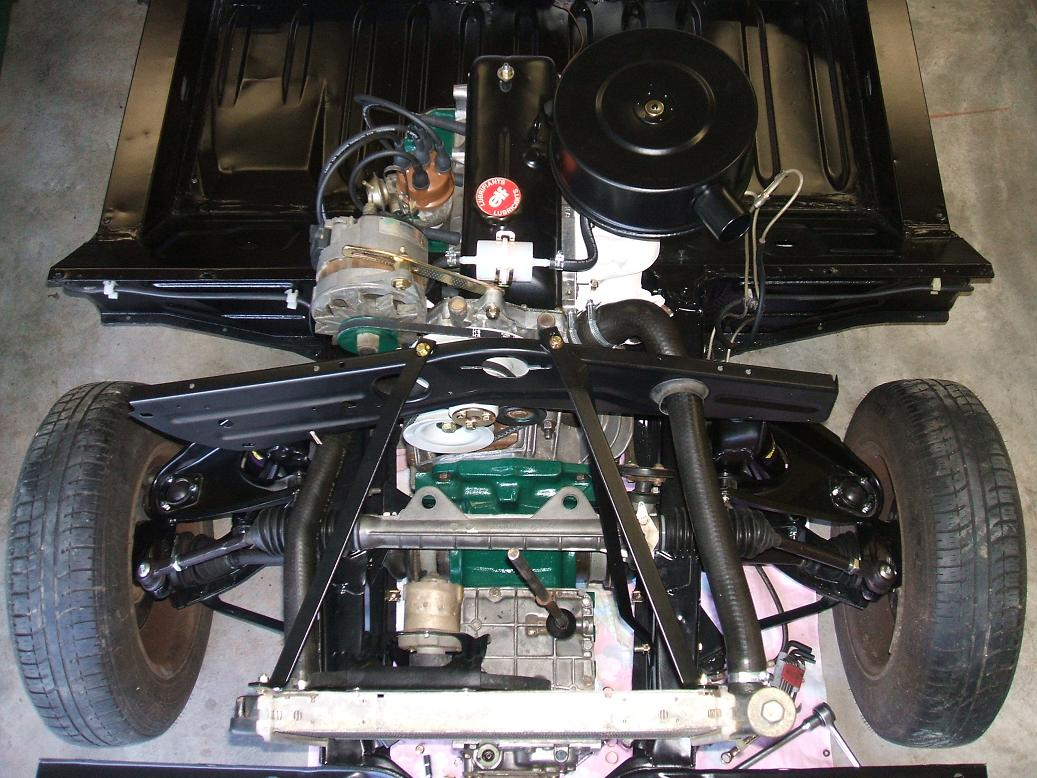
Ensemble moteur-boîte-train avant (modèle GTL) vue de dessus.
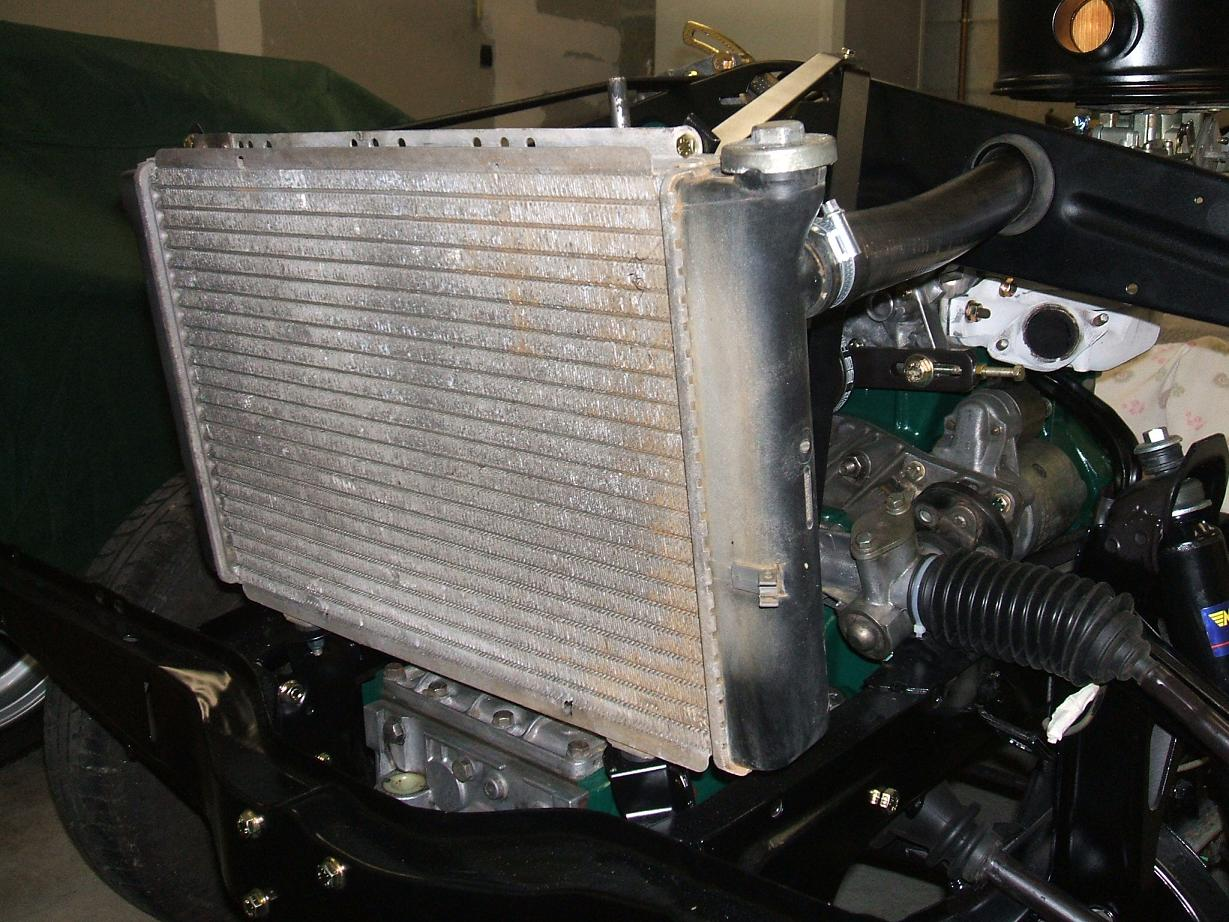
Radiateur placé sur l'avant du châssis (modèle GTL).

### Châssis

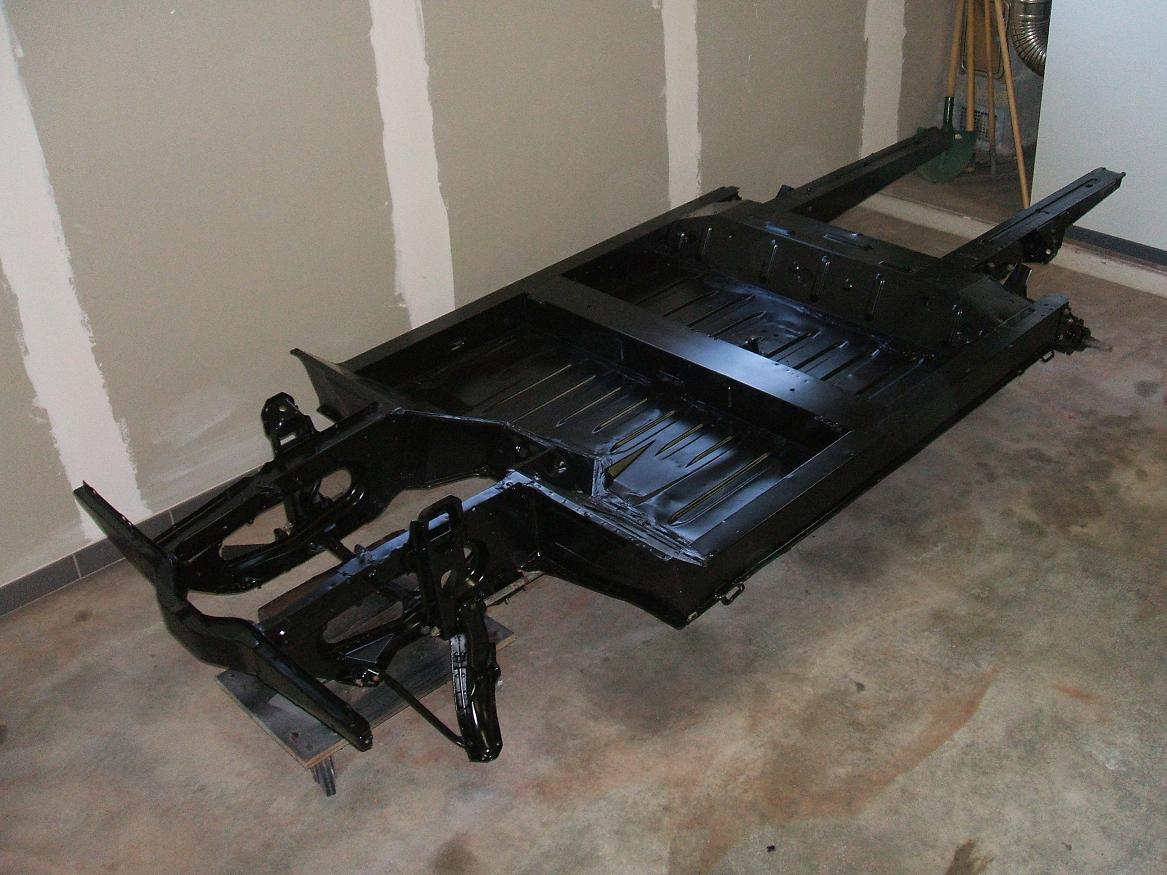
Plateforme nue d'une Renault 4.

La plateforme de la voiture est en tôle d'acier emboutie et soudée électriquement, d'épaisseur variable entre 0,8 et 1 mm. Les différents éléments qui la composent sont soudés par points, le jointoyage étant réalisé par l'application de cordons de mastic type polyuréthane. Elle est constituée d'une traverse avant sur laquelle est fixée le berceau recevant l'ensemble moteur/boîte de vitesses et le train avant ; le plancher est surmonté par deux longerons latéraux et trois traverses ; deux brancards situés à l'arrière supportent le train arrière et le plancher de coffre.
La direction très légère est à crémaillère et nécessite 3,75 tours de volant d'une butée à l'autre.

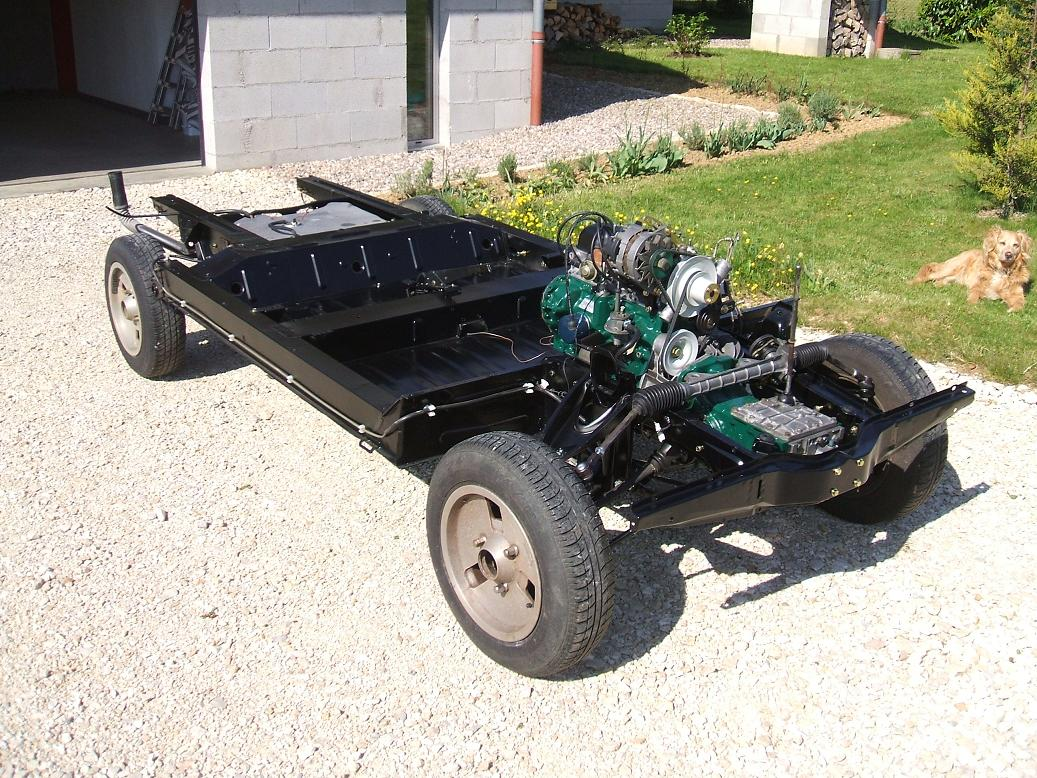
plateforme équipée de sa mécanique.

Le dessin général restera le même tout au long de la carrière de la R4, et recevra toutefois quelques modifications mineures au gré des évolutions techniques ou des nouvelles normes de sécurité imposées par la législation :
- la traverse avant, droite sur les premiers modèles équipés d'une boîte de vitesses à trois rapports, deviendra échancrée vers l'avant, afin de permettre l'installation d'une nouvelle boîte de vitesses à quatre rapports ;
- les longerons seront équipés de trous taraudés et renforcés, permettant le montage de ceintures de sécurité car depuis 1970, les constructeurs doivent prévoir des ancrages et en juillet 1973, le port de la ceinture de sécurité devient obligatoire hors agglomération sur les sièges avants ;
- les caissons avant, longerons, et traverse arrière, recevront des trous de forme ovale ou ronde - fermés par des capuchons de plastique - afin de pouvoir injecter un traitement protecteur dans les corps creux , sensibles aux infiltrations d'eau ;
- un support sera greffé sur la traverse centrale, permettant le montage d'un levier de frein à main entre les sièges avant en 1982, celui-ci étant avant placé sous le volant ;
- les brancards arrière présenteront une forme différente suivant les modèles et les millésimes.

### Suspension

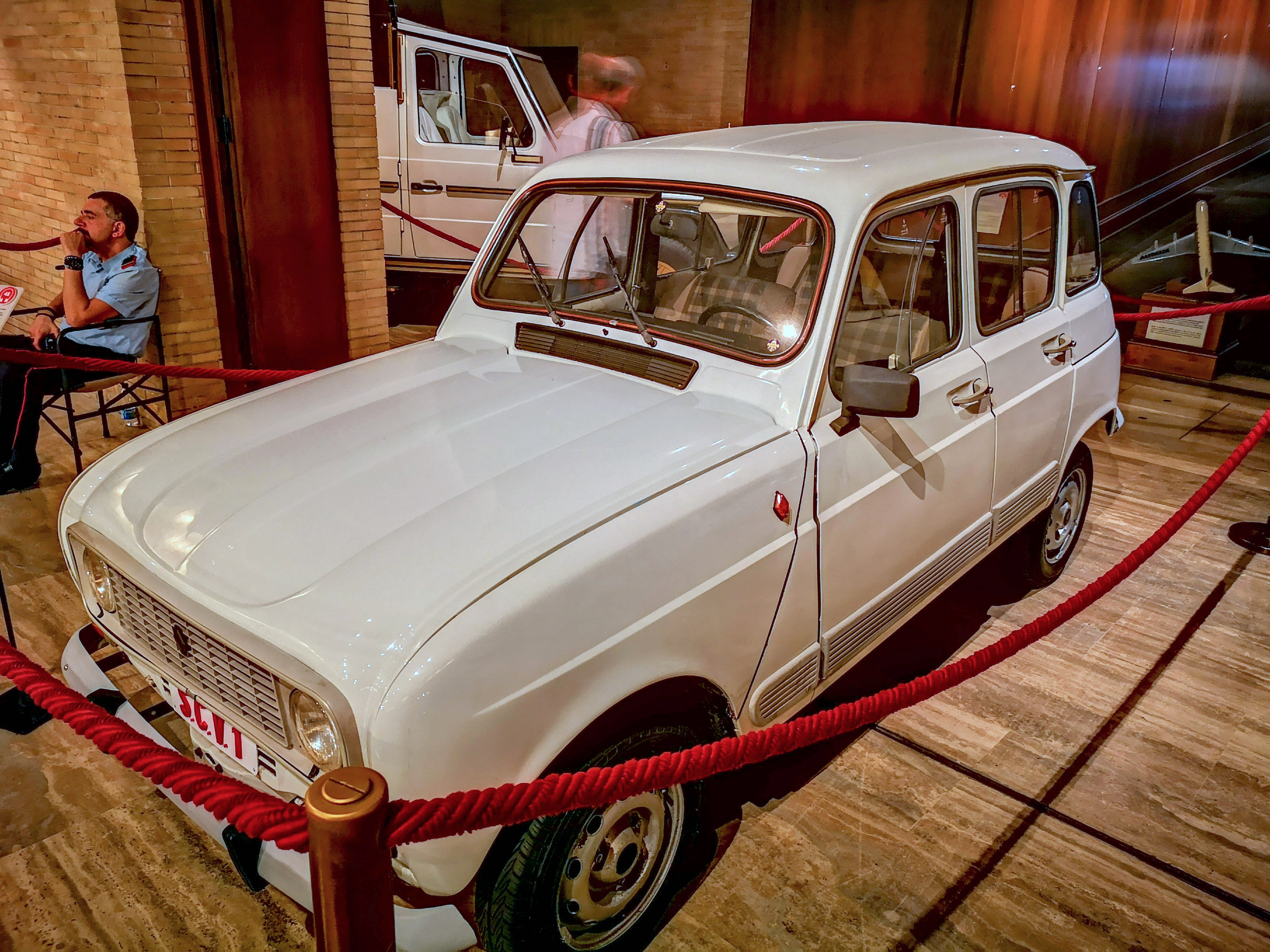
Renault 4 du pape François de 1984.

La suspension avant du véhicule est constituée de barres de torsion longitudinales sur lesquelles sont fixés les bras inférieurs avant (les extrémités des barres sont équipées de cannelures pour le réglage éventuel). Sur les bras inférieurs on trouve à l'avant un tirant de chasse, permettant sur certains modèles le réglage de cette valeur ; une barre antiroulis (ou barre stabilisatrice) est également fixée aux bras inférieurs de suspension. Des triangles supérieurs, fixés au berceau, ainsi que des amortisseurs télescopiques complètent le système.
La suspension arrière possède des amortisseurs télescopiques comme à l'avant et des barres de torsion transversales placées l'une devant l'autre. Sur celles-ci sont fixés les bras arrière supportant les roues, ceux-ci peuvent être fabriqués en fonte d'acier, avec un support prévu pour une barre antiroulis, ou mécano-soudés (photo ci-dessous) ; à noter que ces derniers sont très sensibles à la corrosion s'ils ne sont pas entretenus correctement. Les barres de torsion l'une derrière l'autre sont un exemple unique dans la production automobile, ayant pour conséquence un empattement différent entre le côté gauche et le côté droit (240 et 244 cm,,) : cette caractéristique n'entachant pas la tenue de route, elle fut reprise sur la Renault 5 puis sur les Renault 6 et Renault 16.
Sur certains modèles de fourgonnette une barre stabilisatrice peut également être présente à l'arrière.
En 1979, les pneumatiques passent en tubeless (sans chambre à air).

Demi train de Renault 4
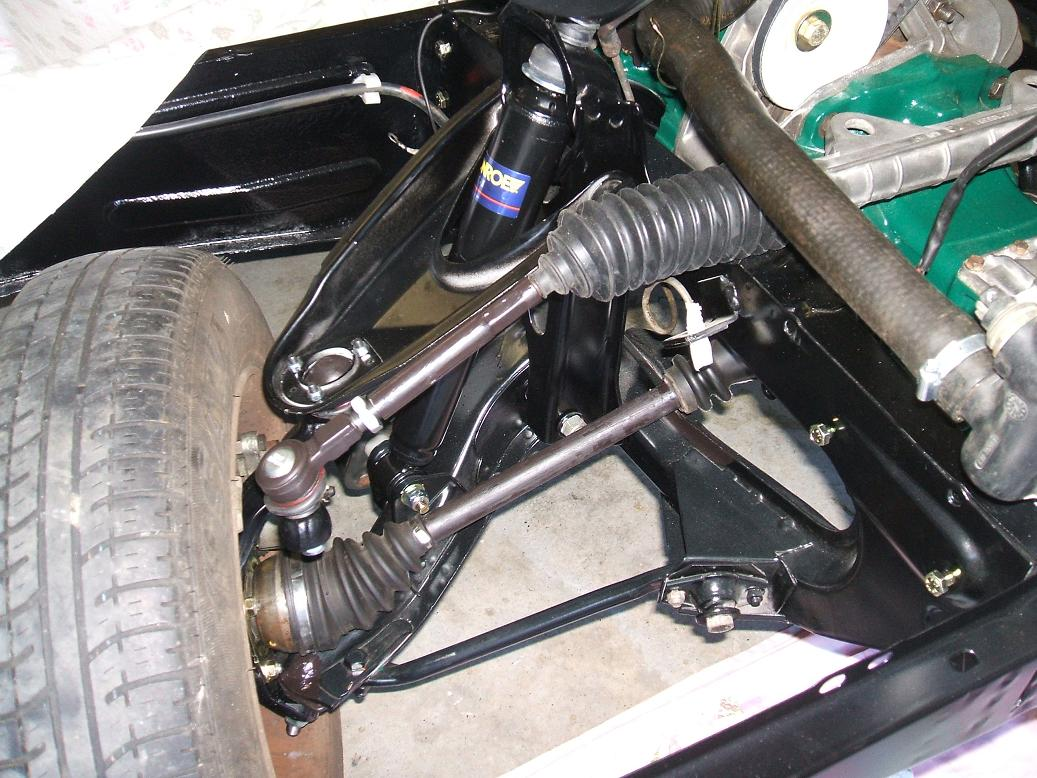
Avant droit.
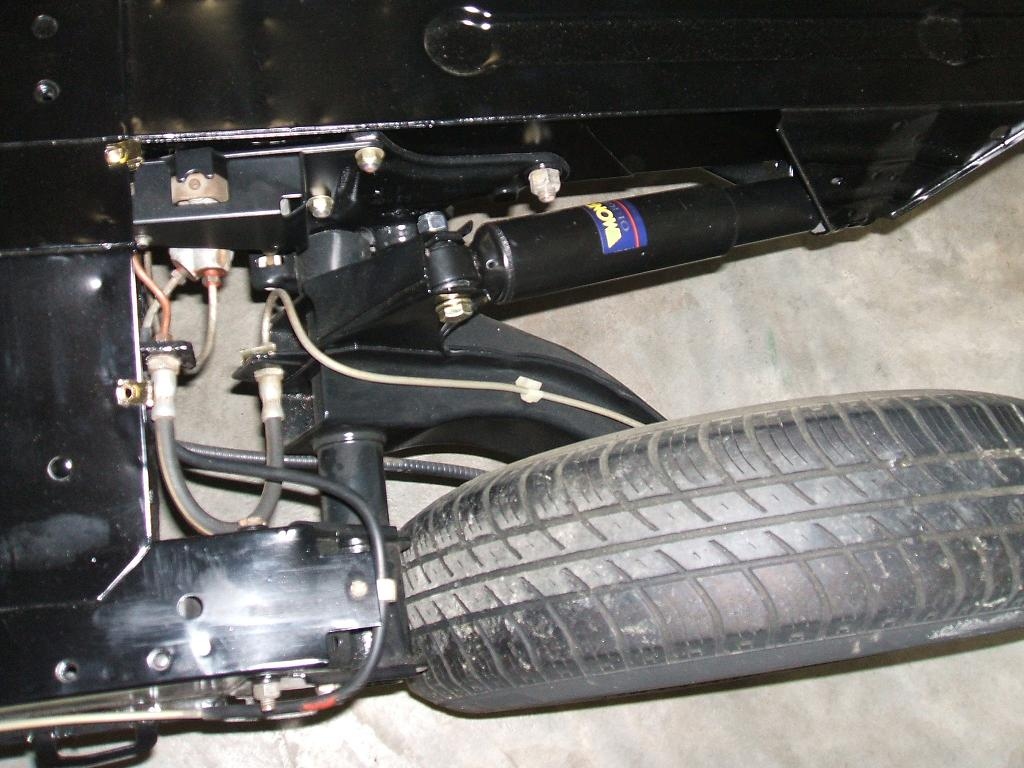
Arrière gauche.

### Freinage

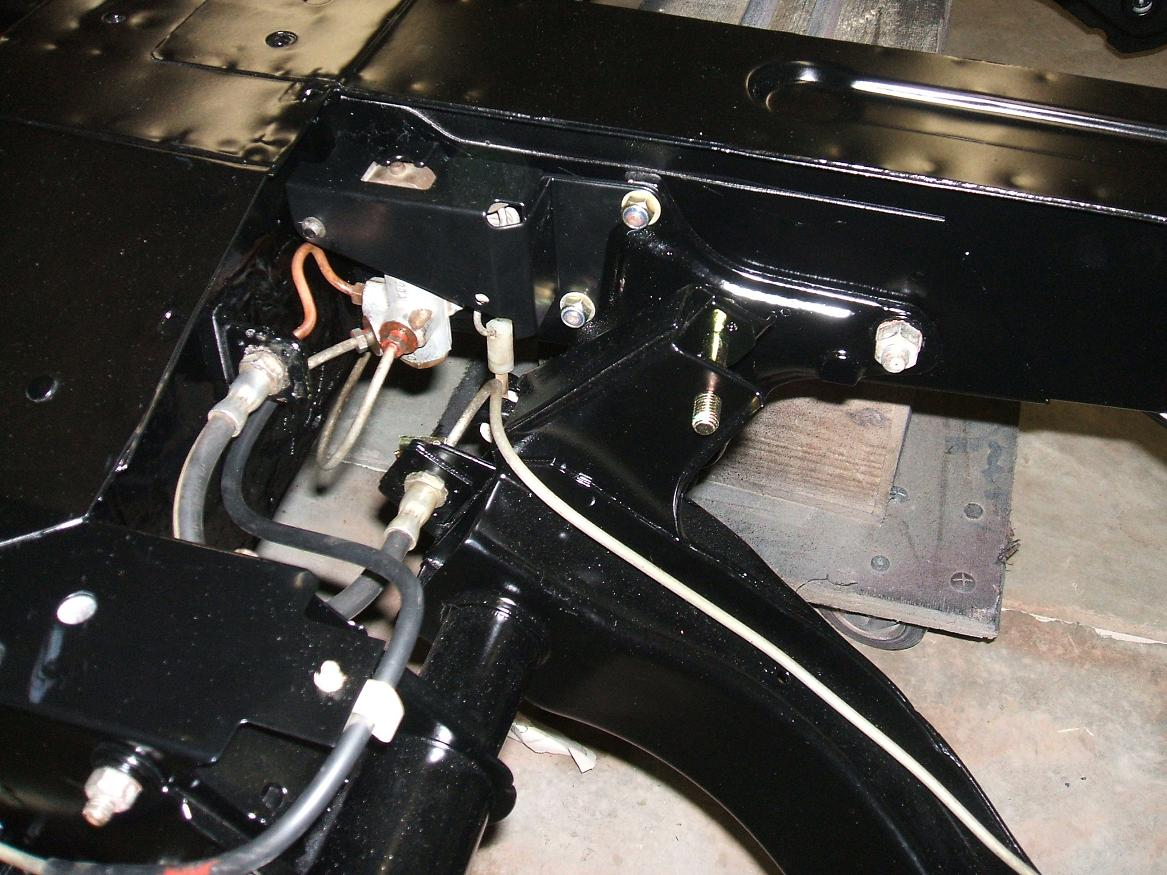
Répartiteur de freinage.

Le freinage de la voiture est à commande hydraulique. Il est constitué d'un maître-cylindre sans assistance, agissant sur les roues par l'intermédiaire de conduites hydrauliques de 4,75 mm de diamètre. Les freins avant (200 mm ou 228.6 mm) et arrière (160 mm) sont à tambours, hormis certaines versions qui recevront des freins avant à disques 228 mm : modèles GTL R2118 à partir de 1983, F4 R210B, Break R239B, F6 R2370 et F6 pick-up bâché 3C2370 à partir de 1984 puis tous les modèles à partir de 1986. Un répartiteur de freinage mécanique est fixé sur le brancard gauche du véhicule, relié au bras de suspension arrière par l'intermédiaire d'une tige réglable. Il a pour but d'ajuster la force de freinage sur l'essieu arrière en fonction de la charge du véhicule.

## Compétition

### East African Safari
Lors du 10th East African Safari Rally de 1962 (Nairobi-Kampala-Dar es Salaam-Nairobi), une 4L gagna la 41e place sur 104 engagés et la 5e place dans la catégorie « classe A » grâce à Bernard Consten et Claude Le Guézec.

### Rallye automobile Monte-Carlo

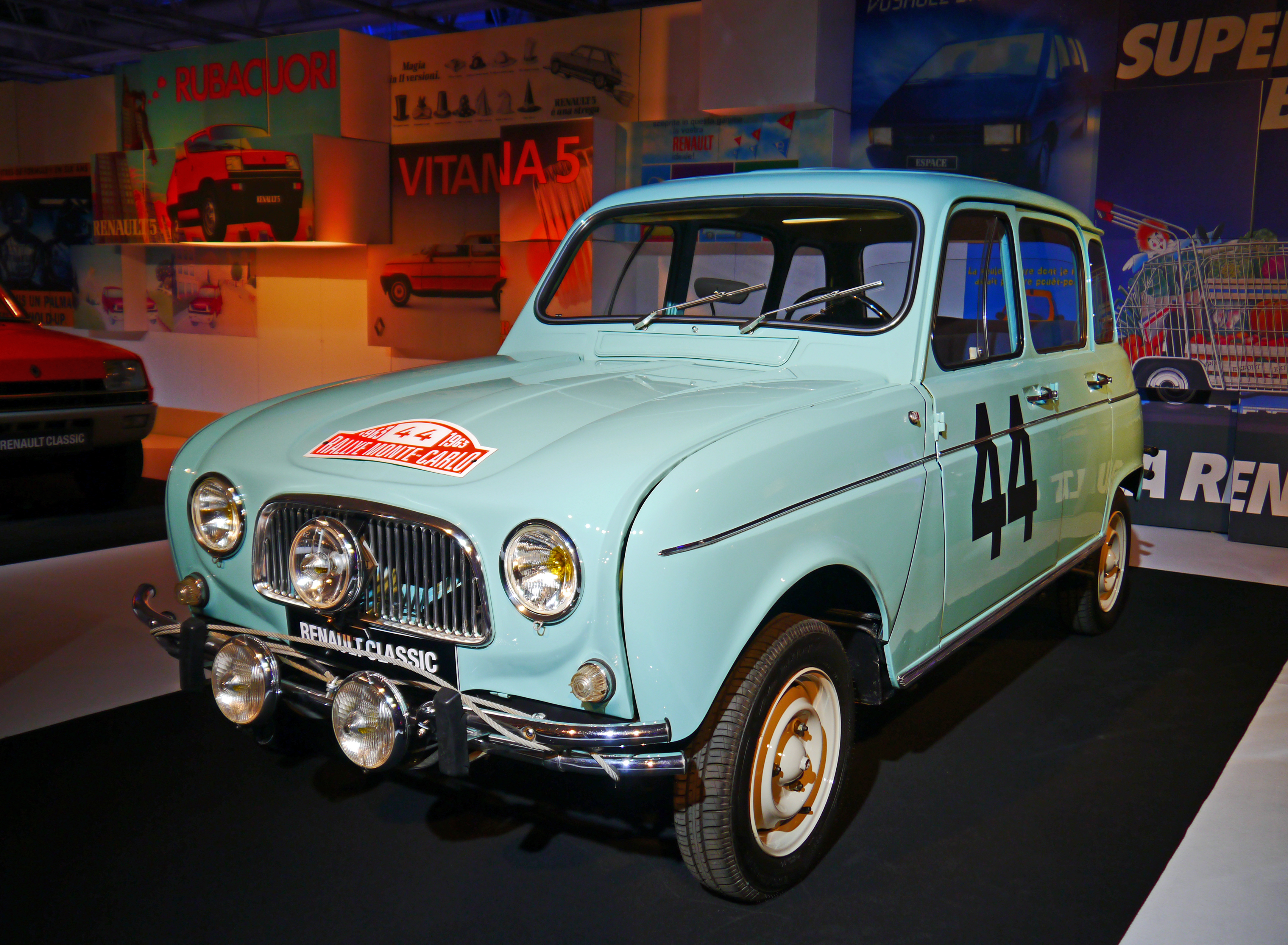
Réplique de la #44 participant au Rallye automobile Monte-Carlo en 1963.

Plusieurs 4L ont été utilisées pendant le Rallye automobile Monte-Carlo en 1962 et 1963 au départ de Paris.
En 1962, Jo Schlesser Jo et Claude Le Guezec sur la 4L #186 finissent 117e sur 247 à l'arrivée. Jean Lucas et B. Pichon sur la 4L #157 finissent 226e. Gérard Grosgogeat et Pierre Papazian abandonnent sur la 4L #145.
En 1963, Jean-Pierre Manzon et Hubert Melot participent au Rallye automobile Monte-Carlo à bord d'une 4L #44, ils finissent 68e sur 96 participants à l'arrivée et 341 engagés. Jean Estager et François Hoffmann sur la 4L #46 abandonnent.

### R4 des frères Marreau lors de leurs deux rallyes-raids Paris-Dakar

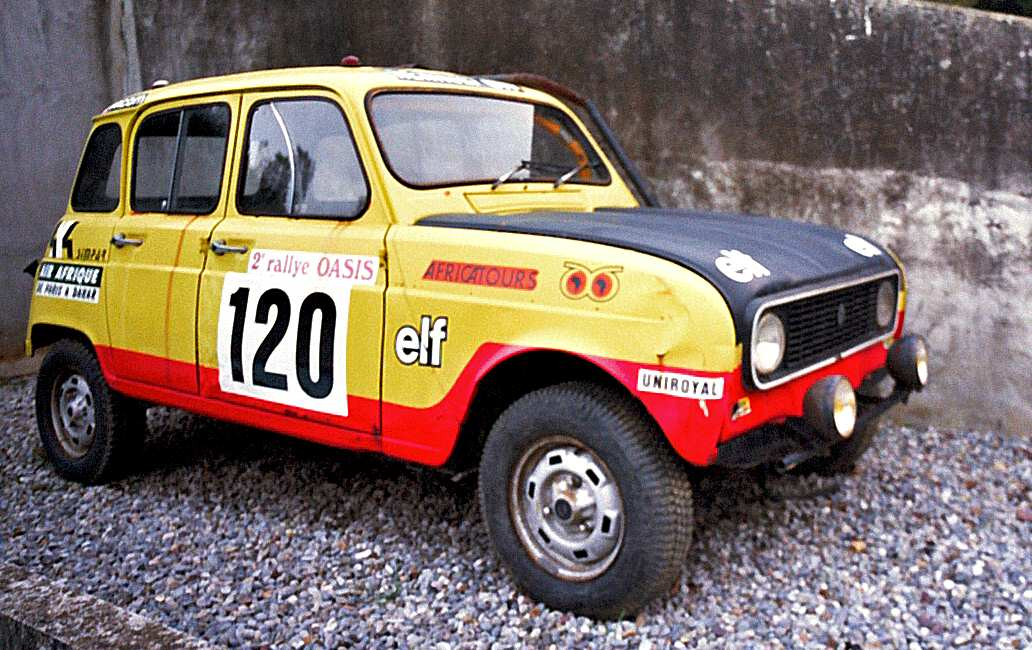
Une réplique de la Renault 4 qui participa au Paris-Dakar aux mains des frères Marreau.

En 1979 et 1980, la R4 des frères Marreau, Claude et Bernard de leurs prénoms, participa au Paris-Dakar en se classant respectivement 3e (no 120) et 5e (no 131).
Cette puissante R4 disposait d'un « moteur Cléon-Fonte » de R5 Alpine Groupe 2, d'une transmission intégrale 4 × 4 Sinpar, mais aussi de triangles inférieurs de R5 Alpine Coupe (arrimés sur un troisième point), de combinés-filetés ressorts-amortisseurs à l'avant, ainsi que d'une paire d'amortisseurs supplémentaires sur le train arrière. Contrairement aux R4 d'origine disposant d'une paire d'amortisseurs quasi-horizontaux, celle-ci dispose en plus d'une paire d'amortisseurs verticaux, fixés en lieu et place des butées de suspensions sur les bras arrière, et remontant dans les joues d'ailes dans des chapelles d'amortisseurs spécifiques, et soudées sur l'arceau de sécurité. D'autres astuces viennent rigidifier la structure de la R4 de base, tel le capot à ouverture spécifique, dont l'avant est boulonné. Les préparations de soudures du châssis donneront d'ailleurs la base pour la rédaction de notice de préparation des 4L Cross. On remarquera par ailleurs la ligne d'échappement et son silencieux, fixés sur le toit.
Elle a aussi participé au Paris-Dakar 1981 entre les mains de Antoine Granja et Roger Caillaba, sous le no 171.
La deuxième R4 a elle refait le Paris Dakar 1982 aux mains de Louis Andrieu et Jean-Loïc Gassier.
Cette même R4 a participé, toujours aux mains des frères Marreau, à l'édition 2007 de la TransAfricaine Classic, sous le no 120,.

### Formule Renault Cross Elf
Formule de promotion créée avec Elf et Kleber. Pendant une décennie à partir de 1974, des pilotes se réunissent le week-end pour courir sur un circuit en terre avec leurs vieilles « 4L ». Celles-ci sont débarrassées de leurs vitres, phares et pare-chocs tandis qu'un arceau de sécurité est installé car sur la piste les « touchettes » sont nombreuses.

### 4L Trophy

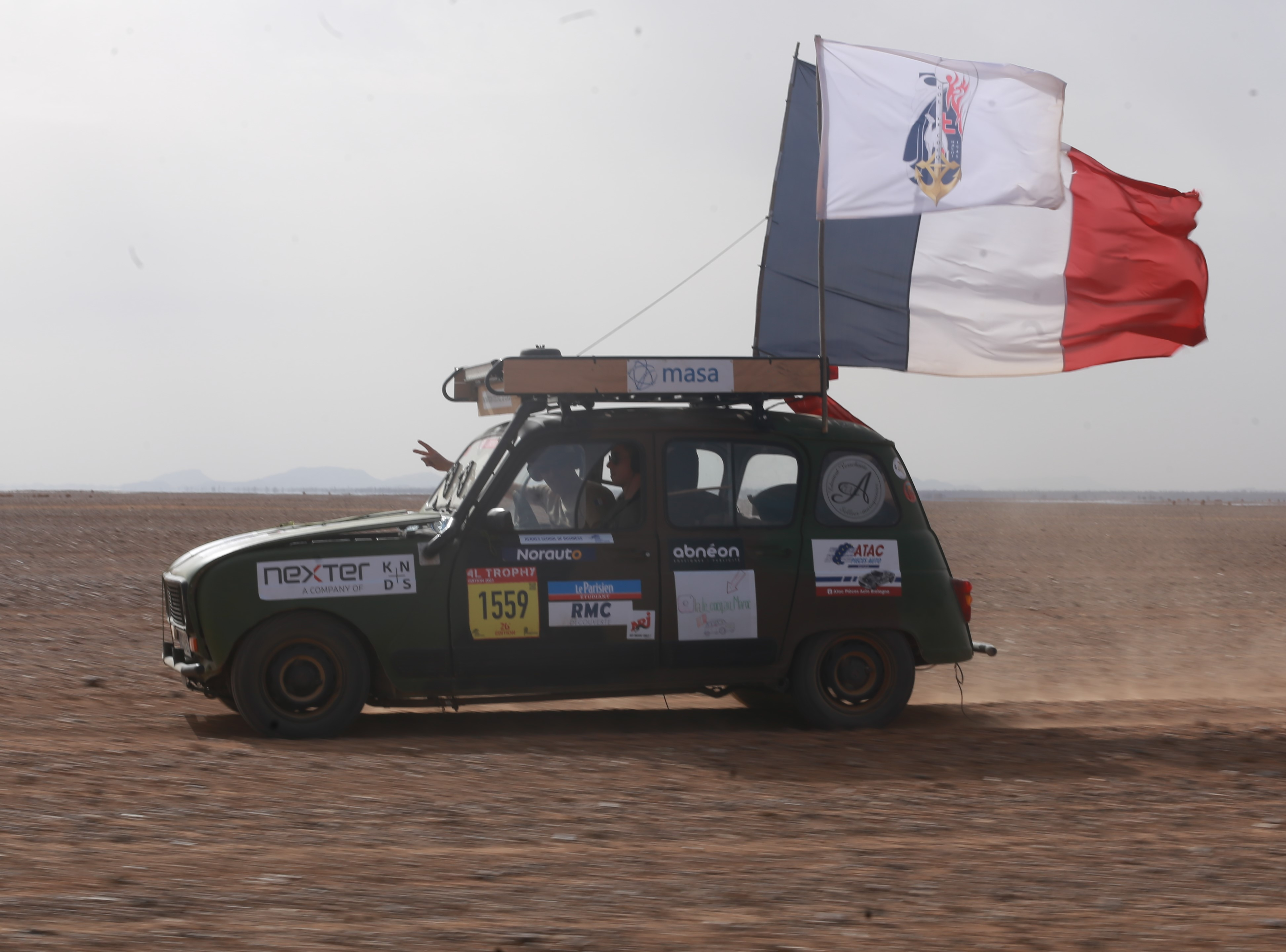
Un équipage du 4l Trophy dans le désert marocain en 2023.

Le 4L Trophy, créé en 1997, est un raid solidaire ouvert aux jeunes de 18 à 28 ans (plus besoin d'être étudiant depuis 2019), et avant tout une course d'orientation à travers le Maroc, avec un but humanitaire. Depuis 2006, chaque équipage doit emporter soit deux sacs à dos avec des fournitures scolaires et deux sacs de sport avec des affaires sportives, soit un sac à dos et un de sport avec un chèque de minimum 20 € au nom de l'association « Les Enfants du désert » (avant 2006, chaque équipage devait emporter 50 kg de matériel scolaire ou un chèque au nom de l'association). L'ensemble de la collecte est distribué sur place aux enfants marocains. De plus, depuis 2011, chaque équipage doit emporter 10 kg de denrées alimentaires jusqu'au village départ afin de les donner à la Croix-Rouge française. Ce raid est à ce jour, le plus grand d'Europe du point de vue du nombre de participants : 1 450 équipages, soit 2 900 étudiants, ont pris le départ de la 20e édition en 2017.

### 4L Évolution
La 4L Évolution a été construite à la suite de la destruction en course de la 4L Rallye. Elle a été présentée aux médias, amis et sponsors, le 23 mai 1990 dans les salons de Renault Viano à Marseille.
Premiers rallyes
À Martigues, Fayence, Vaison-la-Romaine, sur le littoral varois, la voiture est très agile et performante. Dotée d’un châssis renforcé et d’un 2e châssis tubulaire, sa carrosserie est en acier et polyester, la suspension avant est triangulée, type R5 Turbo, associée aux combinés ressorts Record et comporte deux barres stabilisatrices, la suspension arrière est confiée à deux bras tirés, les combinés ressorts Record et barre stabilisatrice. Elle devient rapidement la coqueluche du public et des médias.
Une redoutable auto de course
La puissance évolue rapidement de 160 à 200 ch. Les freins aussi évoluent, l’assistance est supprimée, le répartiteur de frein est conservé et les disques sont perforés et ventilés à l’avant, pleins à l’arrière, la direction à crémaillère devient plus directe, 2,5 tours, toujours sans assistance. Les pneumatiques Michelin 20 × 53 × 13 sont montés sur des jantes alu 7 × 13. Le réservoir d’essence est de 20 l, le poids total à vide de la voiture est de 801 kg (poids homologation Groupe F : 800 kg).
Premier temps scratch
Pierre Innocenti et Marie-Claude Sirico engagent en 1991 la 4L Évolution au rallye des Hauts Cantons. Pour son 5e rallye, la voiture bleue remporte, ex æquo, à l’issue de la première spéciale, son premier temps scratch. Elle sera dès la saison 1992 finaliste du Critérium national des rallyes régionaux à Arras.
Dotée d’une nouvelle mécanique et de voies élargies, la 4L Évolution est certainement la 4L la plus puissante ayant évolué en rallye sur route. Le « moteur Cléon-Fonte » R5 Turbo Tour de Corse, remanié, est placé en position longitudinale. Sa cylindrée est de 1 397 cm3, ses pistons et bielles sont forgés, son vilebrequin à cinq paliers en acier et la distribution est confiée à un arbre à cames Renault Sport. La culasse hémisphérique est équipée de soupapes d’admission titane et d’échappement creuses, refroidies au sodium. Gavé par un turbo Garrett T3 (GTS) au travers de l’échangeur air-air, le moteur R5 Turbo développe 320 ch. Sa puissance spécifique est de 229 ch/L pour un couple maxi d’environ 350 N m, soit 2,50 kg/ch. La transmission aux roues avant est assurée par une boite de vitesses à cinq rapports (rapports de vitesse à 1 000 tr/min : 1-6,81 / 2-11,63 / 3-17,60 / 4-25,92 / 5-30,21, rapport de pont : 3,875), l’embrayage compétition Valeo est spécifique.
Fin programmée du groupe F en rallye
La 4L Évolution termine sa carrière à la fin de la saison 1996, laissant un vide sur les épreuves chronométrées de Provence-Alpes-Côte d'Azur.

4L Évolution
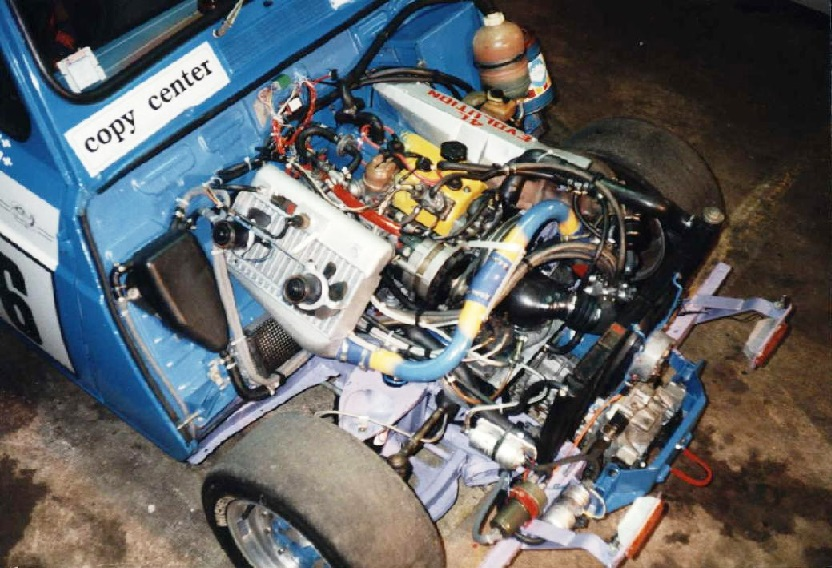
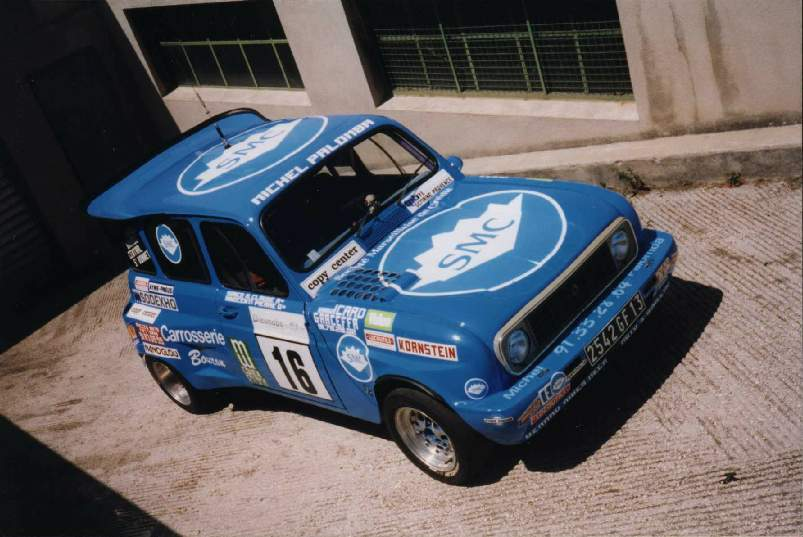
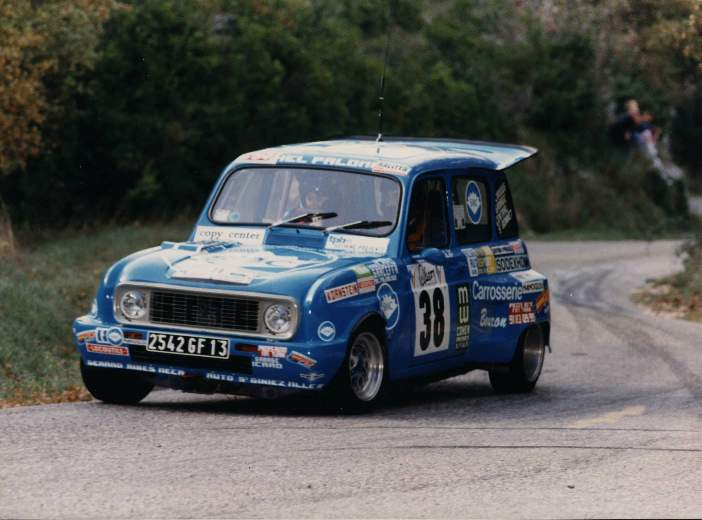
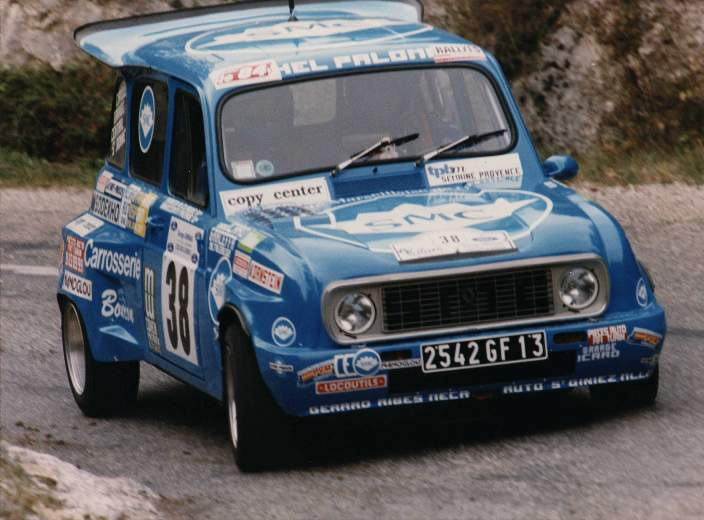

### 4L SMC (Groupe F2000)
La voiture a été construite afin de disputer le Trophée Saloon Car 1998 en catégorie rallye. Elle a disputé les grandes épreuves du championnat de France des rallyes, telles que le Lyon-Charbonnières, Rouergue, Cévennes, Alsace Vosges. Son châssis renforcé est couplé à une carrosserie acier et polyester, les vitres sont en Makrolon, la suspension avant est à double triangulation et l’arrière, à bras tirés, associé à des combinés amortisseurs Record, les freins avant et arrière avec répartiteur, sont dépourvus d’assistance et confiés à des disques ventilés, les pneus Yokohama 185/60R13 sont montés sur des jantes de 6 × 13. La 4L SMC a concrétisé tous les espoirs de l’Écurie marseillaise SMC, remportant les championnats 1998, 1999, 2000 et 2001. La voiture, très performante et fiable, verra à mi-saison son groupe propulseur remplacé afin d'être aussi homologuée en F2000.
Groupe F2000
Durant la saison 2001, en marge du Trophée Saloon Car, la 4L SMC a disputé trois épreuves modernes et remporté trois victoires de catégorie en F2000. L’année 2002 a marqué le retour officiel de Pierre Innocenti et Marie-Claude Sirico en Coupe de France des rallyes, sur de grandes épreuves nationales, comme les Vins de Macon, la Montagne noire, La Rochelle, l’Ardèche, Ain-Jura, Dijon Côte d'Or, Côte du Tarn. C’est au Cléon fonte, 4-cylindres en ligne de 1 148 cm3 type R8 Gordini qu’est confiée cette tâche. Il est équipé d’un vilebrequin à 5 paliers en acier, coiffé d’une culasse en alliage léger hémisphérique, l’alimentation est confiée à deux carburateurs Weber double corps et la distribution à un arbre à cames latéral en acier. L’embrayage compétition est couplé à une boite 5 montagne.
Coupe de France des rallyes
Les cinq saisons les plus significatives de la Coupe de France des rallyes ont été :
- 2002 : avec 6 rallyes nationaux disputés et 6 podiums F2011 remportés dont 4 victoires, la 4L SMC dispute la finale de la Coupe de France à Mazamet (abandon) ;
- 2004 : 8 rallyes, 8 podiums, 4 victoires et finaliste de la Coupe de France à Épernay (5e) ;
- 2008 : 10 rallyes, 9 podiums, 5 victoires ;
- 2010 : 9 rallyes, 8 podiums, 4 victoires ;
- 2011 : 5 rallyes, 5 podiums, 4 victoires.

Rallye après rallye, tout au long de sa carrière qui, à ce jour n’est pas terminée, la 4L SMC ne cesse d’évoluer, en marge des traditionnels changement de la réglementation, les épures de suspension sont modifiées et associées à de nouveaux amortisseurs Record, la pose d’éléments aérodynamiques, etc., mais c’est au niveau de la boite de vitesses et du moteur, souhaités toujours plus performants, que les évolutions sont les plus significatives.

### Autres compétitions
En 1965, quatre femmes se lancent dans un périple de 40 000 km entre Ushuaïa en Terre de feu et Anchorage en Alaska. En quatre mois, les deux équipes vont traverser le continent américain.
Une version plutôt musclée, la Renault 4 Rallye-raid de 1978, traversa l'Afrique de bout en bout ; elle possède un moteur renforcé de plus d'un litre de cylindrée.[réf. souhaitée]
Certaines R4 de compétition — qui n'avaient plus de la R4 que le nom — furent même dotées de moteurs turbo pour la course de côte notamment. En 1990, quelques Renault Rodéo passèrent dans les mains de préparateurs et ce, malgré leur réputation de manque de fiabilité et leur peu d'attrait pour être modifiées — châssis raccourcis, pneus de 15 pouces en 145 ou 165, etc. — afin d'en faire « de véritables petites grimpeuses de dunes ».

## Dérivés

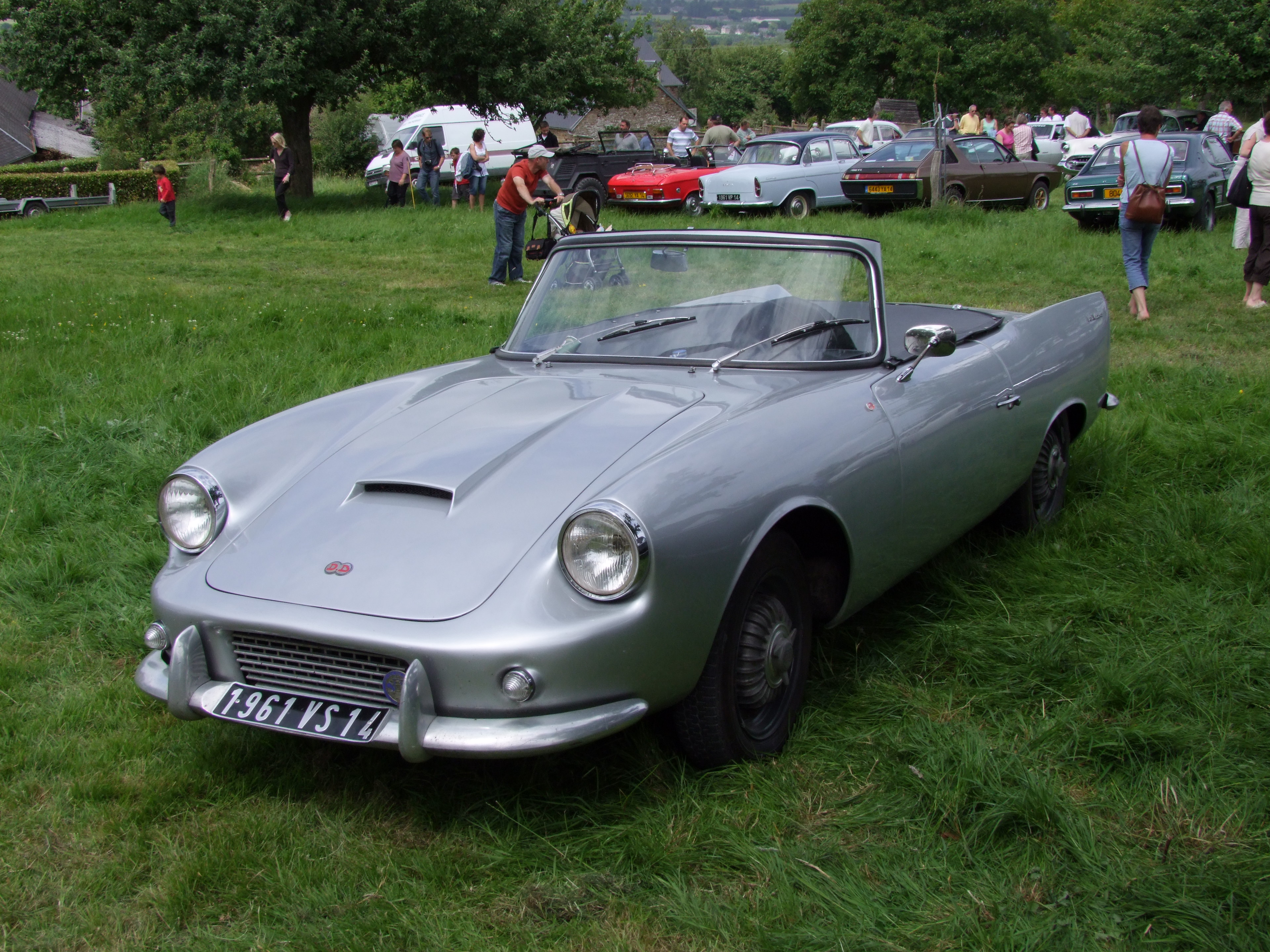
Cabriolet DB Le Mans.

Dès les années 1960, des bricoleurs et des professionnels ont l'idée de réaliser des véhicules sportifs ou ludiques à partir de la plateforme de la R4. À l'instar de la Volkswagen Coccinelle appréciée par une multitude de fabricants de voitures en kit à travers le monde, la plate forme séparée de la R4 avec sa mécanique permet de disposer d'une base simple et robuste à moindre coût.
Dès 1962, René Bonnet utilisa la plateforme pour continuer la fabrication du cabriolet Le Mans.
Plusieurs constructeurs ou artisans utilisèrent la Renault 4 comme base mécanique, certains modèles conservant l'essentiel de la ligne d'origine, notamment Car Système, d'autres n'utilisant eux que la plate forme pour y adapter des carrosseries plus exotiques.

### Renault Rodéo

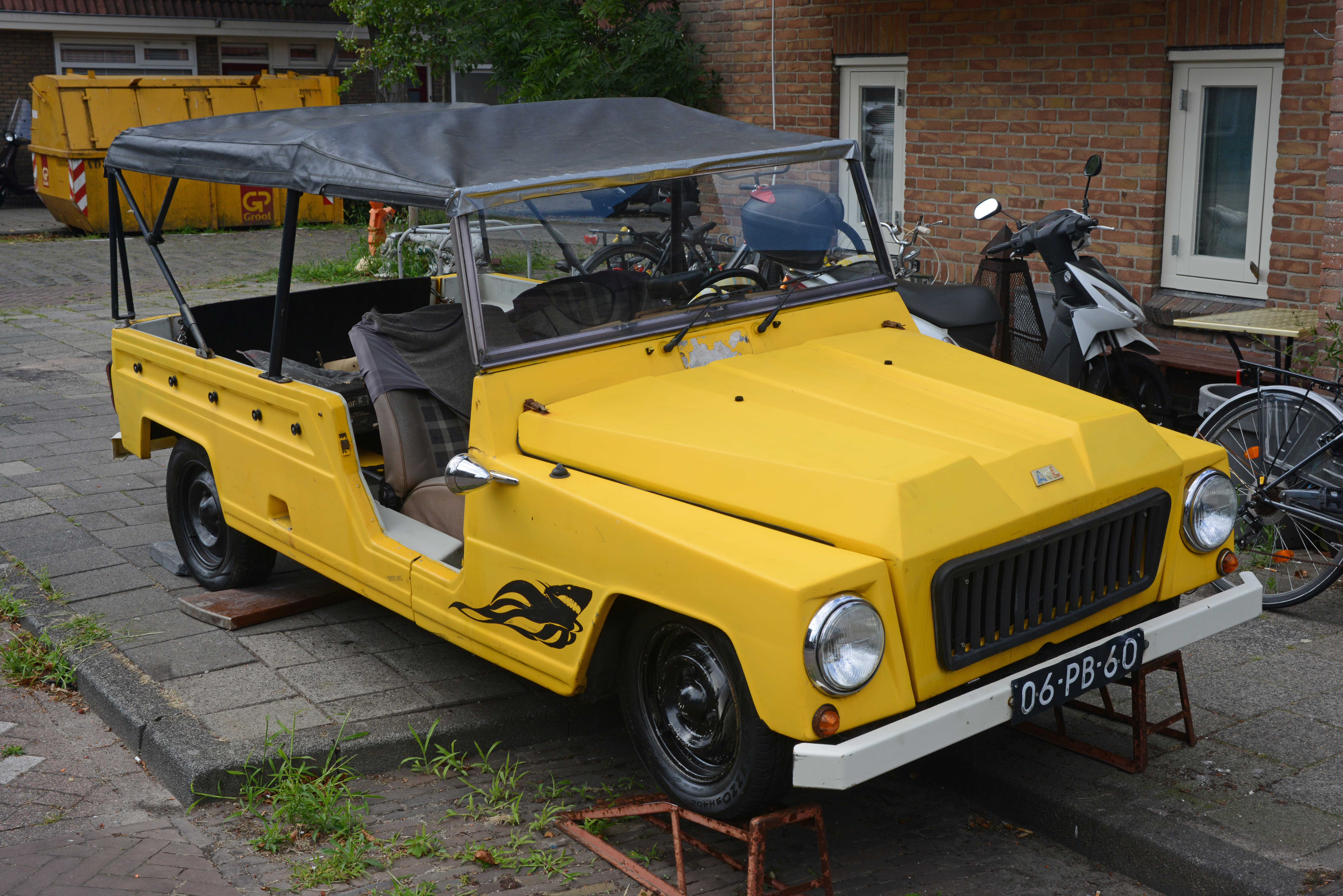
Renault Rodéo 1973.

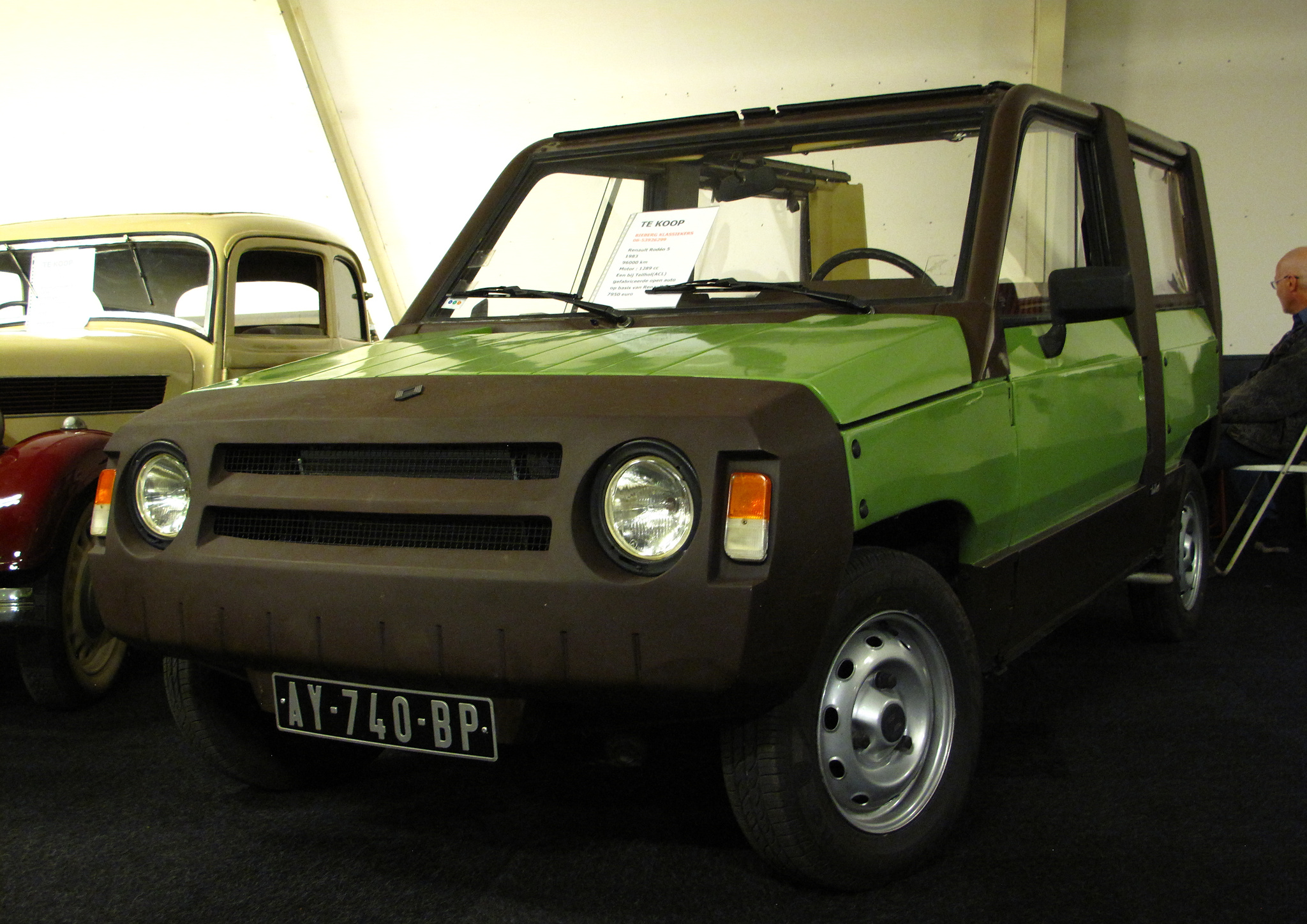
Renault Rodéo 1983.

Au début des années 1970, quelques carrossiers ayant commencé à présenter des dérivés en version découvrable, Renault décide de passer un contrat auprès de l'un d'eux, les Ateliers de Construction du Livradois (ACL) situés à Arlanc (Puy-de-Dôme), dirigés par Raoul Teilhol, pour la production en petite série de la Rodéo, véritable voiture de plage, afin de concurrencer la Citroën Méhari. Ce véhicule à carrosserie en polyester donnera plusieurs modèles jusqu'en 1986.

### SMS Tilbury

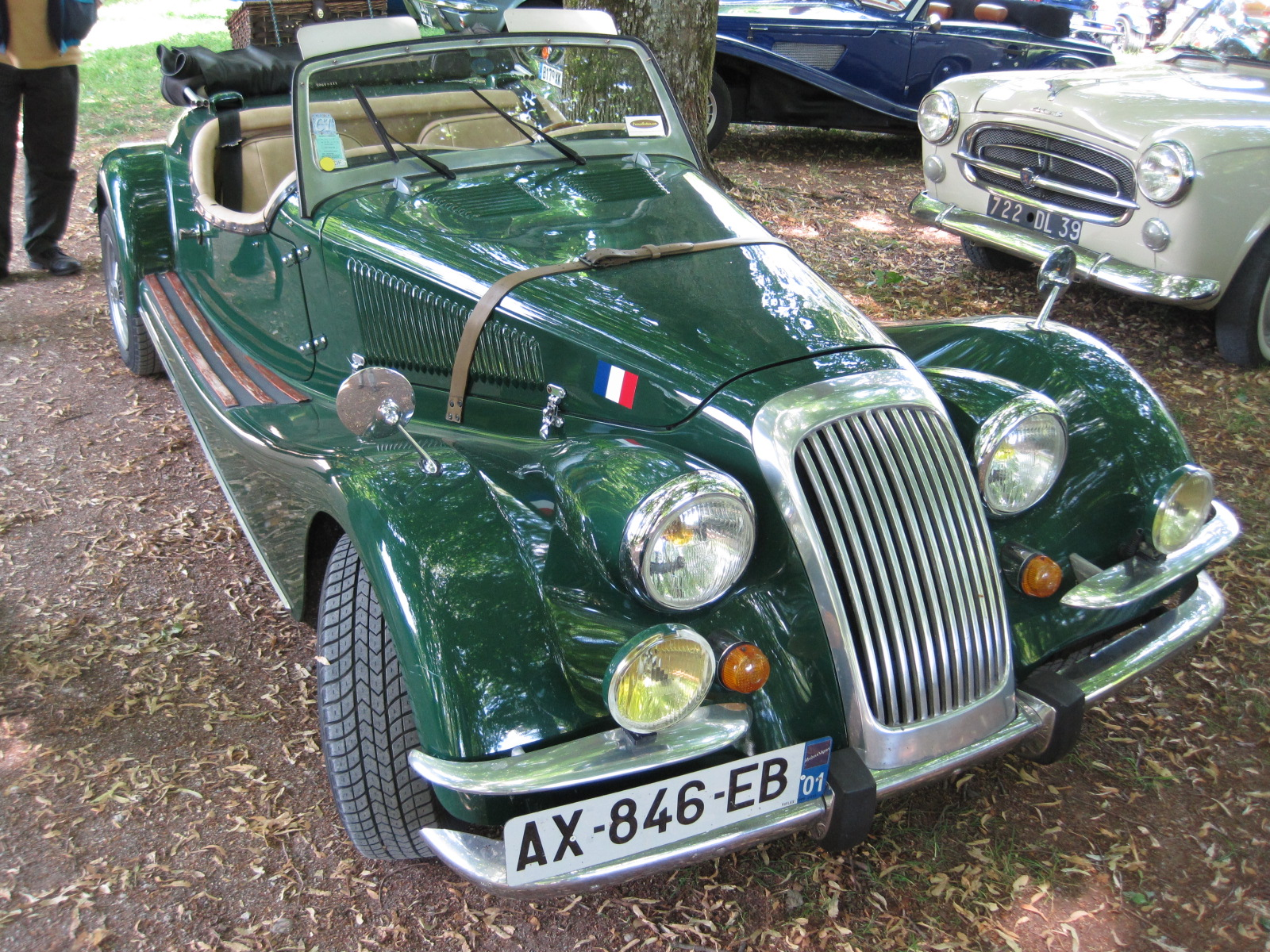
SMS Tilbury.

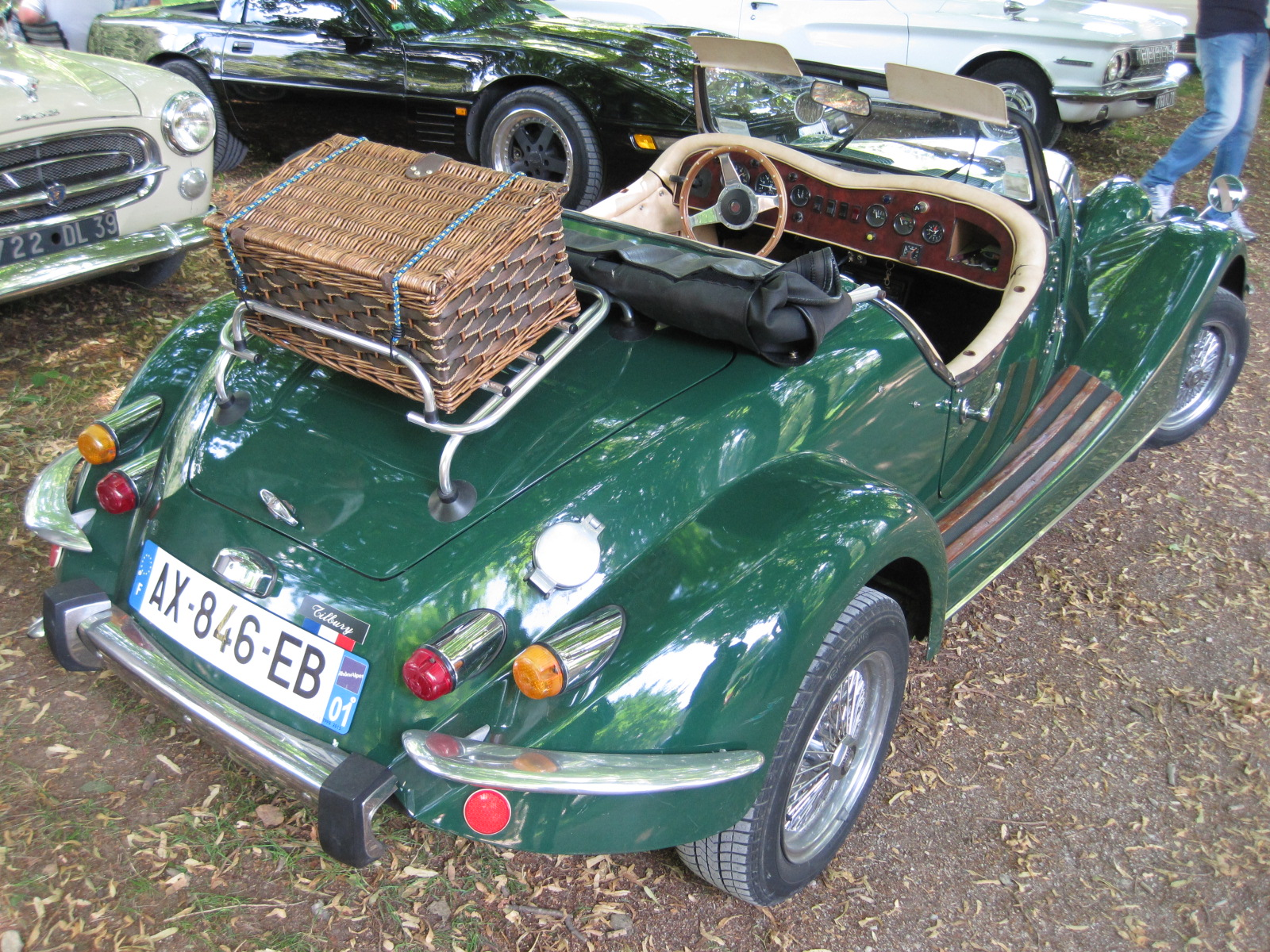
SMS Tilbury.

La SMS Tilbury est un cabriolet à vocation économique inspiré des modèles de roadster anglais. Ce cabriolet « à l'anglaise », conçu, en 1976, par Yves Charles, designer modeleur en carrosserie, est basé sur une plateforme châssis-moteur de Renault 6 puis celle de la Renault 4 GTL à partir de l'année modèle 1983, et reçoit une carrosserie en stratifié de polyester et fibre de verre. La finition est particulièrement soignée avec sellerie cuir, tableau de bord en ronce de noyer ainsi que de nombreux accessoires chromés. Fin 1985, la production et la commercialisation du roadster SMS Tilbury sont confiées, sous licence d'exploitation, à Michel Bonenfant (société SMS) qui est chargé également de l'homologation par type (acceptée par les Mines en 1987). Le prix de vente en France est de 125 000 francs en 1988 ou 45 000 francs pour le kit à monter soi-même.
La production du roadster SMS Tilbury est reprise par deux unités de production automobile : d'abord Martin Production qui se voit confier, par Yves Charles, la licence d'exploitation en France à partir de 1991, et qui cessera la fabrication en 1996. Par la suite, bien que le roadster SMS Tilbury demeure sous brevet international de propriété industrielle, le constructeur espagnol Hurtan, carrossier de Grenade, ne disposant d'aucune licence d'exploitation, se met à le plagier sur le territoire ibérique, après avoir fait l'acquisition d'un cabriolet SMS Tilbury, non homologué, chez Martin Production.

### Dallas
Dallas est une entreprise qui construisait une voiture inspirée de la Jeep. Cette « réplique » fut créée par Jean-Claude Hrubon en 1981, en 1984 la société est rachetée par l'ancien chanteur Frank Alamo. La voiture est basée sur une plateforme de R4 et possède une carrosserie en acier qui se veut évocatrice de la célèbre Jeep Willys. L'acheteur a le choix entre une transmission classique ou à quatre roues motrices, la légèreté du véhicule (660 kg) alliée à son extrême compacité (longueur 307 cm) lui permettant de très bonnes capacités de franchissement ; le prix de vente en France est de 48 977 francs en 2 roues motrices ou 78 554 francs en 4x4 (prix 1986). La construction de la Dallas sur base R4 cesse en septembre 1996, date à laquelle Dallas opte pour une base de Peugeot 205.

### Sovam

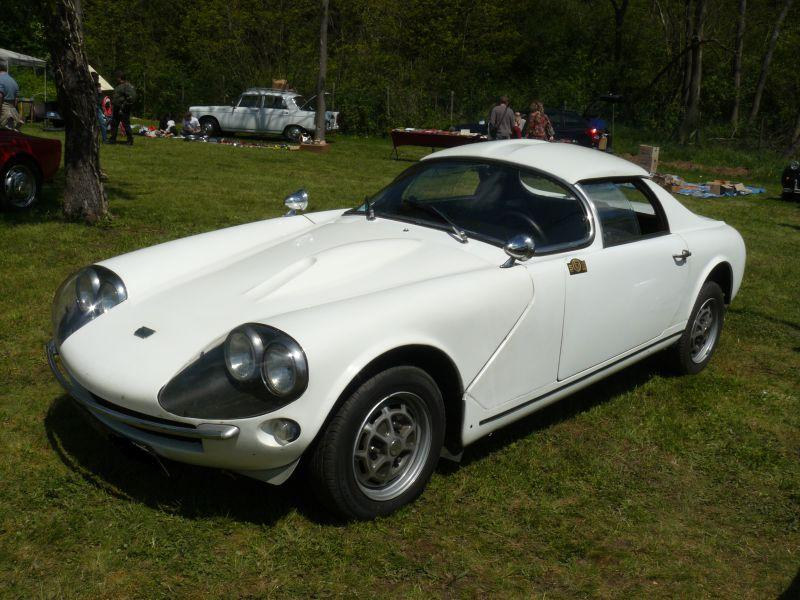
Sovam.

La Sovam (Société des véhicules André Morin) fabriquait dans les années 1960 deux véhicules sur base R4. Tout d'abord un petit utilitaire, le VUL (Véhicule Urbain Léger) sur châssis R4 raccourci. Son modèle le plus connu reste le coupé qui se veut dans l'esprit des berlinettes Alpine (coupé destiné initialement à être construit en un seul exemplaire pour être offert à sa femme). Ce modèle reçoit une carrosserie polyester aux formes arrondies avec des phares doubles à l'avant et un pare-brise de Renault Floride en position inversée. Le prix de vente en France de la version 1 100 cm3 (équipé du moteur de la Renault Caravelle) est de 12 960 francs en 1965. L'aventure de Sovam s'arrête en septembre 1967, ces voitures se vendant aussi cher que les Alpine[réf. nécessaire] mais ne possédant pas leur notoriété, le succès ne fut pas au rendez-vous et la marque ne connut qu'un destin éphémère.

### Mava Farma

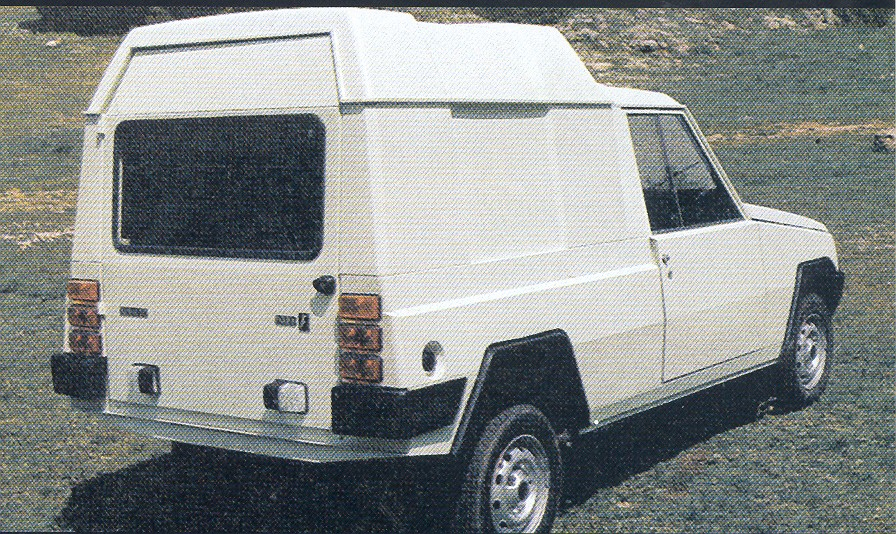
Mava-Renault Farma fourgonette.

L’entreprise Mava devient l’importateur exclusif de la Régie en Grèce en 1976. Trois ans plus tard, Mava décide de devenir constructeur automobile en concevant un véhicule destiné au marché grec, capable de répondre aux normes fiscales locales. C’est ainsi qu’est conçue la Farma, petite voiture réalisée sur une base de Renault 4, alliant familiale et utilitaire. La conception de cette voiture est effectuée par une équipe menée par Georgios Michael, un designer industriel grec ayant déjà œuvré chez Coggiola et Ghia en Italie. La voiture est prête dès 1979, plusieurs prototypes sont envoyés en France et testés par Renault. La Régie approuve la voiture qui, dès lors, peut arborer le losange sur sa calandre. La Renault Farma est proposée en différentes variantes de carrosserie, allant de l’utilitaire à la voiture à quatre places, en passant par la version bâchée. Les premières Farma avaient une face avant reprenant les éléments de la Renault 14. Le moteur est le quatre cylindres de la Dauphine, d’une cylindrée de 845 cm3 pour 34 ch. En 1983, la Farma S est dévoilée avec une nouvelle face avant davantage inspirée de la Renault 4. Les années 1980 sont marquées par l’arrivée des socialistes grecs au pouvoir, ces derniers nationalisent plusieurs entreprises et remettent à plat la fiscalité. La Renault Farma s’arrête en 1985 après 3 500 unités vendues.

### Marland Plus
En 1971, la Société Marland apparaît à la suite du changement de dénomination de la société Issy Auto Plastique, spécialisée dans la production de buggies réalisés sur plate-forme de Coccinelle. La jeune société souhaite alors devenir un important acteur de la voiture de loisirs en France et développe rapidement toute une gamme, commercialisant le kit-car B.S.H. à vocation sportive, puis la microcar Riboud et en créant un roadster sur base de 2 CV : la Jorgia. Marland étudie ensuite un nouveau véhicule construit autour d’une base de Renault 4. Plutôt à vocation utilitaire, la Marland Plus dévoilée fin 1972 est un pick-up commercialisé sous la forme d’un kit-car qu’il est possible d’assembler sur base de Renault 4 ou de Renault 6, la carrosserie étant réalisée en polyester armé de fibre de verre. La Marland Plus sera commercialisée de 1973 à 1978 au prix de 6 950 francs (le kit, sans montage), on ignore le nombre d’exemplaires produits.

### E3D Chipie
Jean-Louis Cariou, ancien ingénieur de Matra, et Robert Sulpice, designer au sein de la Régie Renault, s’associent pour proposer leur propre voiture, qu’il commercialisent sous forme de kit-car. La carrosserie est réalisée en polyester dont l’avant singe une Jeep, carrosserie qui prend place sur un châssis de Renault 4 raccourci à l’aide de rivets ; une centaine d’heures permet d’assembler la Chipie. Pour commercialiser ce kit, Cariou et Sulpice fondent la société E3D en 1982, dont le siège social se situe à Roissy-en-Brie (Seine-et-Marne), il est vendu en 1983 contre la somme de 19 950 francs, jusqu’en 1986. Le nombre de kits vendus n'est pas connu, estimé à quelques dizaines d’exemplaires.

### Iguana Kits
Iguana Kits est une entreprise basée en Espagne créée par Santiago Bethancourt en 1998, elle produit des kits polyester destinés à transformer les Renault 4 en berlines ou pick-up évoquant les voitures américaines des années 1940. Ces kits consistent en un remplacement de la face avant de la Renault 4 d'origine et en divers accessoires polyester (ailes notamment) qui donnent une toute nouvelle allure à la voiture. Le prix de base du kit monté sur une R4 fournie par le client varie entre 8 000 et 9 500 euros au 1er juillet 2004.

### DAMD
DAMD est un « tuner » et préparateur japonais qui présenta une réplique de Renault 4 au salon de Tokyo 2003, construite sur la base du petit monospace urbain Suzuki Lapin.

## La R4 aujourd'hui

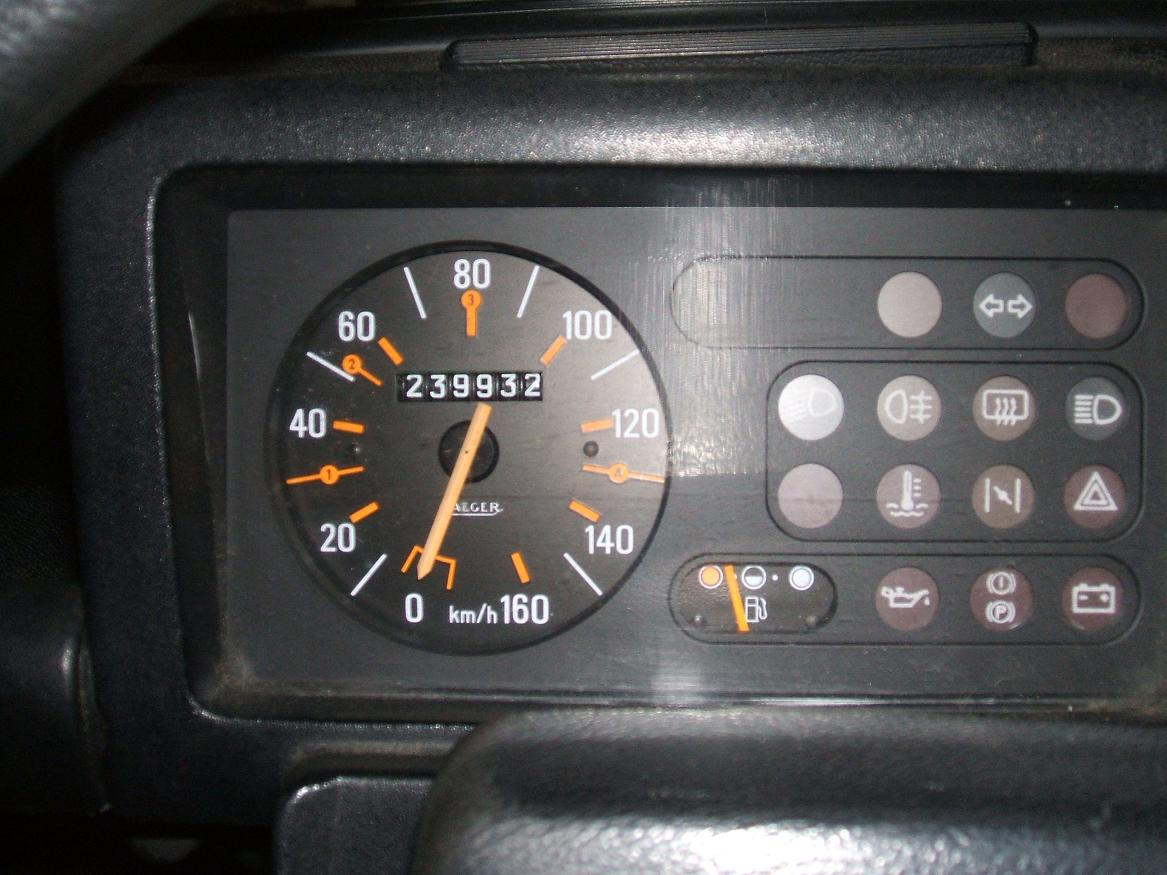
Compteur kilométrique d'une Renault 4 GTL de 1986, affichant près de 240000 km.

Bien que la production ait cessé en France en 1992, la R4 est encore présente sur les routes et sur le marché de l'occasion. La simplicité et la fiabilité de sa mécanique permettent en effet de disposer d'un petit utilitaire, pouvant à l'occasion transporter quatre personnes, le tout pour un faible coût d'entretien.
Au même titre que la Coccinelle ou la 2 CV, elle devient au fil des années un véhicule culte, certains passionnés restaurent les modèles les plus anciens. Les modèles plus récents, bien que produits en quantité plus importante et d'utilisation plus courante, ne sont pas encore pleinement considérés comme véhicules de collection. Importée à l'époque dans de nombreux pays, elle reste toujours présente en Amérique du Sud et est également très utilisée à Madagascar, majoritairement en tant que taxi mais aussi en tant que voiture particulière.
Elle ne nécessite qu'un entretien réduit, se limitant la plupart du temps à la vidange des fluides, au renouvellement des filtres ou au remplacement des pièces d'usure (rotules, roulements, etc.). Le changement de ces pièces est relativement aisé avec un minimum d'outillage spécifique, la seule difficulté provenant des rotules de suspension, fixées par rivets acier à l'origine, et qui nécessitent un peu plus de travail. Le moteur, en particulier le Cléon-Fonte de 1 108 cm3, bien entretenu, peut atteindre des kilométrages sans réelle limite, supérieurs à 400 000 voire 500 000 kilomètres.
En septembre 2013, une R4L blanche datant de 1984 et avec plus de 300 000 km au compteur fut offerte au Pape François, qui a annoncé en avoir possédé une précédemment.
Considérée en Colombie comme un symbole d'amitié et de fidélité, une Renault 4 rouge apparaît en 2020 dans le clip vidéo de la chanson Amor de Amantes du chanteur colombien Jessi Uribe : au rythme de la cumbia, la chanson raconte l'histoire d'un homme qui découvre l'infidélité de sa partenaire et la douleur que cela lui cause, mais pouvant alors compter sur sa « fidèle R4 »,,.

### Châssis
Les ancrages de train arrière (extrémité de chaque longeron) sont très sensibles à l'accumulation d'eau et de boue. Ces pièces étant des corps creux d'origine très mal protégés contre la corrosion, Renault crut diminuer le phénomène en injectant à partir de 1976 une mousse avec des boursouflures sur le brancard juste derrière le corps du train arrière.

Corrosion de la 4L
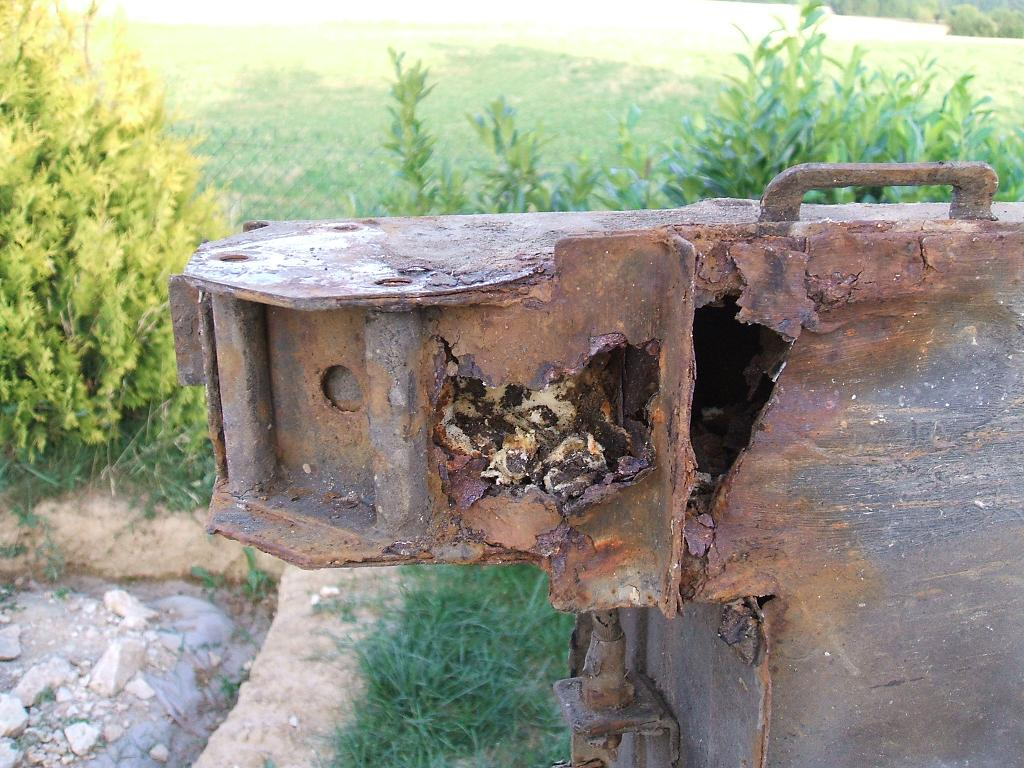
Une fixation du train arrière.
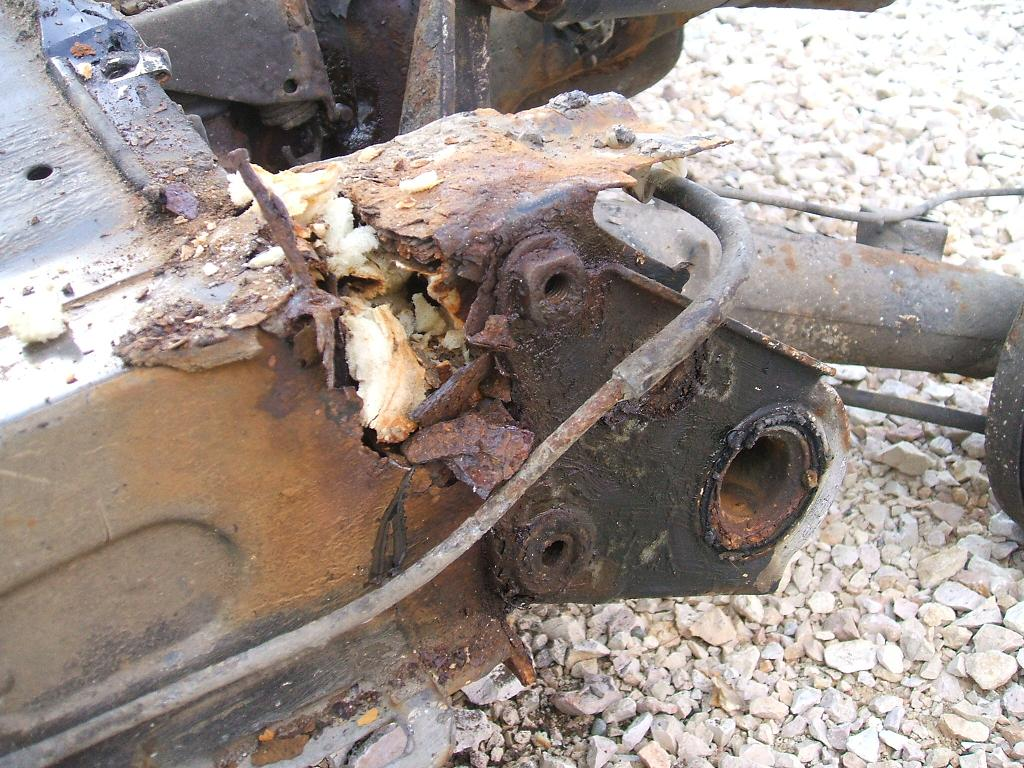
Une fixation du train arrière.
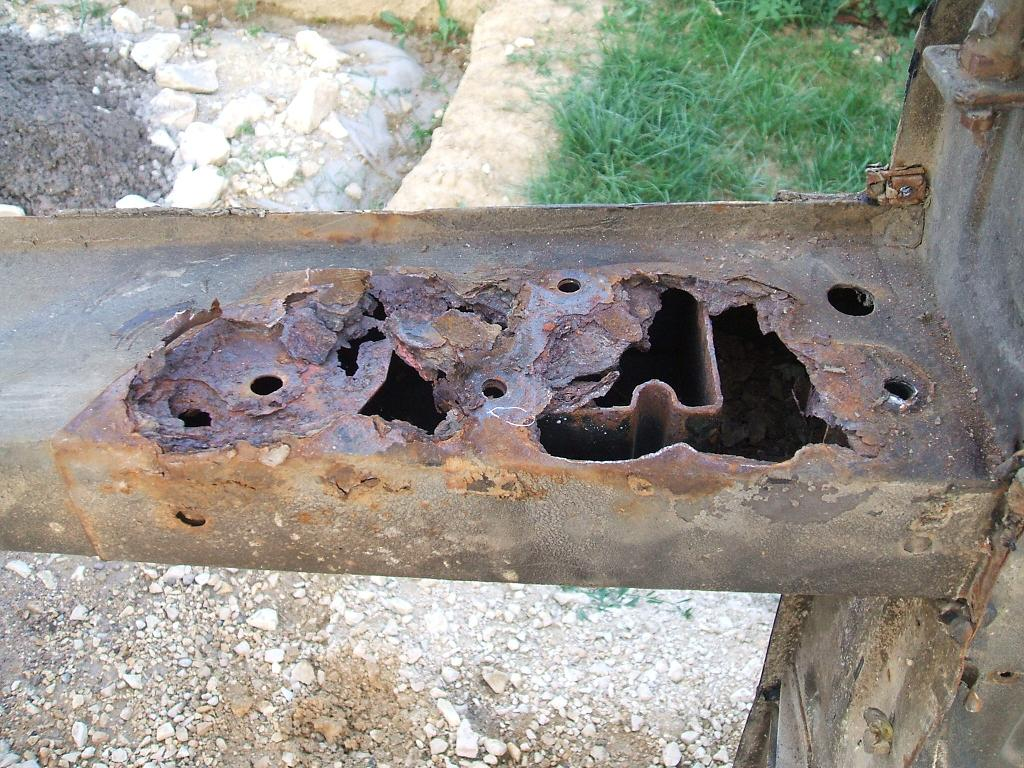
Un brancard arrière.

Les passages de roues avant/supports de cric laissent la boue s'accumuler, l'eau s'infiltre également dans les caissons avant — peu ou pas protégés d'origine — ce qui provoque la corrosion de cette partie du véhicule. Le berceau avant, au niveau des fixations des silentblocs moteur, est formé de deux tôles superposées et l'humidité s'infiltre parfois entre elles, favorisant la corrosion à cet endroit précis.
Enfin, les matériaux d'insonorisation présents sous les tapis caoutchouc à l'intérieur du véhicule se comportent comme des éponges et permettent à l'eau d'y stagner sans possibilité d'évacuation ou d'évaporation, ce qui corrode les planchers de l'intérieur souvent de manière invisible.

Corrosion de la Renault 4
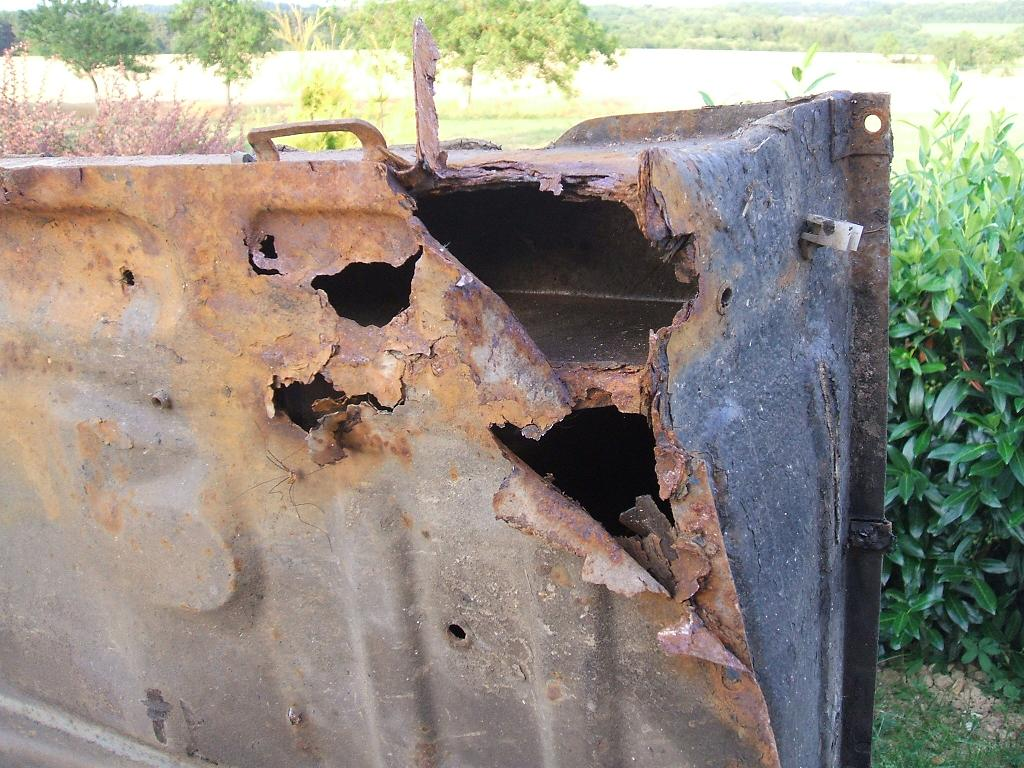
Plancher avant.
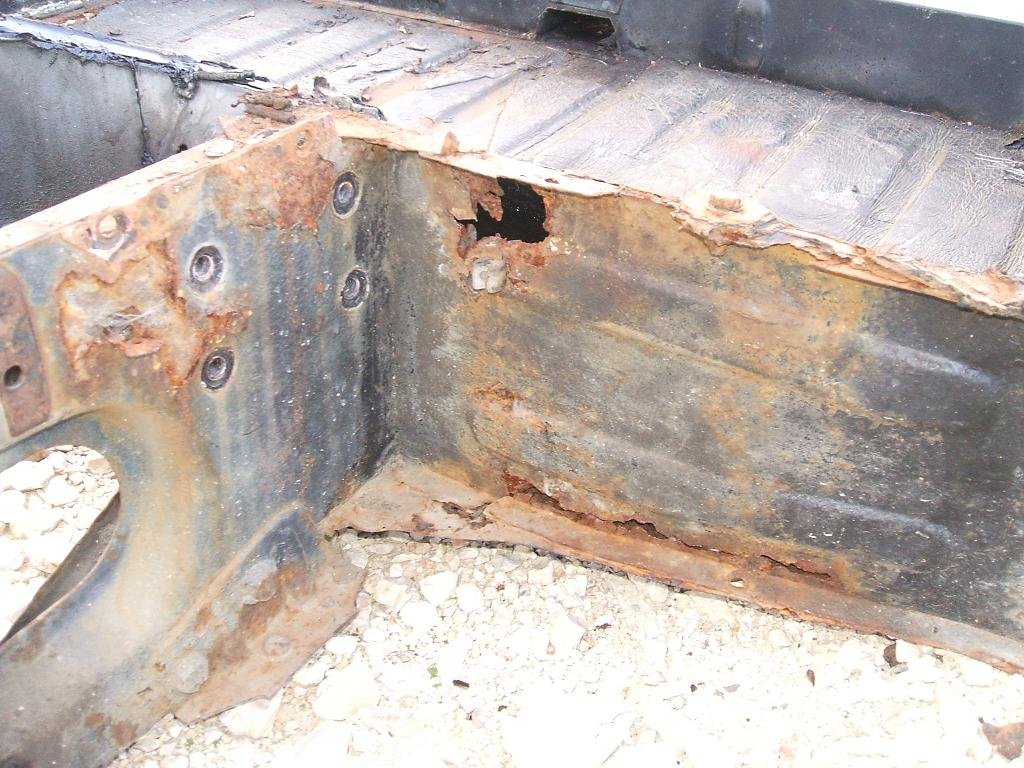
Berceau et caisson avant.
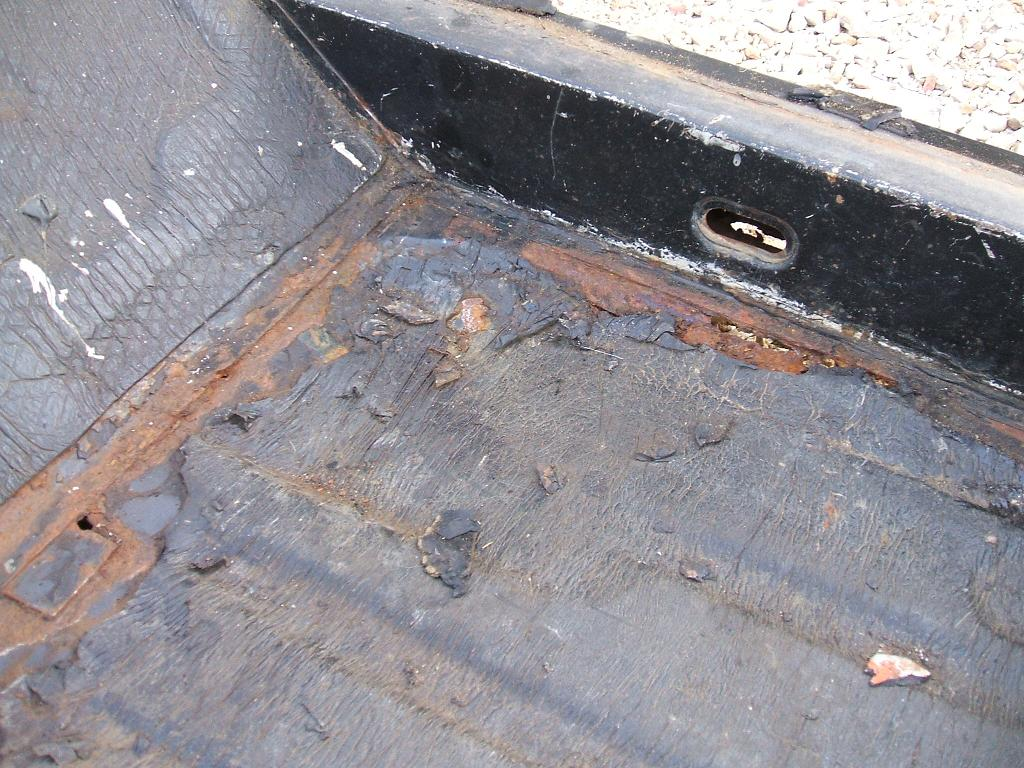
Plancher vu de l'intérieur.

### Carrosserie
Au niveau carrosserie/structure, la R4 n'a pas bénéficié d'un traitement anticorrosion digne de ce nom, en particulier pendant les dernières années de production délocalisée en Yougoslavie. La voiture, bien conçue, est globalement très résistante mais affiche quelques points faibles qu'il convient de soigneusement vérifier en cas d'achat pour s'assurer de l'intégrité du véhicule et le conserver ensuite en bon état.
La boue et l'humidité stagnent dans le haut des ailes avant et dans les supports d'ailes arrière, endroits difficiles d'accès et qui, pas assez souvent nettoyés, favorisent la corrosion de l'intérieur vers l'extérieur.
La baie de pare-brise se corrode à cause du vieillissement du joint caoutchouc, qui devient poreux au fil des ans.
Les tôles superposées aux coins inférieurs des portières arrière, exposées à l'eau provenant du plancher de coffre (la voiture est naturellement « penchée » vers l'avant, et le joint de hayon rarement en bon état) ainsi qu'à à la boue présente sous le véhicule, sont très sensibles à la corrosion. L'eau et la saleté s'immiscent alors entre ces tôles et finissent par gravement endommager cette partie de la carrosserie.
Les supports des ceintures arrière sont situés dans les passages de roues arrière ; à la tôle de la caisse est adjointe une tôle plus épaisse, servant de renfort à la fixation de la ceinture. Les deux tôles, qui ne sont pas jointoyées, sont donc peu protégées, permettant à l'eau de s'infiltrer et de finir par pourrir le tout de l'intérieur.

Corrosion de la Renault 4
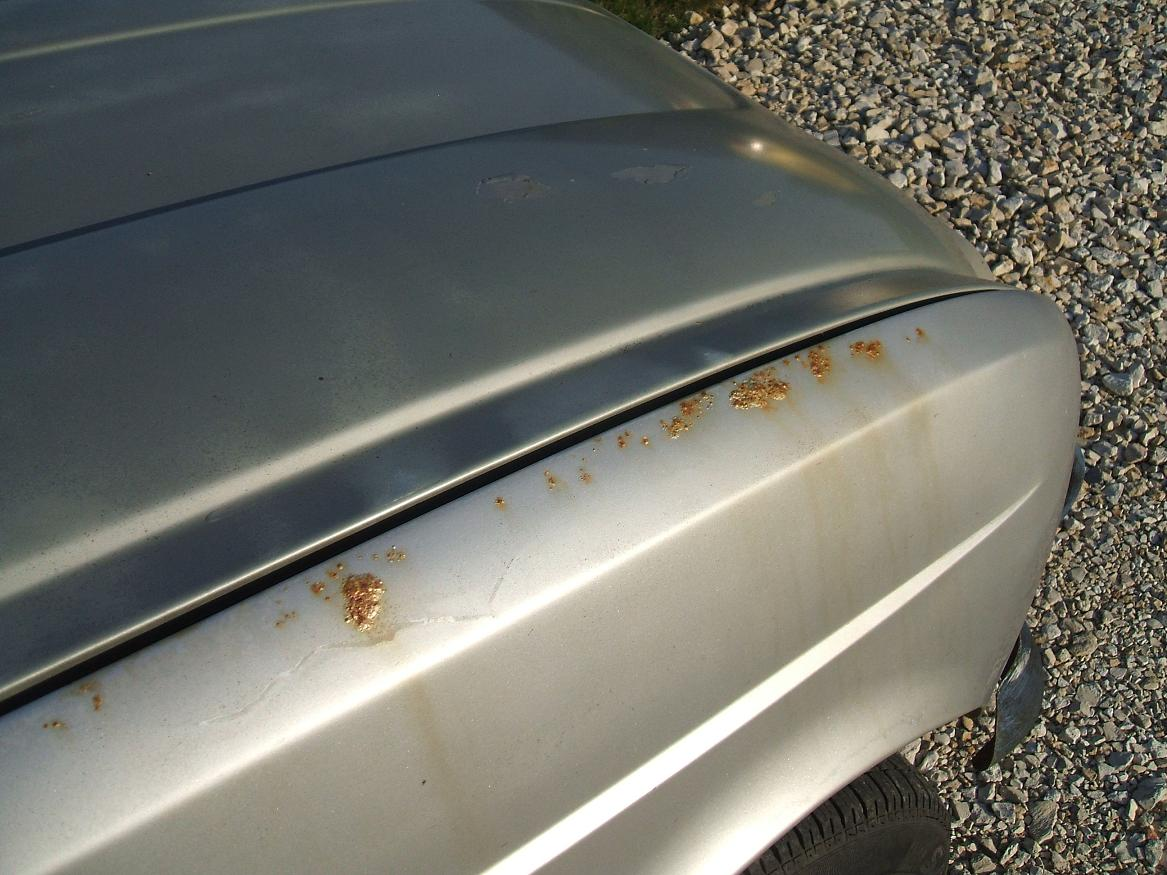
Une aile avant.
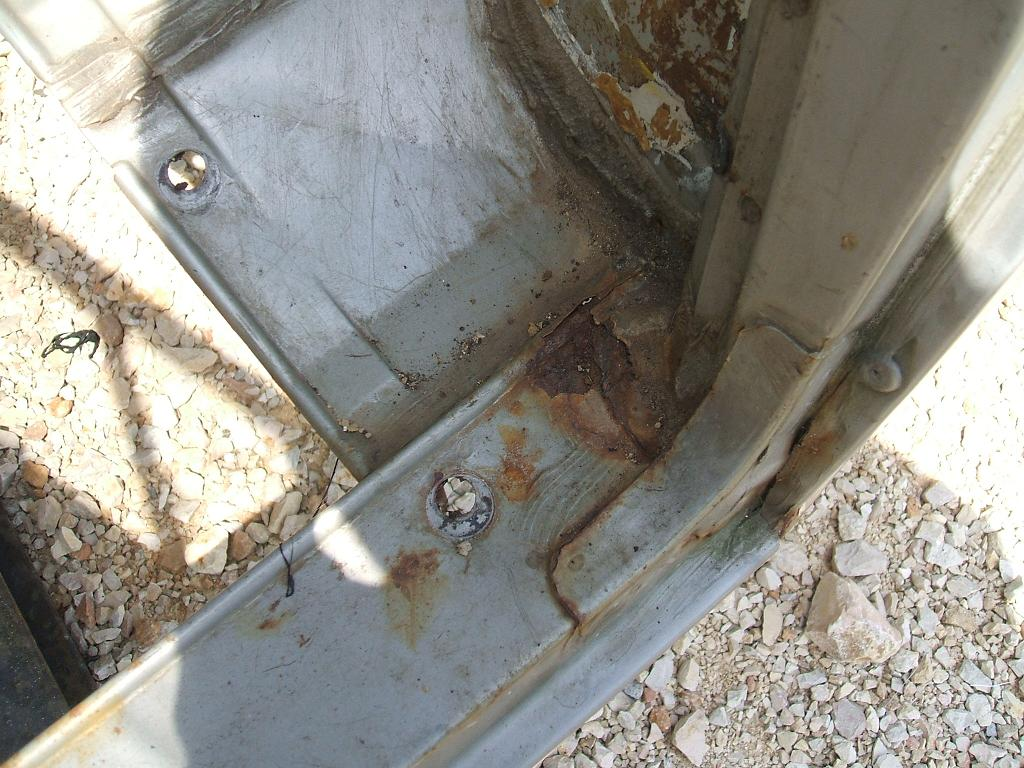
Un coin de porte arrière.
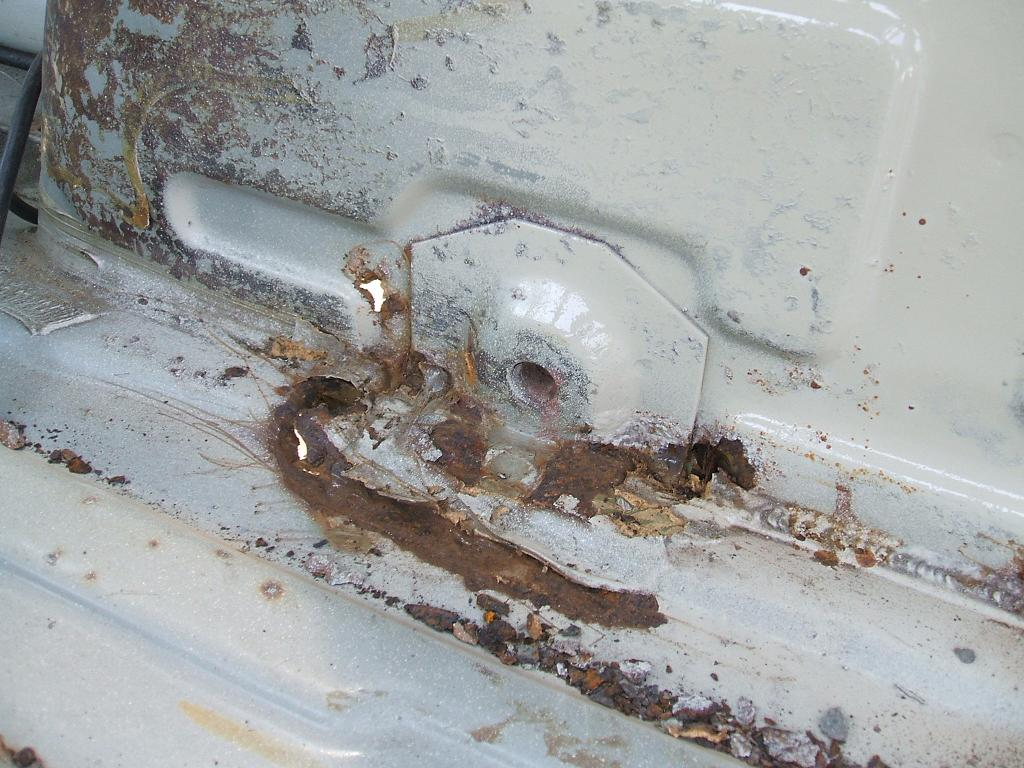
Un support de ceinture arrière.
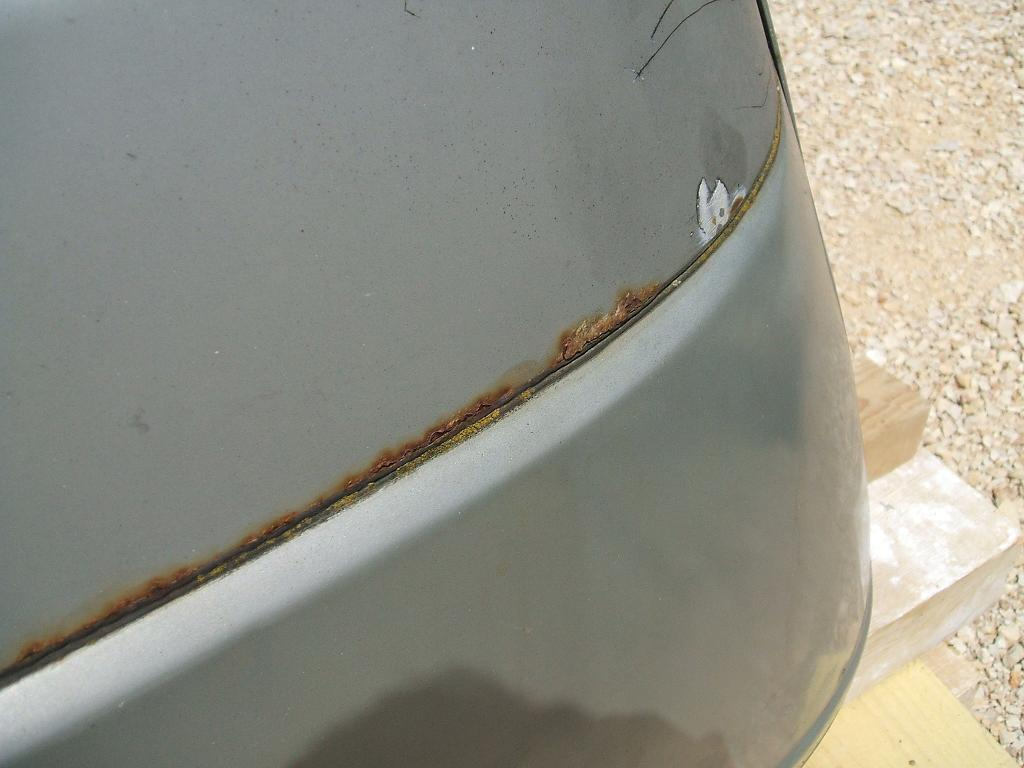
Une fixation d'aile arrière.

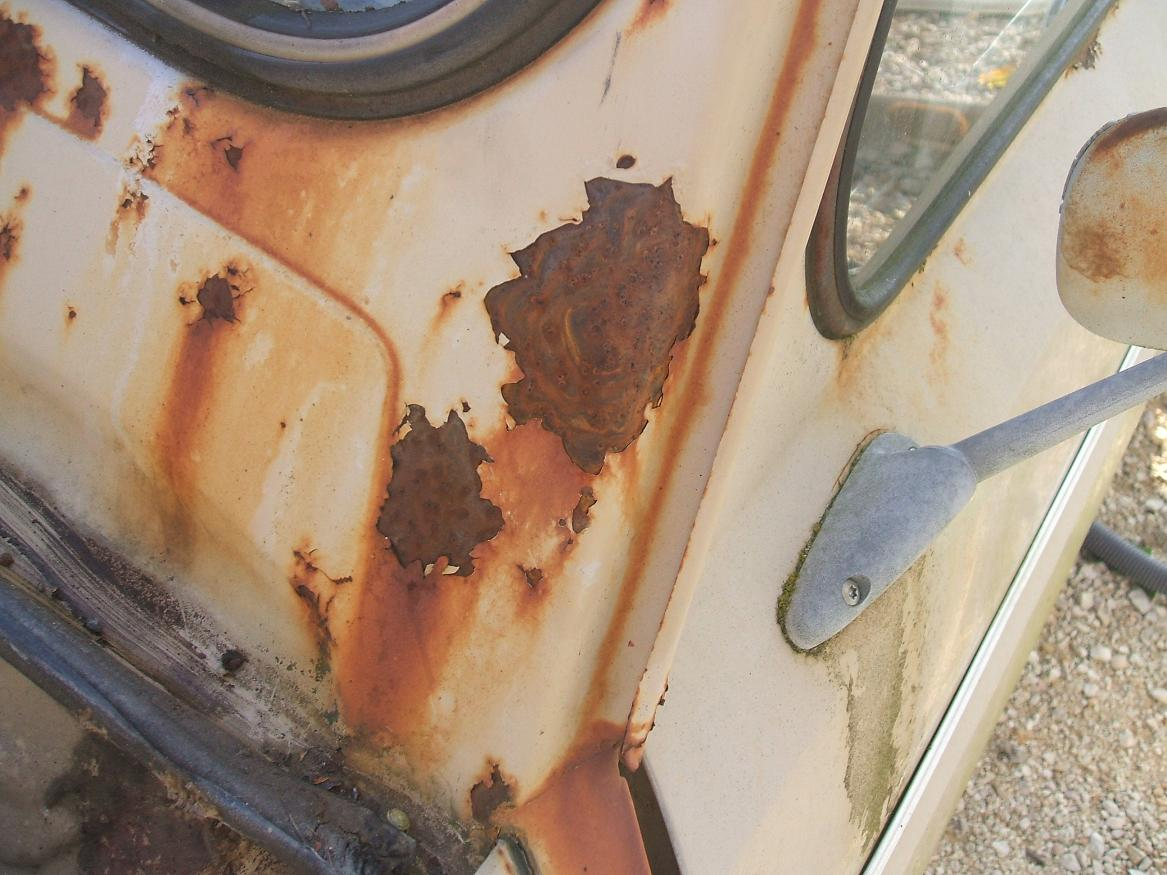
Baie de pare-brise.
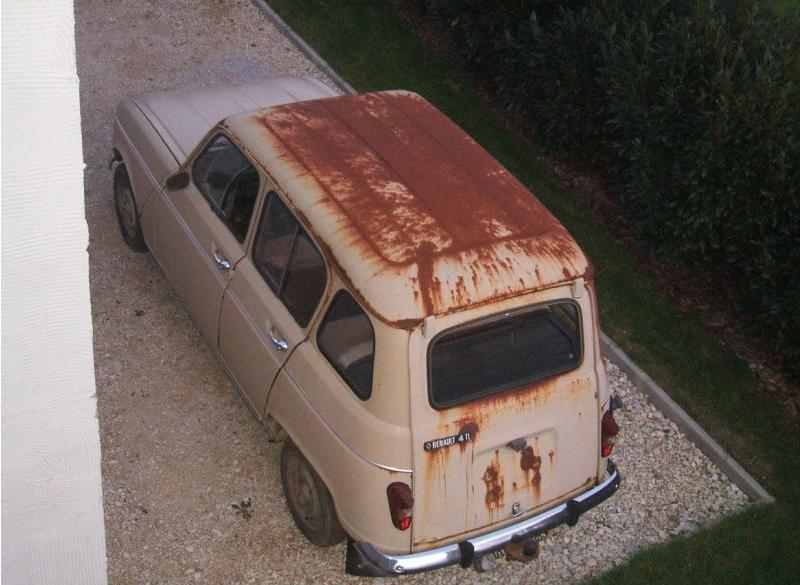
Toit.
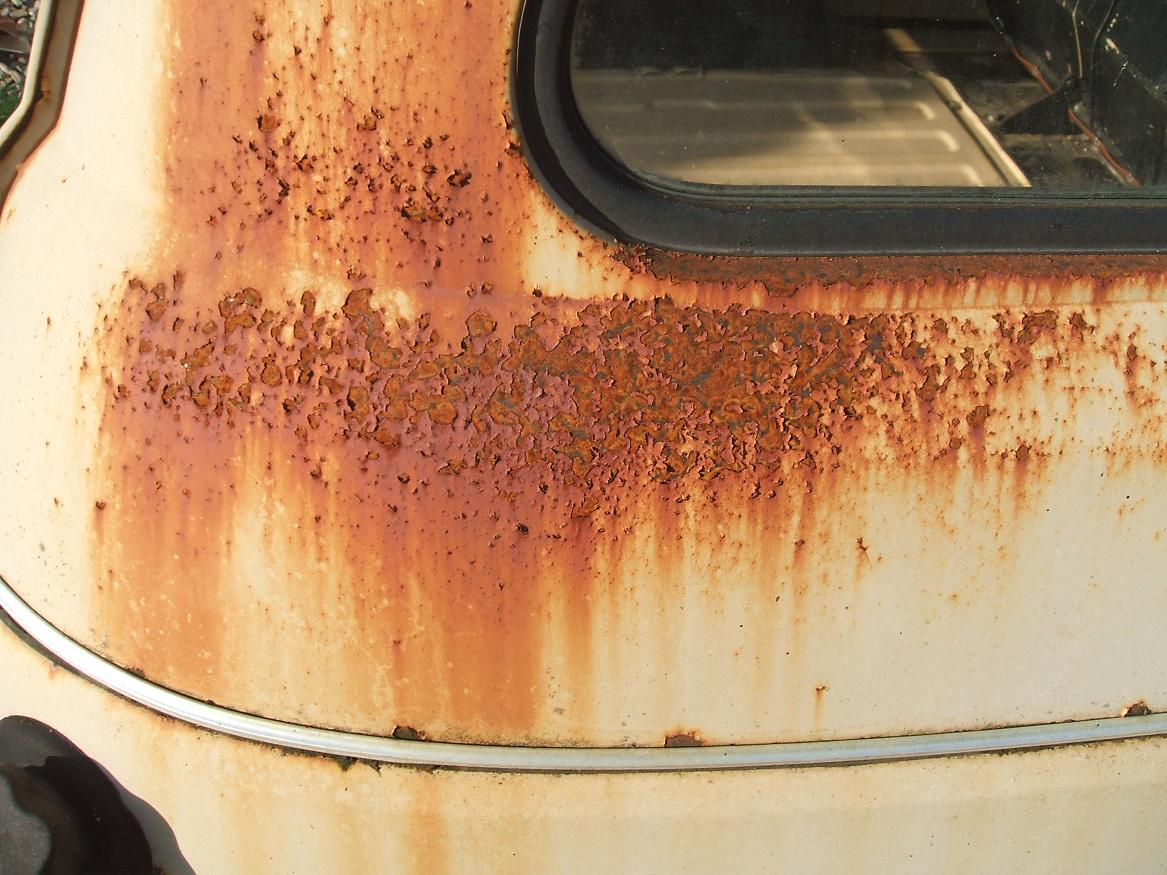
Un panneau de custode.
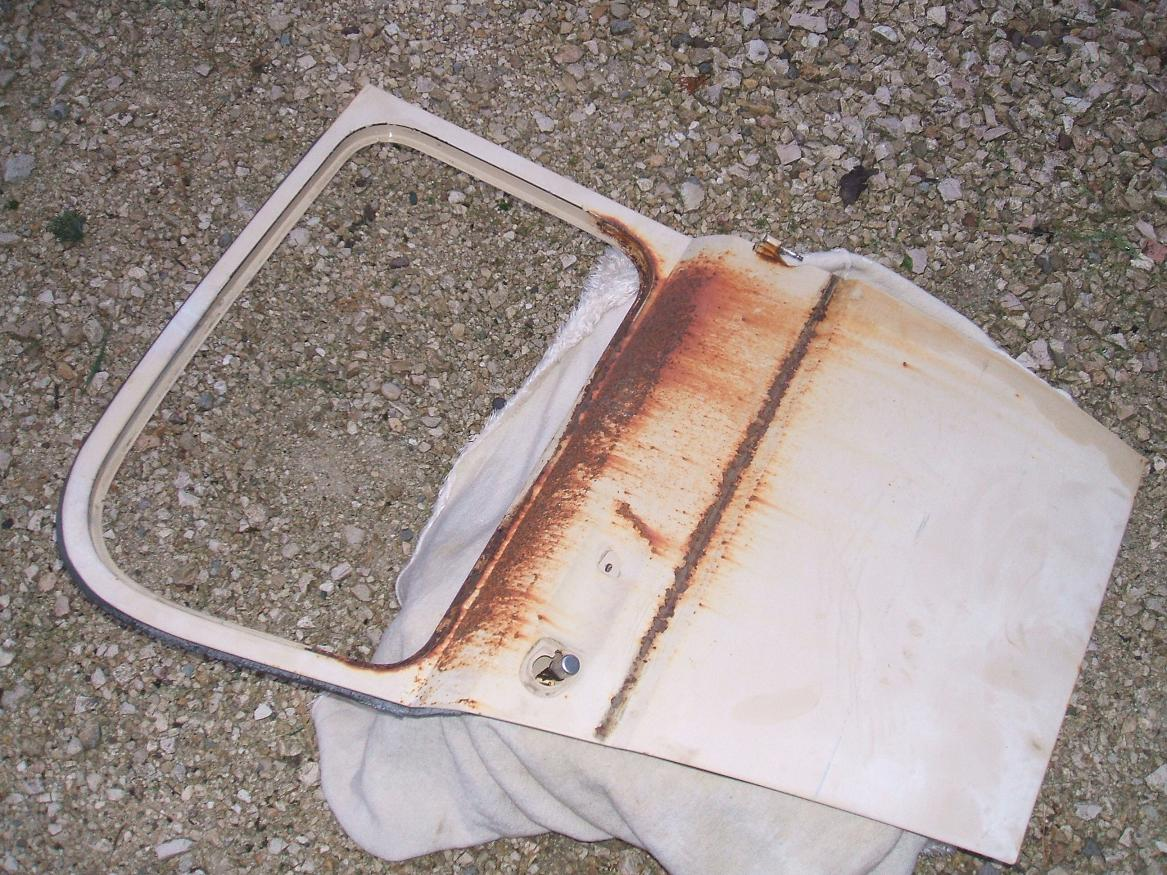
Une portière arrière.

### Entretien et réparation
Entretenir un châssis de R4 pour le garder en bon état n'est pas très difficile. Partant du principe que les différentes pièces qui le composent laissent passer l'eau, il suffit de l'empêcher d'entrer, ou au contraire de faciliter son évacuation.
Le plancher peut être percé de petits trous à ses points les plus bas, les insonorisants eux, sont à retirer pour empêcher l'accumulation d'humidité à l'intérieur. L'ensemble des corps creux doit être traité de façon préventive, voire curative, avec des produits adaptés : cire corps creux lorsqu'ils sont sains, ou Rustol quand la corrosion est déjà présente : longerons, traverses et brancards.
Le principal problème concernant le châssis est la présence de mousse polyuréthane à l'intérieur de l'extrémité des longerons, mousse qui peut être retirée du côté droit (côté de l'empattement le plus long) en perçant un trou de 20 mm de diamètre par le dessous et en grattant la mousse à l'aide d'un tournevis ; côté gauche l'opération est impossible sans retirer la caisse du châssis, puisque l'accès ne peut se faire que par le haut.
Les brancards arrière, au niveau de la fixation du train arrière, doivent être surveillés et soigneusement lavés afin d'empêcher l'eau de les faire pourrir par l'intérieur ; une solution alternative est d'appliquer un cordon de joint sur tout le pourtour de la tôle de renfort, après s'être assuré que l'ensemble est sain.
Pour garder la carrosserie d'une R4 en bon état, il suffit en réalité de peu de choses : ne pas laisser l'humidité ou la boue s'accumuler aux endroits cités plus haut. Lors du lavage, bien insister sur le haut de l'intérieur des ailes avant et arrière, les coins de portes arrière, afin de chasser toute la boue résiduelle qui provoque à terme la corrosion. Après le lavage, vérifier qu'il n'y a aucune infiltration d'eau à l'intérieur du véhicule, les R4 étant rarement parfaitement étanches. Une vérification régulière du plancher de coffre, sous le tapis en caoutchouc, est recommandée, de même que la nécessité d'avoir un joint de hayon en bon état.

Remise en état d'une Renault 4
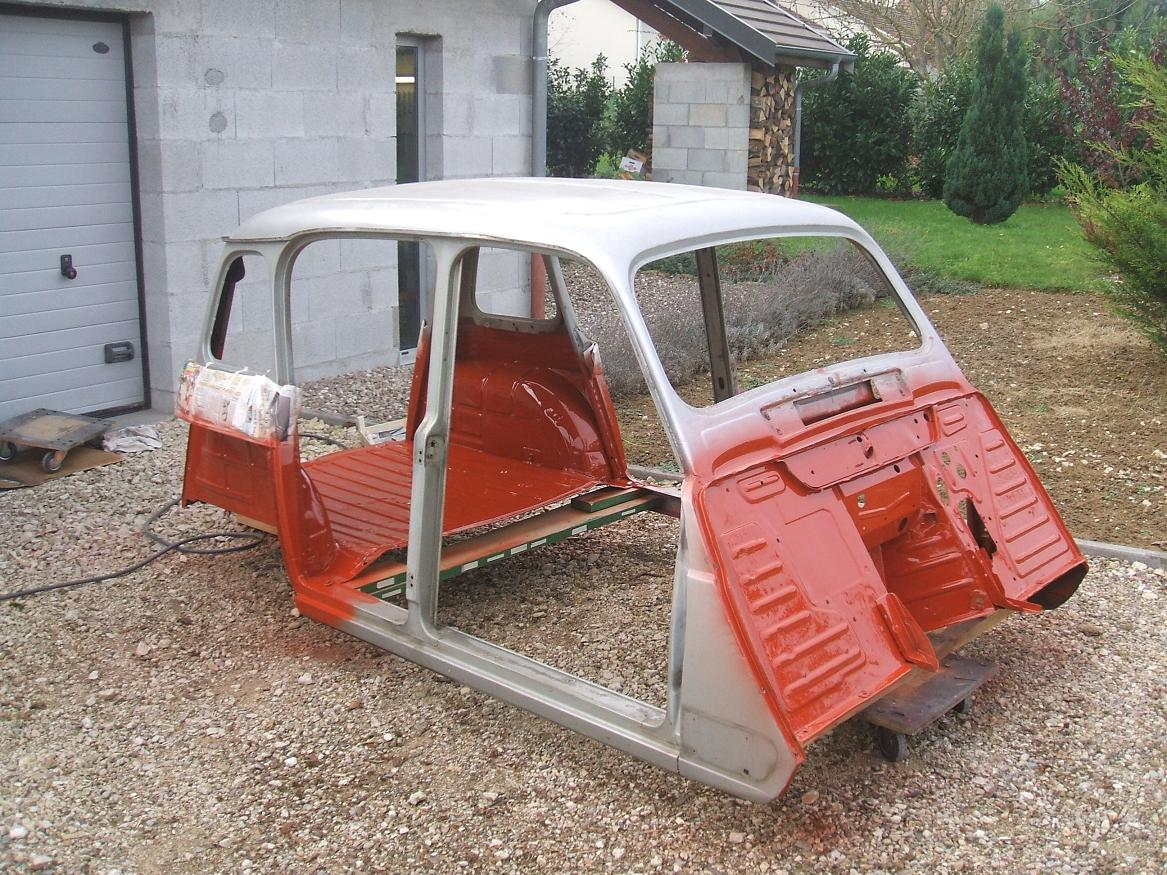
Caisse nue entièrement restaurée.
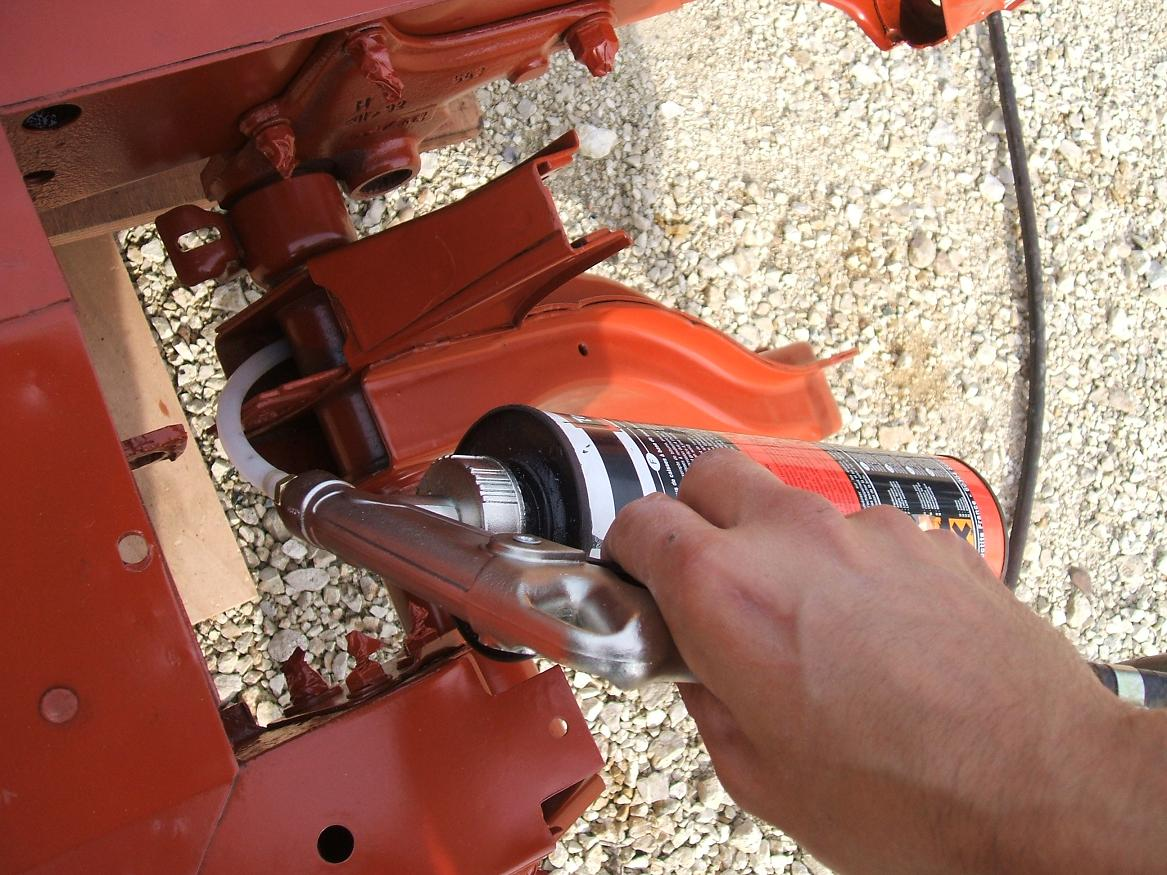
Injection de cire dans un corps creux (bras de suspension arrière).

En 2019, lors du 10e rassemblement du 4L International, Renault Classic et Melun Rétro Passion présentent la Renault 4 e-plein-air sur base de Renault Twizy.

## Production et assemblage de la Renault 4 dans le monde
La Renault 4 a été produite ou assemblée dans 27 pays. Sur dix voitures vendues, six l’ont été hors de France et cinq sont nées à l’étranger.

### Europe

#### Allemagne
En 1962, les ventes de la nouvelle R4 commencent en Allemagne. Le prix de lancement sur le marché est de 3 830 Marks. Ce lancement sera suivi, à l'automne, de la commercialisation du R4 Transporter en tant que break et fourgon. Après 27 ans et 900 300 unités importées, les réglementations plus strictes en matière d'émissions ont mis fin en 1988 à l'importation de longue date de ce modèle. La Renault 4 fait ses adieux à l'Allemagne avec la série limitée « Salü » fabriquée à 500 exemplaires.

#### Belgique
Présent en Belgique depuis 1922, Louis Renault fait construire à Haren, près de Bruxelles, un hangar de stockage qui devient en 1926 la première usine de montage hors de France. L’usine, devenue Renault Industrie Belgique en 1971, fabrique plus du dixième de la production totale de la Régie dans les années 1970. La R4 arrive sur les chaînes belges en 1961 et y restera presque vingt ans, jusqu'en 1980. Dans cette période, 1 063 841 exemplaires sont construits en Belgique. Les R4 « Qualité belge » ont le privilège d'être commercialisées sur certains marchés exigeants comme l’Allemagne. Pendant plus de quinze ans, la R4, berline et fourgonnette, sera la voiture la plus fabriquée à Haren, seule la R5 fera mieux en 1978. Une série limitée « Shopping » réservée à la Belgique et produite à 350 exemplaires est dévoilée en 1982.

#### Espagne

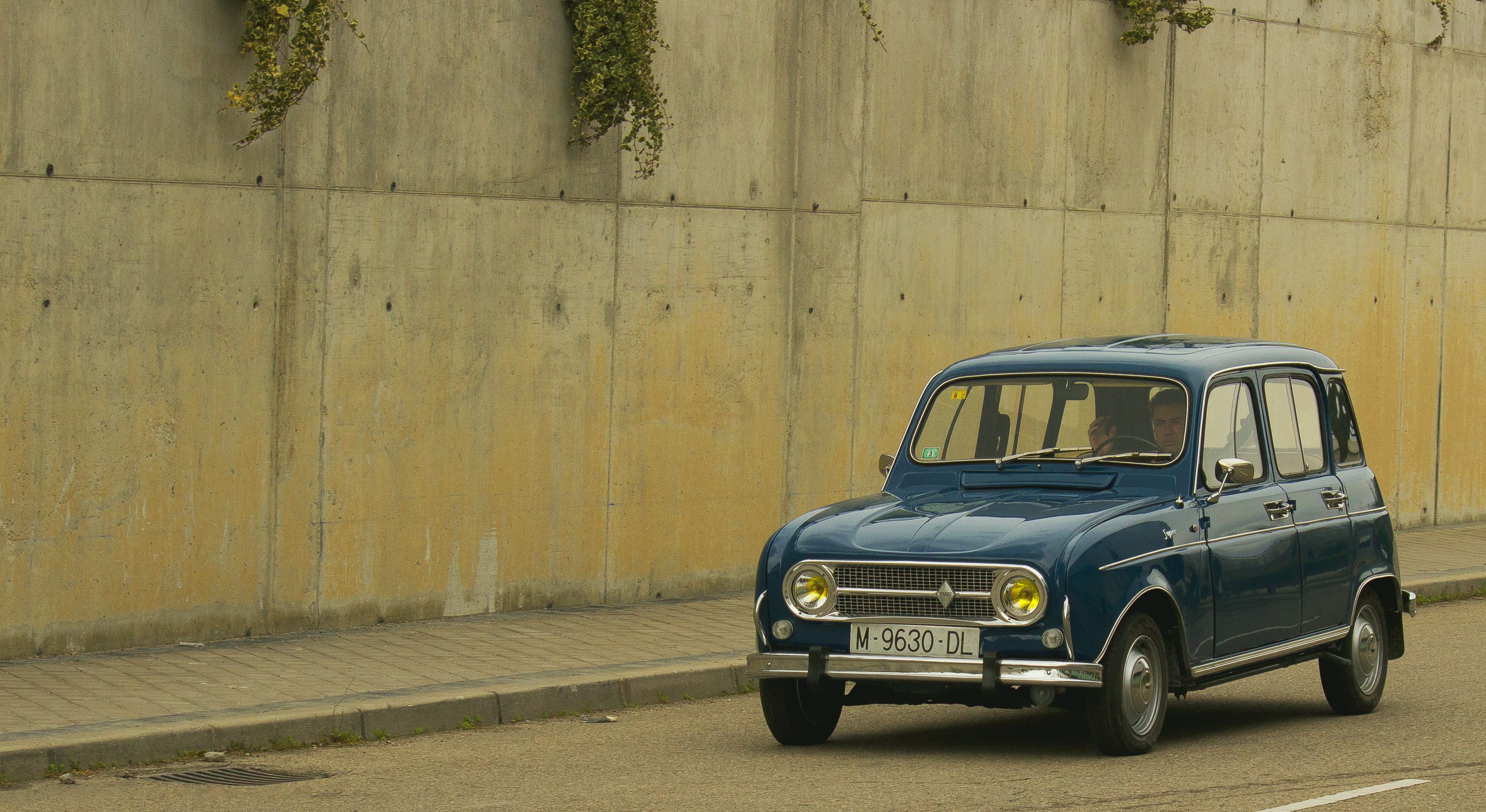
Renault 4 L Super FASA-España 1968.

La Régie Renault se lance dans l’aventure espagnole peu après Fiat qui contribue à la création de Seat. En décembre 1951, la F.A.S.A. Fabricación de Automóviles Sociedad Anónima est créée, entreprise privée dont la Régie ne détient alors que 15 %. Elle construit à Valladolid, au nord-ouest de Madrid, une petite usine pour la production de la 4CV qui débute en octobre 1953. Après la licence de la Dauphine, c’est celle de la R4 qui est concédée à la F.A.S.A., dont les premiers exemplaires sortent d'usine à la fin de l’année 1963. Surnommée « Cuatro latas » (quatre boîtes), la R4 représente le tiers de la production de l'usine en 1964. Le 1er juillet 1965, F.A.S.A. devient une filiale de la Régie sous le nom de FASA-Renault ; la R4 espagnole est dotée de l'ancien moteur de 845 cm3 de la Dauphine et représente 50 % de la production de l'usine de Valladolid. En 1972, l'Espagne modifie sa législation : les industriels étrangers peuvent abaisser le taux d’intégration locale de 85 à 50 % à condition d’exporter 2/3 de leur production. La R4 espagnole va remplacer la version française au Portugal, en Colombie, au Venezuela et au Mexique. Au total, 403 213 R4 berlines seront produites de 1963 à 1989 et 396 704 fourgonnettes de 1964 jusqu'en août 1991.

#### Grèce
Le contexte particulier du régime dictatorial des Colonels (1967-1974) a fait que la R4 n'a pas été assemblée en Grèce, comme le projet de 1971 l'avait envisagé. Entre 1980 et 1985, pour contourner un régime fiscal restrictif, la société MAVA (en), importateur Renault en Grèce, produira 3 500 exemplaires d’un modèle propre dérivé de la Rodéo, la Farma, véhicule multi-usages en polyester, existant en versions bâchée et fourgonnette.

#### Irlande

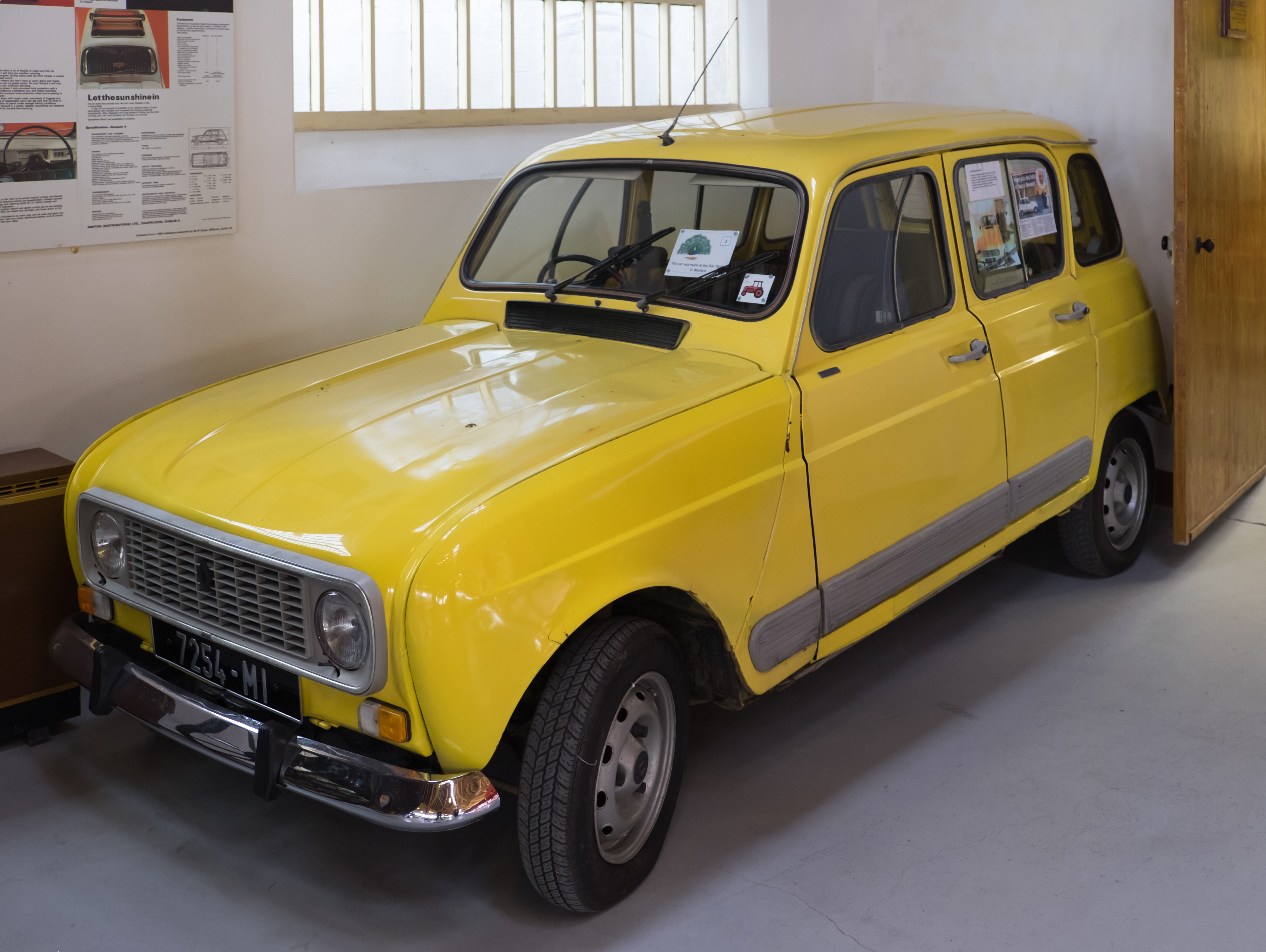
Renault R4 GTL 1982 assemblée à Wexford.

Dans les années 1960, vendre des voitures étrangères en Irlande tient de la gageure. Dominé à 60 % par les marques britanniques, le marché est verrouillé par toutes sortes de taxes qui empêchent les autres véhicules d’y pénétrer. La majorité des modèles étrangers sont donc assemblés sur place. Depuis 1958, les Renault sont montées à Naas, près de Dublin, par la société Motors Manufacturers & Distributors Ltd qui se charge aussi de les commercialiser. Renault, qui a débuté avec une part infime du marché, est parvenu à conquérir 9,5 % en 1977. La R4 berline et fourgonnette est la cheville ouvrière de cette progression à partir de 1962. De 1966 à 1980, 2 000 à 5 000 exemplaires seront assemblés chaque année. L’entrée de l'Irlande dans le Marché commun en 1973 entraîne un rapide déclin de la marque au losange qui, à partir de 1977, ne fait plus assembler que quelques R4 à Wexford. La production, trop peu rentable, prend fin en 1984.

#### Italie
En octobre 1958, la Régie Renault signe un accord avec Alfa Romeo qui est, comme la marque française, une entreprise publique, pour assembler des Dauphine sous licence dans l'usine Alfa Romeo de Portello et les commercialiser dans son réseau. C’était le seul moyen de pénétrer le marché italien, quasiment entièrement acquis à Fiat (85 %) et dont les importations n'excèdent pas 6 % du total. Les R4 seront finalement assemblées dans l'usine Alfa Romeo de Pomigliano d'Arco, près de Naples, dans un atelier voisin de celui qui produit les véhicules utilitaires de la marque. Débutée en décembre 1962, la production italienne de la R4, avec le moteur 845 cm3 en versions « 4 » à quatre glaces et « 4L » à six glaces, se reconnaît à ses feux arrière empruntés à l’Alfa Romeo Giulietta et à ses répétiteurs de clignotants sur les ailes avant, obligatoires en Italie. Dans un premier temps, cette stratégie s’avère payante. Les ventes de R4 doublent entre 1962 et 1963. Ce ne sera hélas qu’un feu de paille et la production cesse au début de l'année 1965 avec un total de 41 809 exemplaires construits.

#### Portugal
Depuis la fin 1963, F.A.S.A. a mis en service une usine de montage au Portugal, dénommée « Indústrias Lusitanas Renault » (I.L.R.), située à Guarda, à 250 kilomètres au nord-est de Lisbonne. Depuis le 1er janvier 1964, le Portugal a interdit l’importation de voitures complètes ; par contre, les modèles en CKD peuvent être importés librement pour y être assemblés localement. L’usine I.L.R., financée à 75 % par la F.A.S.A., va débuter l'assemblage des R4 berline et fourgonnette en début d'année 1964, qui va représenter, jusqu'en 1973, la moitié de la production de l'usine (6 000 véhicules par an). La « Catrella » jouera ensuite les seconds rôles derrière la R5, mais restera en production jusqu'à la fin des années 1980 ; une partie de la production sera même réimportée en France.

#### Yougoslavie
À partir de 1964, grâce à un assouplissement de la réglementation locale, l’importateur Renault parvient à placer entre 2 000 et 5 000 véhicules par an auprès des clients détenteurs de devises étrangères. La Régie envisage alors de faire assembler des R4 et R16TS dans une usine locale Ikarus, un constructeur hongrois d'autobus et autocars. Ce sera finalement à Ljubljana, capitale de la Slovénie, que la Régie va assembler ses véhicules à partir de novembre 1969 dans l’usine de « Titovi Zavodi Litostroj », un producteur de turbines. En septembre 1972, Renault signe un nouvel accord avec IMV - Industrija Motornih Vozil, qui dispose à Novo Mesto d’une usine de montage moderne où l’on fabrique les caravanes Adria exportées en Europe. La production, limitée aux R4 et R12, croît rapidement. Renault devient le second constructeur yougoslave, mais loin derrière Zastava qui assemble depuis 1953 plusieurs modèles Fiat. À partir de 1976, la production de la R12, peu appréciée, prend fin. Entre 1973 et 1992, l’usine a assemblé 575 960 R4. Après la fermeture de l'usine Renault de Billancourt en 1987, I.M.V. va livrer chaque année entre 9 000 et 20 000 R4 sur les marchés européen. En 1988, l'usine est vendue au Groupe Renault qui la renomme « Revoz d.d. ». La R4 a été surnommée « Katrca » (Catherine).

### Afrique

#### Afrique du Sud
En octobre 1958, la Régie Renault crée à Johannesburg la filiale « Renault Africa Property Limited ». En réalité, le montage sous licence de certains modèles a commencé deux ans plus tôt à East London, en coopération avec la firme britannique C.D.A. - Cars Distributors & Assemblers. C.D.A. produit des véhicules de nombreuses autres marques. En 1964, sur les 9 366 véhicules assemblés par CDA, 3 069 sont des Renault. La fabrication des R4 berline et fourgonnette a commencé en 1963. En 1967, la production est transférée à Rosslyn, près de Prétoria, dans une usine appartenant à Rosslyn Motor Assemblies, société contrôlée par Nissan. Les retards de fabrication s’accumulant, Renault décide de s’associer avec Peugeot pour former National Assembly Ltd.. L'assemblage des voitures commence en juillet 1970 dans l'usine située à Natalspruit, près de Johannesburg. En 1969, la production Renault est à nouveau transférée chez Rosslyn Motor. En 1971, Renault cède ses activités au groupe Lawson afin d'essayer de maintenir une présence à moindre coût. En 1972, la fabrication des R4, berline et fourgonnette, ne représente plus que 1 % d’un volume très modeste de 2 589 véhicules Renault. On peut estimer la production de la R4, entre 1963 et 1972, à 3 900 unités.

#### Algérie
Dans les années 1950, Renault couvrait environ 30 % du marché automobile algérien. En juin 1959, pour économiser les frais de transport, la Régie Renault décide d’y faire assembler ses modèles et crée la C.A.R.A.L. (Construction des automobiles Renault en Algérie). En novembre 1959, Pierre Dreyfus, PDG de la RNUR, pose la première pierre de l’usine à « Maison Carrée », sur la commune d'El Harrach près d’Alger. La production de la Dauphine débute en janvier 1961. Après l’indépendance, l’importation de véhicules complets est contingentée. Renault doit impérativement se tourner vers l’assemblage des R4, R8 et autres utilitaires. En 1969-1970, Renault couvre alors 80 % du marché des voitures particulières dans le pays. En 1969, sur 11 290 voitures produites, 4 230 sont des R4 berlines et 2 435 des fourgonnettes. En janvier 1971, en conflit avec les autorités algériennes sur des impôts impayés depuis plusieurs années, Renault suspend les importations de pièces et la production cesse au printemps de la même année. Renault investira de nouveau en Algérie pour y fabriquer la Dacia Logan en 2014, dans une nouvelle usine financée à 50 % par l'État algérien.

#### Angola
En 1970, les représentants de Chrysler Europe, Citroën, Renault et Ford Europe créent la S.A.C.M.A. (Sociedade Angolana de Construções e Montagem de Automóveis) pour assembler des véhicules utilitaires à Luanda. La ventilation par marque n’est pas connue, le montage s’effectuant au coup par coup, en fonction des commandes. Environ 450 R4 fourgonnettes sont produites entre 1971 et 1975, et à peu près autant entre 1977 et 1980, plus quelques berlines. En 1981, la production est transférée dans les installations plus modernes des établissements FAGOL.

#### Côte d'Ivoire
En 1962, la direction régionale Renault-Afrique crée une filiale spécialisée dans le montage, la SAFAR (Société africaine de fabrication des automobiles Renault). L’usine, située près du port d’Abidjan, assemble des camions légers, puis, dès la fin de l’année, des R4. La production va atteindre 3 000 unités, camions compris, en 1970. La moitié environ de la production est constituée de R4 mais les facilités douanières consenties aux produits français disparaissent à partir de 1972. Renault met fin à la SAFAR au milieu des années 1980.

#### Ghana
L'usine C.F.A.O. (en) d'Accra qui avait lié des partenariats avec plusieurs constructeurs nippons (Toyota, Isuzu, Subaru…) va assurer de manière intermittente l'assemblage de petits autobus Saviem à partir de 1966. En 1969, l’usine débute le montage des R4 berline et fourgonnette. Renault, Peugeot et B.L.M.C. sont autorisés à construire une usine commune mais le projet ne verra pas le jour. L'assemblage des R4 se poursuit jusqu'en 1978, à raison d’une centaine de voitures par an.

#### Madagascar
En 1960, Madagascar, devenu un état indépendant, tente de se doter d’une industrie automobile. Deux petits ateliers dotés de chaînes de montage apparaissent à Tananarive en 1962, l'ECAM (Entreprise de construction automobile malgache), qui va assembler des Citroën 2 CV à partir du 9 février 1962, et la SOMACOA (Société malgache de construction automobile), dont Renault détient une participation minoritaire, qui commence l'assemblage de la R4 berline le 5 septembre 1962 et de la fourgonnette en 1967. Des camions et d’autres modèles de tourisme viendront plus tard, ainsi que des modèles Peugeot. Entre 500 et 1 000 Renault sont assemblées chaque année, en majorité des R4 (310 à 530 berlines et 50 à 150 fourgonnettes selon les années). Mais en 1981, la situation économique conduit le gouvernement à suspendre toute licence d’importation. Renault ferme l’usine, en accord avec son partenaire.

#### Maroc
En août 1966, Renault obtient l'autorisation de faire assembler, à côté de véhicules d'autres marques, des voitures Renault par la SOMAR (Société marocaine des automobiles Renault) et des camions Saviem par la SOMACA (Société marocaine de constructions automobiles), entreprise d’économie mixte fondée en 1959 par Fiat et sa filiale française Simca, qui dispose d'une usine récente et moderne implantée à Aïn Sebaa dans la banlieue de Casablanca. En 1971, Renault installe sa propre ligne d’assemblage au sein du site. La production de cette usine pour Renault Maroc atteint son point culminant en 1975 avec 13 000 voitures. Entre 1966 et 1971, près de 33 000 R4 berlines et 11 000 fourgonnettes sont assemblées au Maroc. En 1979, l'assemblage de la R12 commence, mais la R4 restera présente sur les chaînes jusqu'en janvier 1995.

#### République démocratique du Congo (ex-Zaïre)
En 1969, la Régie Renault conclut un accord avec la filiale locale de General Motors pour l’assemblage de la R4 dans son usine de Kinshasa. L'accord ne durera que très peu de temps.

#### Tunisie
Le 30 mars 1961, la S.T.I.A. (Société Tunisienne d’Industrie Automobile) est fondée à Sousse, détenue par l’État tunisien (60 %) et Renault (40 %). Au début, l'usine monte des camions Renault. En janvier 1964, le montage des véhicules légers débute sur le site avec la R4, berline et fourgonnette. Le premier exemplaire sort de chaîne le 28 juillet 1965. C'est la première voiture particulière construite en Tunisie. La R4 est baptisée « R 4 Monastir » par le président Habib Bourguiba, du nom de sa ville natale. La production varie entre 150 et 800 exemplaires annuels, avec une forte majorité de fourgonnettes, jusqu'à 90 %. La production maximale est atteinte en 1980 avec 1 625 voitures. En 1967, la STIA se tourne vers les véhicules industriels et noue de nouveaux partenariats avec Fiat V.I. & Bus et Van Hool. En 1981, le gouvernement tunisien décide de mettre fin au monopole de la S.T.I.A. dans la construction de voitures particulières et lance une consultation auprès de plusieurs constructeurs. En 1983, l'usine Renault de Mateur verra le jour. La R4 n’y sera plus produite, mais aura contribué à motoriser la Tunisie.

#### Zimbabwe (ex-Rhodésie du Sud)
Dans les années 1970, Renault tente des faire assembler la R4 dans les ateliers de la Willowvale Motor Industry à Salisbury, une ancienne usine Ford qui assemble des Alfa Romeo. L'usine va assembler 2 973 Renault en 1974 dont 1 412 R4, contre 230 en Afrique du Sud. Surnommée « la voiture de Oui-Oui » dans le pays, la R4 a été adoptée par les gardes nationaux qui patrouillent dans les réserves. À partir de 1975, la guerre civile s’intensifie. En août 1978, l'ONU dénonce les 593 sociétés contrevenant aux règles de boycott édictées par le Conseil de sécurité. Renault cesse son activité en 1979. Après l’indépendance du pays, renommé Zimbabwe, la R5 va refaire une timide apparition mais pas la R4, dont on estime la production locale à 6 200 exemplaires environ.

### Amérique latine
Entre 1963 et 1987, 157 315 exemplaires sont construits en Argentine. En Colombie entre 1970 et 1992 (97 050 exemplaires) ; Mexique (1962-1977) ; Chili ; Costa Rica ; Pérou (1966-1970) ; Venezuela (1972-1976) ; Uruguay.

## Chiffres de production R4 L/ R4 F/ R4/ R4 S Argentine
| Année | 1963 | 1964  | 1965  | 1966  | 1967  | 1968  | 1969  | 1970 | 1971 | total |
| ----- | ---- | ----- | ----- | ----- | ----- | ----- | ----- | ---- | ---- | ----- |
| R4 L  | 1015 | 11235 | 13508 | 14126 | 11931 | 3110  | 2435  | 524  | 0    | 57884 |
| R4 L  | 0    | 0     | 0     | 0     | 0     | 0     | 0     | 763  | 1574 | 2337  |
| R4 F  | 4    | 904   | 522   | 359   | 0     | 0     | 618   | 691  | 0    | 3098  |
| R4    | 0    | 0     | 0     | 0     | 0     | 12726 | 11919 | 1824 | 0    | 26469 |
| R4 S  | 0    | 0     | 0     | 0     | 0     | 0     | 0     | 3682 | 4290 | 7972  |
| total | 1019 | 12139 | 14030 | 14485 | 11931 | 15836 | 14972 | 7484 | 5864 | 97760 |

, , 
| Année | 1972 | 1973 | 1974 | 1975 | 1976 | 1977 | 1978 | 1979 | 1980 | 1981 | total |
| ----- | ---- | ---- | ---- | ---- | ---- | ---- | ---- | ---- | ---- | ---- | ----- |
| R4 L  | 130  | 0    | 0    | 0    | 0    | 0    | 0    | 0    | 0    | 0    | 2467  |
| R4 S  | 6435 | 6519 | 4661 | 4083 | 3032 | 2650 | 2094 | 2827 | 4783 | 2839 | 47895 |
| total | 6565 | 6519 | 4661 | 4083 | 3032 | 2650 | 2094 | 2827 | 4783 | 2839 |       |

, , 
| Année      | 1982 | 1983 | 1984 | 1985 | 1986 | 1987 | total |
| ---------- | ---- | ---- | ---- | ---- | ---- | ---- | ----- |
| R4 S       | 1877 | 2637 | 3014 | 4164 | 1758 | 0    |       |
| R4 F       | 0    | 0    | 141  | 437  | 310  | 13   |       |
| R4 Pick up | 0    | 0    | 0    | 8    | 147  | 18   | 173   |
| total      | 1877 | 2637 | 3155 | 4609 | 2215 | 31   |       |

,

### Asie et Océanie
L’assemblage de I la Renault 4 a également eu lieu à :
Ceylan (1973-1979) ; Philippines (1963-1974) ; Australie (1962-1966).

## Dans la culture populaire

### Cinéma

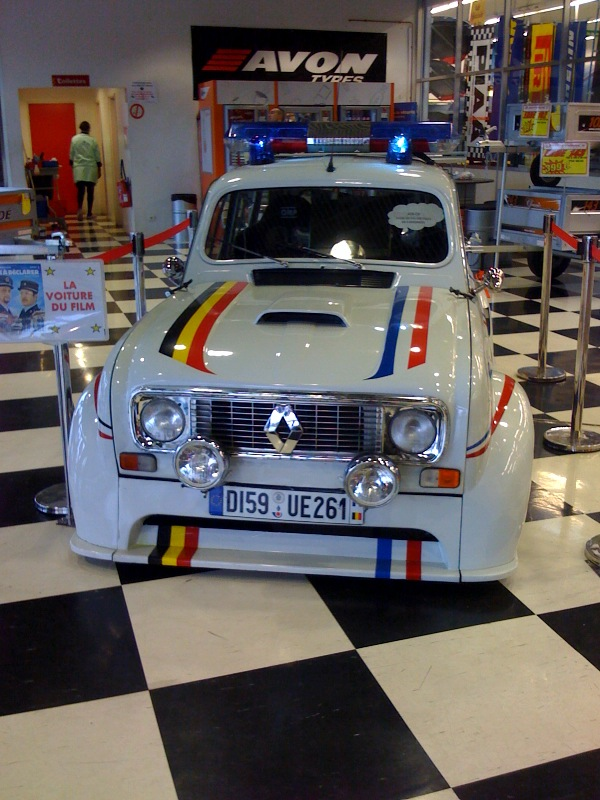
Renault 4L du film Rien à déclarer.

- Dans La Maison de campagne (1969) de Jean Girault. Le conducteur courtois joué par Jacques Maury conduit une Renault 4 Plein Air.
- Dans Trafic (1971) de Jacques Tati. Le personnage de Monsieur Hulot est chargé d'assurer le voyage d'une Renault 4 fourgonnette aménagée en voiture de camping au salon automobile d'Amsterdam.
- Dans Le Juge Fayard dit « le Shériff » (1977) d'Yves Boisset, le juge Fayard (Patrick Dewaere) conduit une R4 de 1971.
- Dans La Femme flic (1980) d'Yves Boisset, Diego Cortez (Leny Escudero) conduit l'inspecteur Corinne Levasseur (Miou-Miou) dans sa 4L blanche.
- Dans Retour en force (1980) de Jean-Marie Poiré, la voiture de Roger (Pierre Mondy) est une 4L blanche.
- Dans À la poursuite du diamant vert (Romancing the Stone - 1984) avec Michael Douglas et Kathleen Turner la 4L crème modèle 1968 est un accessoire central.
- Dans Les Visiteurs (1993) de Jean-Marie Poiré, la voiture du facteur pris pour un « sarrasin » et attaquée par Godefroy de Montmirail (Jean Reno) et Jacquouille la Fripouille (Christian Clavier) est une Renault 4 F4 de La Poste.
- Dans Essaye-moi (2006) de Pierre-François Martin-Laval, la voiture utilisée par Pierre Richard est une Renault 4 GTL rouge.
- Dans Donne-moi ta main (Leap Year en VO) (2010) d'Anand Tucker : une jeune Américaine (Amy Adams) décide de demander son petit ami en mariage à Dublin, le voyage se fera en Renault 4L rouge toute cabossée.
- Dans Rien à déclarer (2011) de Dany Boon, la voiture des douaniers est une Renault 4 modifiée. Pour les besoins du film, deux 4L ont été utilisées. La première a été vandalisée et incendiée en 2018[86], la seconde (prototype réalisé sur la base d'une Citroën BX) a été achetée 25 000 € par un exploitant de discothèque. Les fonds ont été reversés à la Fondation de France[87].
- Dans My Name Is Emily (2015) de Simon Fitzmaurice, la voiture d'Arden est une Renault 4L jaune.
- Dans Little Miss Dolittle[88] (2018) de Joachim Masannek, la voiture des parents de Liliane Susewind est une Renault 4L rouge.
- Dans 4L (4 latas en VO) (es) (2019) : Tocho (Ovik Keuchkerian) accompagne Jean-Pierre (Jean Reno) dans un voyage de l'Espagne au Mali en Renault 4 TL à travers le désert africain.

### Télévision
- Dans la série Les Chevaliers du ciel (1967-70) de François Villiers : les deux héros utilisent plusieurs Renault 4 dont une Sinpar torpédo de 1964 dans l'épisode 1 et une R4 Plein air de 1968 dans les épisodes 1 et 2 de la troisième saison.
- Dans le téléfilm Menace sur Kermadec (2022), la capitaine de gendarmerie Marie Bréguet (Claire Keim) conduit une Renault  4 TL de 1991.

### Jeux vidéo
La Renault 4 est jouable dans quelques jeux :
- Need for Speed: Nitro (2009) ;
- Forza Horizon 5 (2021), en version Export ;
- Workers & Resources: Soviet Republic, en version mod ;
- Grand Turismo 7 (2022);

elle apparaît également dans d'autres jeux vidéo comme élément de décor, sans être jouable :
- Taxi 2 (2000) ;
- DRIV3R (2004) ;
- Uncharted 3: L'Illusion de Drake (2011) ;
- Uncharted 4: A Thief's End (2016) ;
- Transport Fever 2 (2019), en version fourgonnette.